# Київський метрополітен
Ки́ївський метрополіте́н — швидкісна позавулична, переважно підземна, транспортна система Києва. Діють три лінії, експлуатаційна довжина яких становить 69,648 км, 52 станції із трьома підземними вузлами пересадки в центрі міста. Усі лінії електрифіковані постійною напругою 825 В, на них працюють 5-вагонні електропоїзди довжиною приблизно 100 м. Метрополітен відкритий для пасажирів щоденно з 05:30 до 23:00, та цілодобово функціонує як укриття під час повітряної тривоги.
Після відкриття 6 листопада 1960 року став 14-м метрополітеном в Європі і 3-м у СРСР після московського та ленінградського.
Експлуатує систему комунальне підприємство «Київський метрополітен», що підпорядковане КМДА, створене у 1990 році як правонаступник підприємства, що підпорядковувалося МШС. На підприємстві працює майже 8 тисяч працівників, у його складі діють адміністрація, 13 служб, зокрема електродепо (ТЧ-1 «Дарниця», ТЧ-2 «Оболонь» і ТЧ-3 «Харківське»), вагоноремонтний завод (ВРЗ), та інші підрозділи. Основні доходи підприємство отримує від основної діяльності — перевезення пасажирів, у вигляді безпосередньої оплати пасажирами та як компенсацію від міста за пільгові категорії громадян, а також непрофільних доходів — надання в оренду площ, рекламоносіїв і субвенції з міського бюджету.
За радянських часів метрополітен мав присвяту Володимиру Леніну. За часів незалежності згадування про Леніна на нових вивісках вказувати перестали, а присутні слова «імені В. І. Леніна» були демонтовані в 1990-х роках). У 1981 році нагороджений орденом Трудового Червоного Прапора.
Чотири станції першої черги будівництва («Вокзальна», «Університет», «Хрещатик», «Арсенальна») визнані пам'ятками архітектури місцевого значення, ще три станції («Дніпро», «Либідська», «Золоті ворота») мають статус «щойно виявлений об'єкт культурної спадщини».
Автори станції «Золоті ворота» 1991 року були відзначені Державною премією України з архітектури.
На всіх станціях Київського метрополітену присутнє 4G покриття операторів мобільного зв'язку Vodafone, Київстар, lifecell.

## Історія

### Передісторія

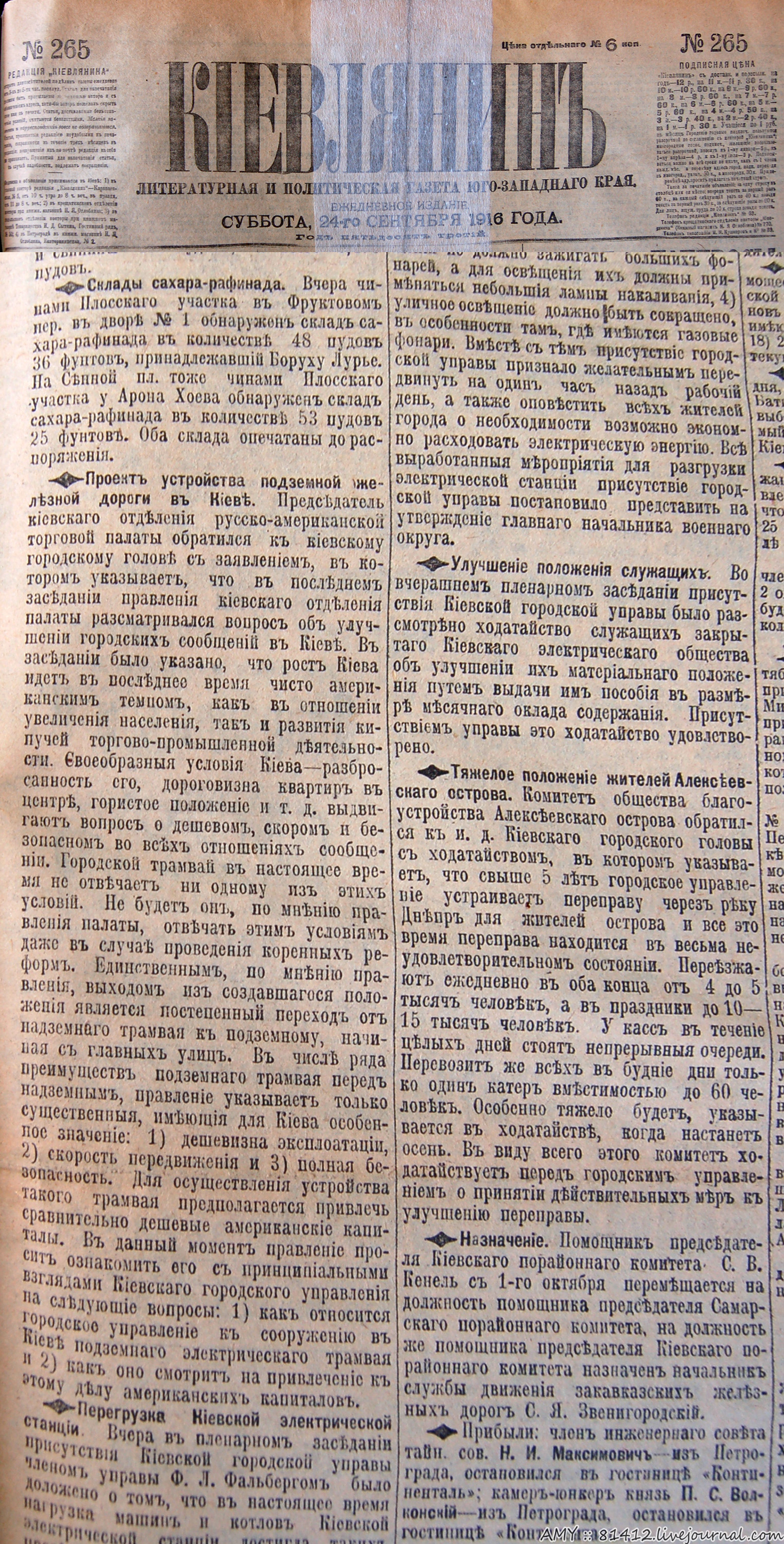
Стаття у газеті «Кіевлянинъ» за 24 вересня 1916 року з пропозицією Російсько-Американської торгової палати щодо залучення коштів для будівництва метрополітену в Києві

У Києві ідея створення підземної залізниці вперше виникла 1884 року. Проєкт, що його представив до розгляду міської управи керівник Південно-Західних залізниць Дмитро Андрієвський, передбачав створення залізничних тунелів від пристані на Дніпрі до залізничного вокзалу. Тунель мав заглибитися в дніпровський схил поблизу Поштової площі і вийти на поверхню біля Бессарабки. Тут планувалося будівництво нового пасажирського вокзалу, а той, що був за річкою Либідь, перетворити в товарну станцію. Проте міська управа відхилила цей проєкт.
У вересні 1916 року Київське відділення Російсько-Американської торгової палати запропонувало місту розглянути можливість залучення американського капіталу для будівництва в Києві метрополітену, що знову було відхилено міською владою. 
Уряд гетьмана Української Держави Павла Скоропадського мав намір будувати урядовий центр і лінію метро у районі Звіринця:
| | …думають збудувати трамваї, окрім таких як тепер, — надземних, ще й в тунелях, котрі звуться метрополітен. Ґрунт Звіринця і взагалі міста Київа, де мають проводити метрополітен, найкращий для цього будування. При таких умовах метрополітен можна поставити краще ніж він стоїть в Парижі… Київ стоїть на горах й долинах, утворених самою природою й метрополітен, виринаючи з тунеля-гори в долину й проїзжаючи знову тунелі, буде перевозити всіх і все з Бесарабки на Демієвку, з Звіринця на Лук'янівку, з Набережної чи Прорізної на Задніпровські Слобідки. |
| — З інтерв'ю товариша міністра шляхів інженера Чубинського // Відродження. — 1918. — Ч. 134. — 11 вересня (29 серпня). — С. 3–4. | |

Проте 14 листопада 1918 року до влади прийшла Директорія й плани щодо створення метрополітену в Києві знову втратили актуальність.

### Розробка проєктів
Тільки через майже двадцять років плани з будівництва метрополітену в Києві знову стали актуальними. 9 липня 1936 року Президія Київради розглянула дипломну роботу випускника Московського інституту інженерів транспорту В. Папазова «Проєкт Київського метрополітену». У протоколі засідання було зазначено, що інженер «вдало підійшов до розв'язання одного з питань щодо реконструкції міста Києва і впорядкування внутрішньоміського транспорту і вдало розробив окремі практичні питання схеми Метрополітену (напрямок трас, розташування станцій)». За цю роботу Папазова було відзначено грошовою премією у сумі 1000 карбованців. Однак невідомо, чи були ці пропозиції закладені в наступні розробки. За кілька днів до цього, 5 липня 1936 року в київській газеті «Більшовик» було опубліковано статтю, в якій розглядався проєкт метрополітену, розроблений спеціалістами інституту транспортної механіки Академії наук УРСР. Цим проєктом пропонувалося збудувати у місті три лінії загальною довжиною близько 50 км.  1938 року розпочалися підготовчі роботи, які перервала німецько-радянська війна.
До проєкту метробудування в Києві повернулися 1944 року. 5 серпня вийшла постанова Ради народних комісарів СРСР про будівництво метрополітену в столиці, за яким відповідним установам було наказано розпочати розвідувальні роботи, скласти технічний проєкт та генеральний кошторис з тим, щоб вже у 4 кварталі того ж року внести на затвердження уряду проєктне завдання на спорудження Київського метрополітену. Для цього Наркомат фінансів СРСР виділив Україні із резервного фонду Уряду СРСР один мільйон карбованців на проєктно-пошукові роботи.
У квітні 1949 року наказом Міністерства шляхів сполучення було створено «Київметробуд», який очолив Пилип Кузьмін. Для того, щоб визначити напрямок першої траси, фахівці аналізували інтенсивність руху киян як центральними шляхами міста, так і віддаленими від центру вулицями. Цей аналіз ліг в основу карти пасажиропотоків Києва, яка й вказувала звідки й куди необхідно вести трасу метро, де саме будувати станції. Лише після цього приступили до проєктних робіт.

### Будівництво
Будівництво метрополітену розпочалося 1949 року. Проходження тунелів супроводжувалося постійними ускладненнями — своєрідний рельєф місцевості, пливуни, що розмили підземні пласти, та інші непередбачені проєктом обставини. Через це виникли суттєві відставання у графіках виконання робіт. Влітку 1949 року метробуд заклав перші шахти, а перше з'єднання тунелів — між станціями «Хрещатик» та «Арсенальна» — відбулося у грудні 1951 року. Останні з'єднання на першій пусковій ділянці відбулися у травні 1959 року між станціями «Вокзальна» та «Університет».
Важким завданням для метробудівців було спорудження проміжного вестибюля станції «Арсенальна». Крім того, 1954 року фінансування будівництва метрополітену в Києві на деякий час зупинили, оскільки значні зусилля СРСР були спрямовані на освоєння цілинних земель.
На початку 1958 року було оголошено конкурс на найкращі проєкти станцій та створено комісію для розгляду конкурсних робіт. В її складі — представники громадських організацій міста, академій будівництва й архітектури СРСР і УРСР, скульптори, художники, письменники, керівники Головтунельбуду, Метродіпротрансу і Київметробуду. У липні того ж року відкрилася виставка колективних проєктів, де були представлені 80 робіт. З них було вибрано п'ять найкращих, які й були втілені при спорудженні станцій «Вокзальна», «Університет», «Хрещатик», «Арсенальна» та «Дніпро», що увійшли в першу чергу будівництва Київського метрополітену.
При будівництві тунелів першої черги було використано 660,4 тис. кубометрів бетону та залізобетону, на облицювання станцій і вестибюлів пішло близько 7300 м² граніту та мармуру.
6 листопада 1960 року було відкрито першу чергу Київського метрополітену — ділянку Святошино-Броварської лінії завдовжки 5,2 км з п'ятьма станціями від «Вокзальна» до «Дніпра».

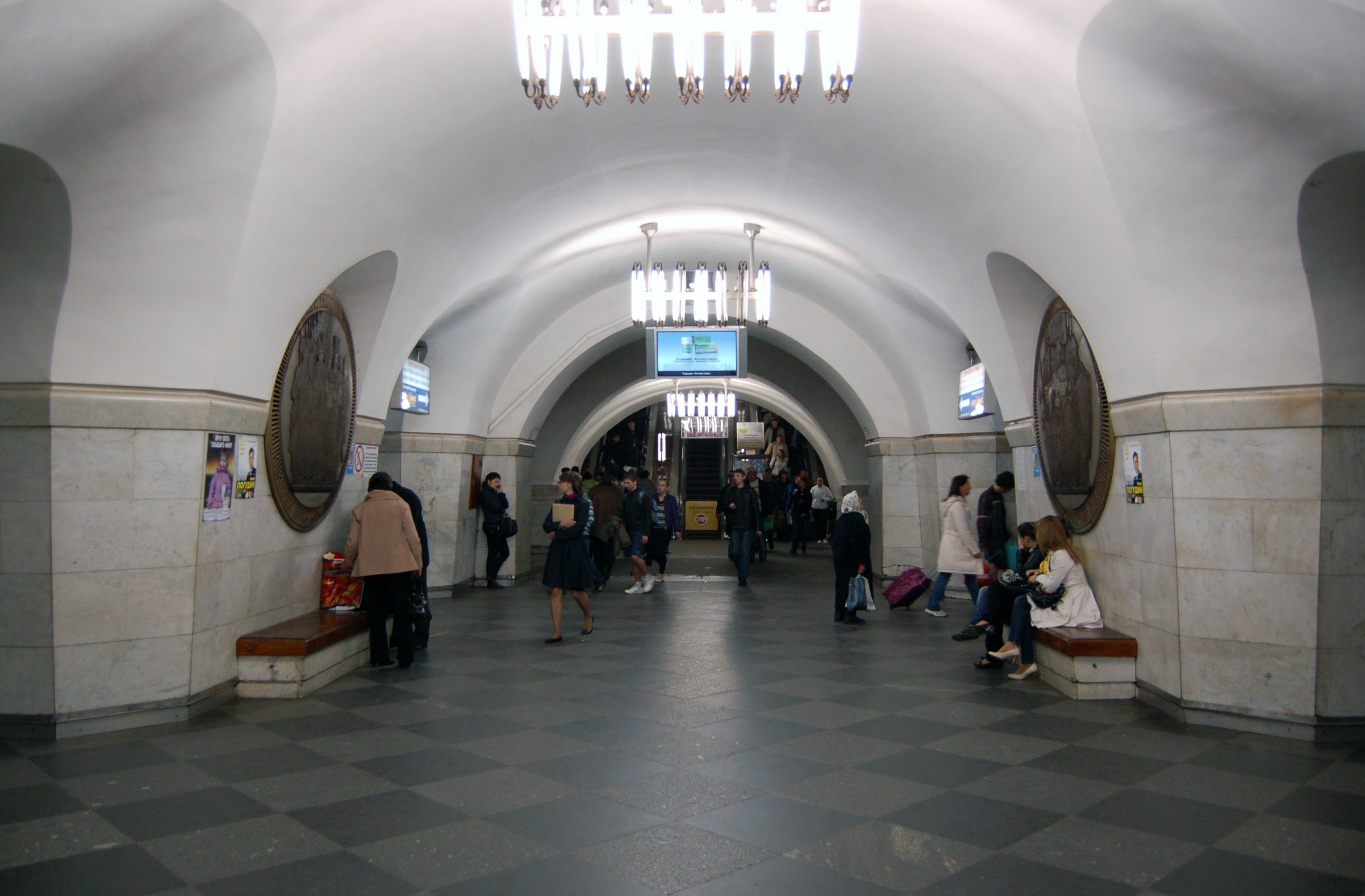
«Вокзальна»
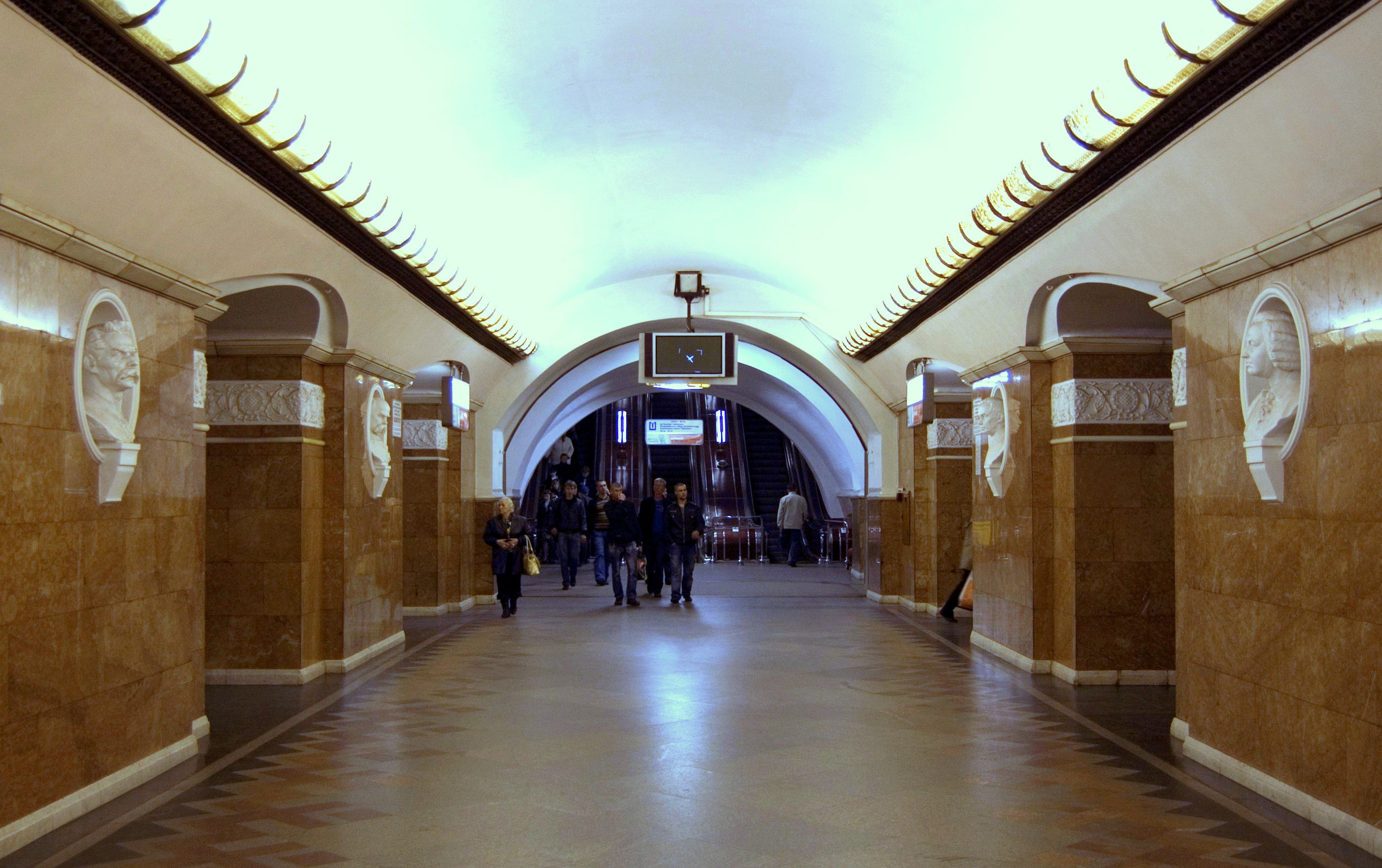
«Університет»
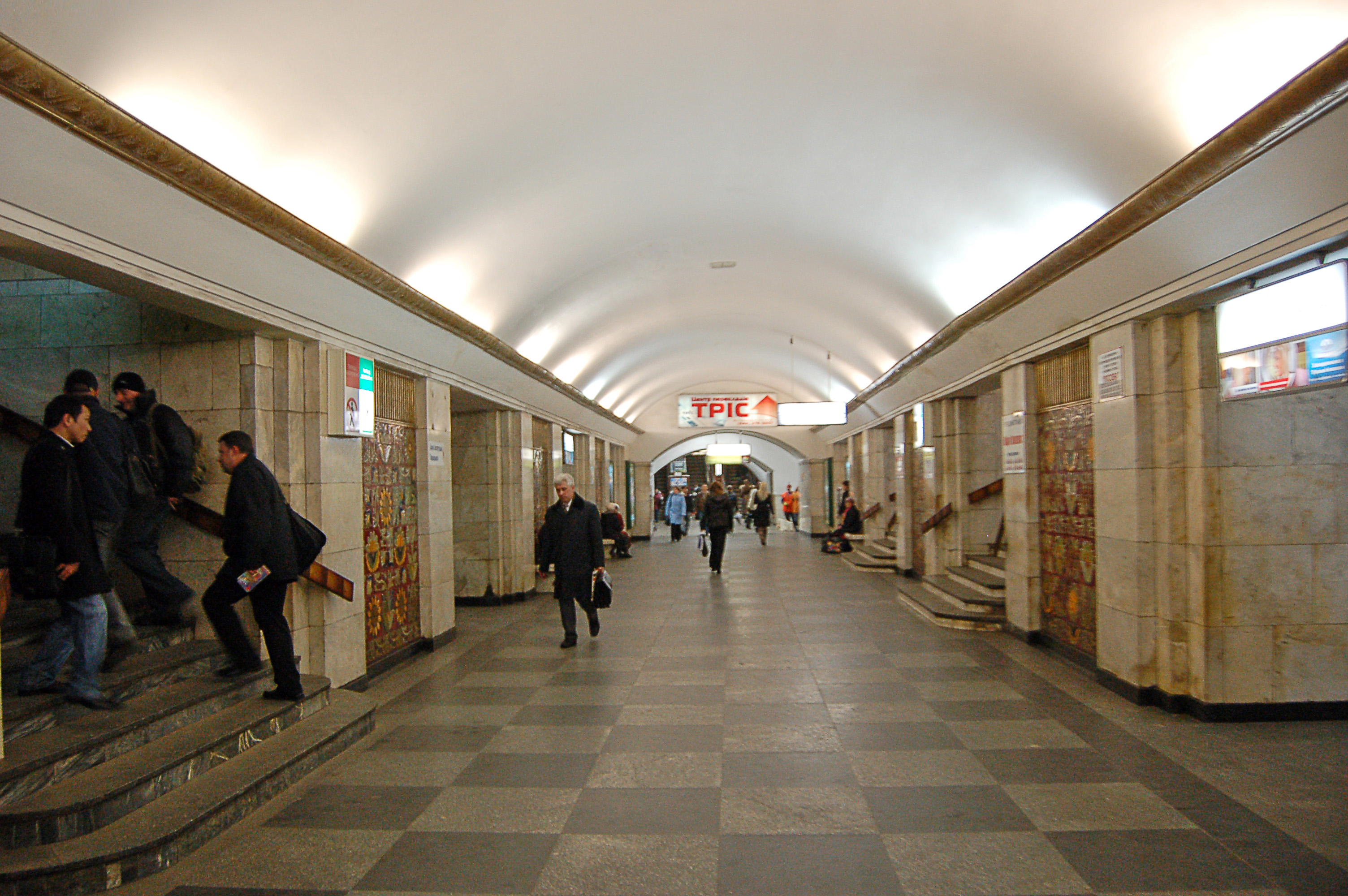
«Хрещатик»
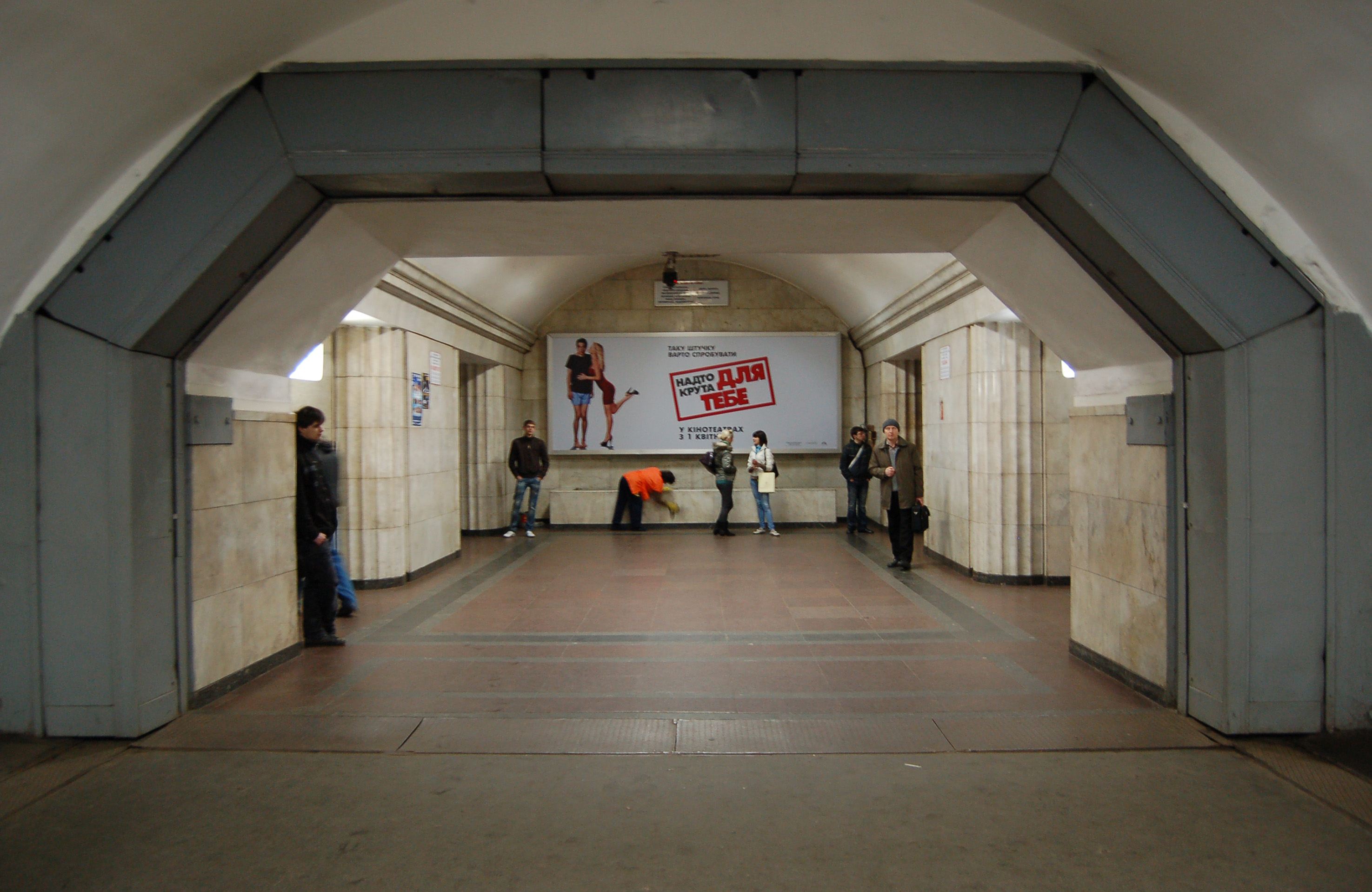
«Арсенальна»
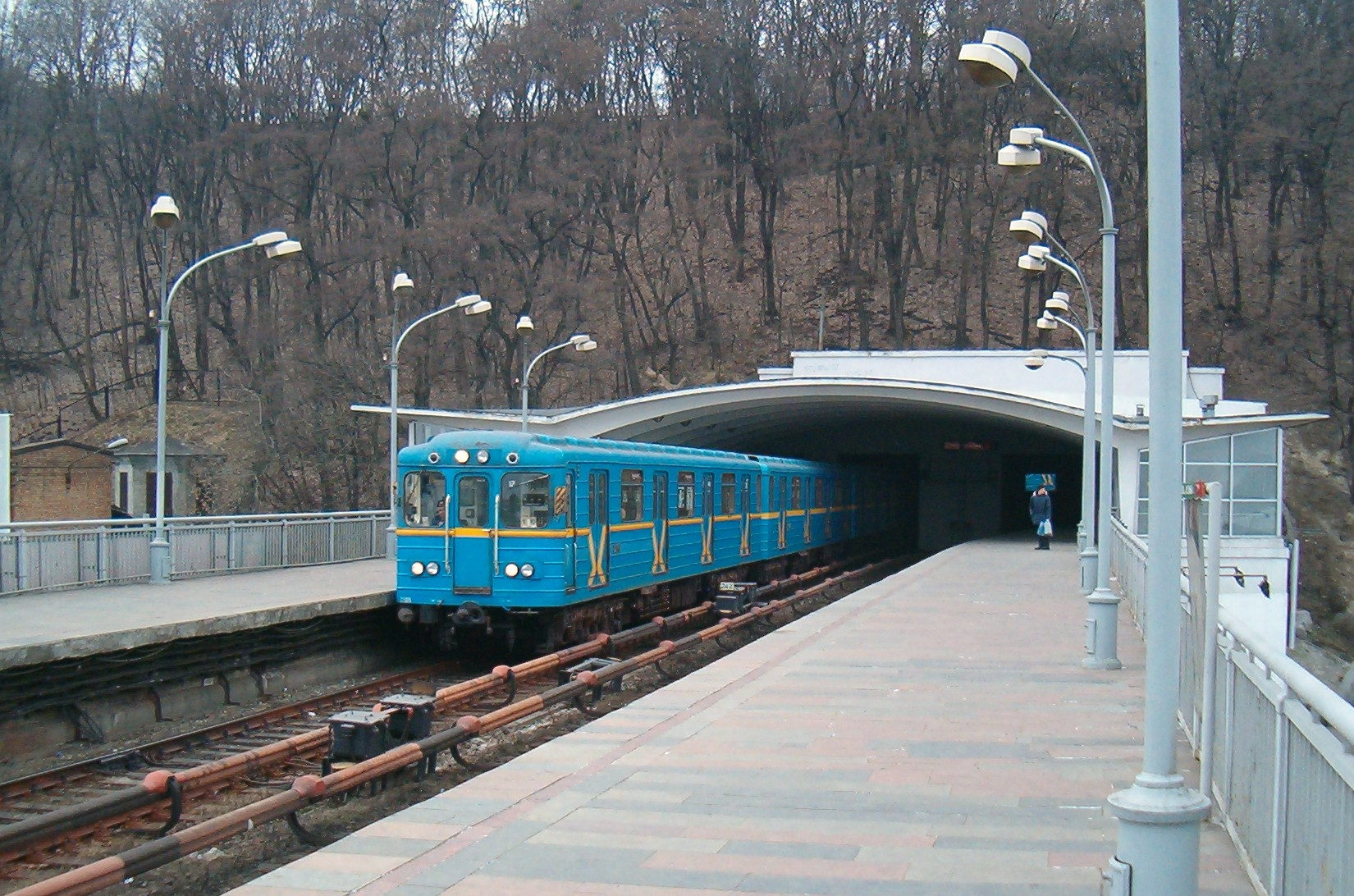
«Дніпро»

### Перші роки діяльності
Одночасно з пуском метро виникла проблема створення депо для рухомого складу. Тому на Набережному шосе біля станції «Дніпро» в колишніх приміщеннях Метробуду розмістили тимчасове депо, що мало приміщення для ремонту вагонів на два вагоно-місця з мостовим краном, ремонтні цехи та управління електродепо. Поряд була котельна на твердому паливі, компресорна, невеликий склад паливно-мастильних матеріалів, також побудовано склад для запчастин та матеріалів. Проте депо не мало під'їзних залізничних колій і тому було неспроможне належно виконувати свої функції.
Лінію обслуговували тривагонні потяги з вагонів типу Д виробництва Митищенського машинобудівного заводу. Вагони метрополітену, які прибували з заводу на станцію Дарниця Південно-Західної залізниці, переставляли на спеціальні візки й трамвайним мотовозом доставляли в депо «Дніпро» трамвайною колією. Для доставлення рухомого складу на станцію використовувалася колія, що вела до поворотного кола, яке знаходилося точно під станцією. Вагон завозили на цей пристрій, після чого він повертався так, щоб стати паралельно з рейками на станції, а далі підіймався нагору. Рейки поворотно-підіймального кола точно стикувалися з рейками на станції, і вагон з'їжджав з кола, дозволяючи наступному повторити дану дію. Через незручність у транспортуванні вагонів більша частина рухомого складу ночувала в тунелях, а в депо заїжджала тільки для техогляду і поточного ремонту. Створення такого депо було тимчасовим явищем, бо станції першої черги метро мали глибоке залягання, що унеможливлювало створення постійного надземного депо в цій місцевості.
Метрополітен тоді підпорядковувався Міністерству шляхів сполучення СРСР, а не міській раді. Крім того, турнікетів у цей час не було, і пасажири просто пред'являли квитки контролеру. Усі машиністи проходили навчання в Москві. 22 жовтня 1960 року машиніст Московського метрополітену, москвич Олексій Сімагін і киянин Іван Виноградов, колишній машиніст електродепо станції Київ-Пасажирський, повели пробний поїзд. Сімагін був за штурвалом, а Виноградов — помічником, він готувався до головного виїзду. 6 листопада вони помінялися місцями, і в день відкриття киянин Іван Виноградов став першим машиністом, що офіційно відкрив рух поїздів Київського метрополітену..
Спочатку, після відкриття 6 листопада 1960 року, у метро пасажири проходили через працівників-контролерів з паперовими квитками, нижня частина яких відривалася, а верхня залишалася у самого пасажира. Але такий спосіб підтвердження оплати проїзду займав багато часу, і на вході до метро створювалися черги. Перші автоматичні турнікети були встановлені лише за два роки після відкриття у 1963 році на станції «Хрещатик». Вони приймали 5-ти копійчані монети. Саме стільки, аж до 1991 року, коштував проїзд у метро. Кількість паперових квитків почала різко знижуватися, проте вони продовжували використовуватись.

### Подальше будівництво
Другу пускову ділянку Київського метрополітену відкрито 1963 року. Відкрилися дві нові станції — «Політехнічний інститут» і «Завод Більшовик» («Шулявська»)
З 1964 року Київському метро почали постачати нові вагони типу Е. Наступні станції «Гідропарк», «Лівобережна» та «Дарниця» відкрили разом з Мостом Метро та Русанівським метромостом на східному кінці лінії в 1965 році. Як і «Дніпро», всі три нові станції були наземні, а «Гідропарк» узагалі побудували в однойменному парку на острові. Щоб обслуговувати й зберігати рухомий склад, замість тимчасового депо «Дніпро» відкрилося депо «Дарниця» (ТЧ1) між станціями «Лівобережна» та «Дарниця», яке мало гейт зі станцією Микільська Слобідка, щоб перевозити нові вагони метрополітену з мережі залізниці. Крім того, на станції «Хрещатик» почали будувати влітку 1960 року другий ескалаторний нахил з виходом у бік Інститутської вулиці, а відкрили його 4 вересня 1965 року. При цьому центральний зал станції подовжили на 40 метрів.

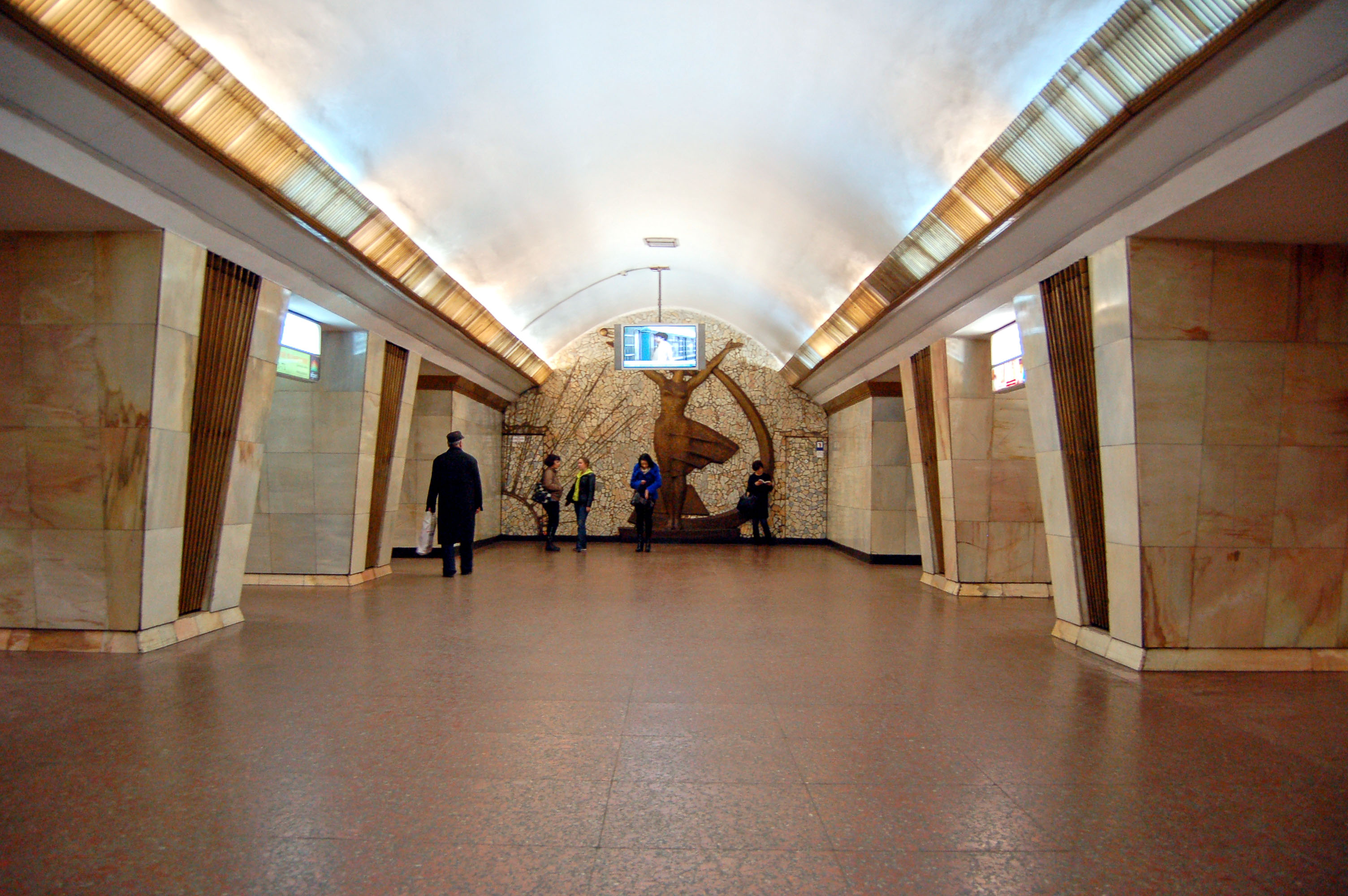
«Політехнічний інститут» (1963)
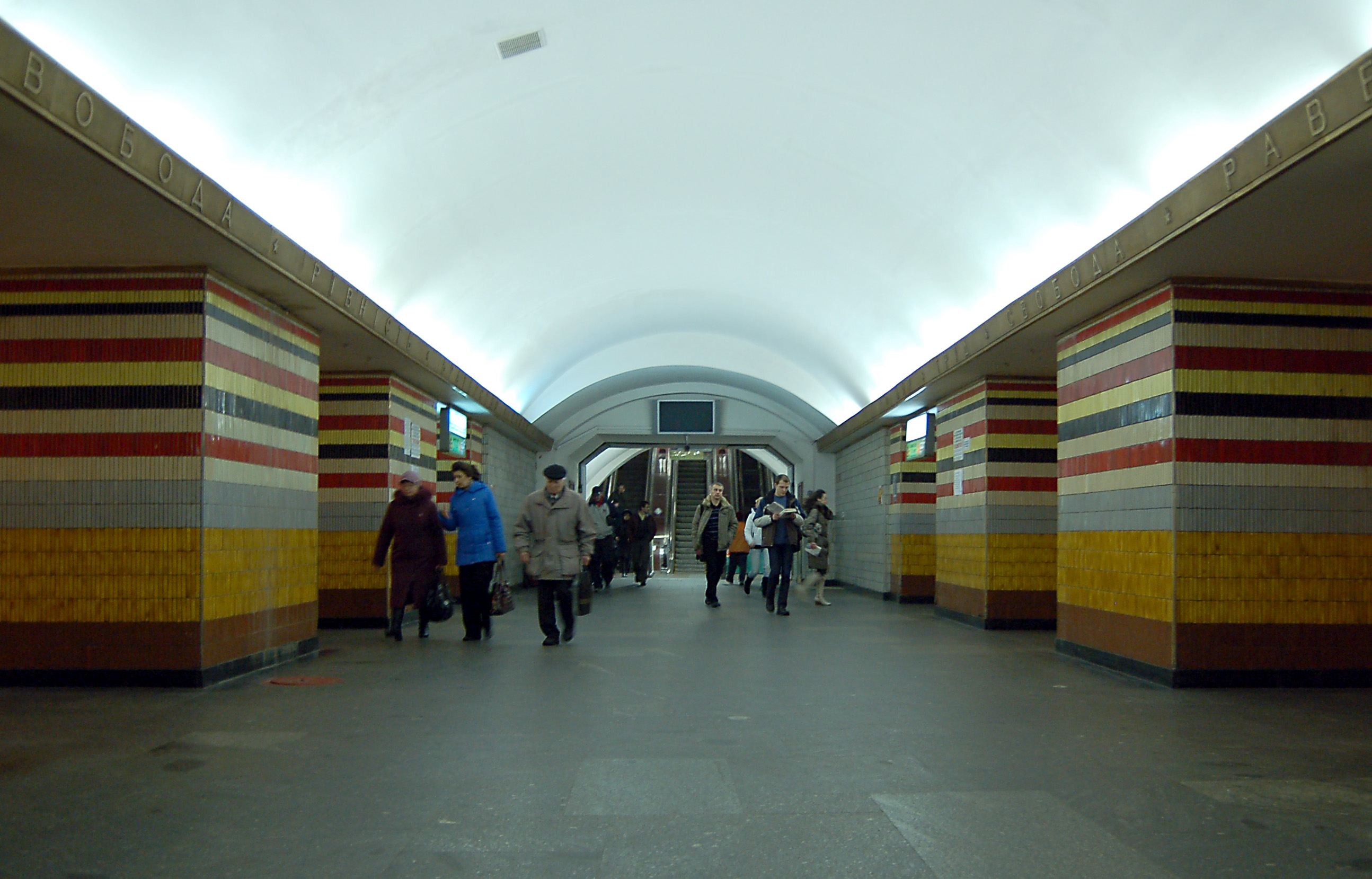
«Шулявська» (1963)
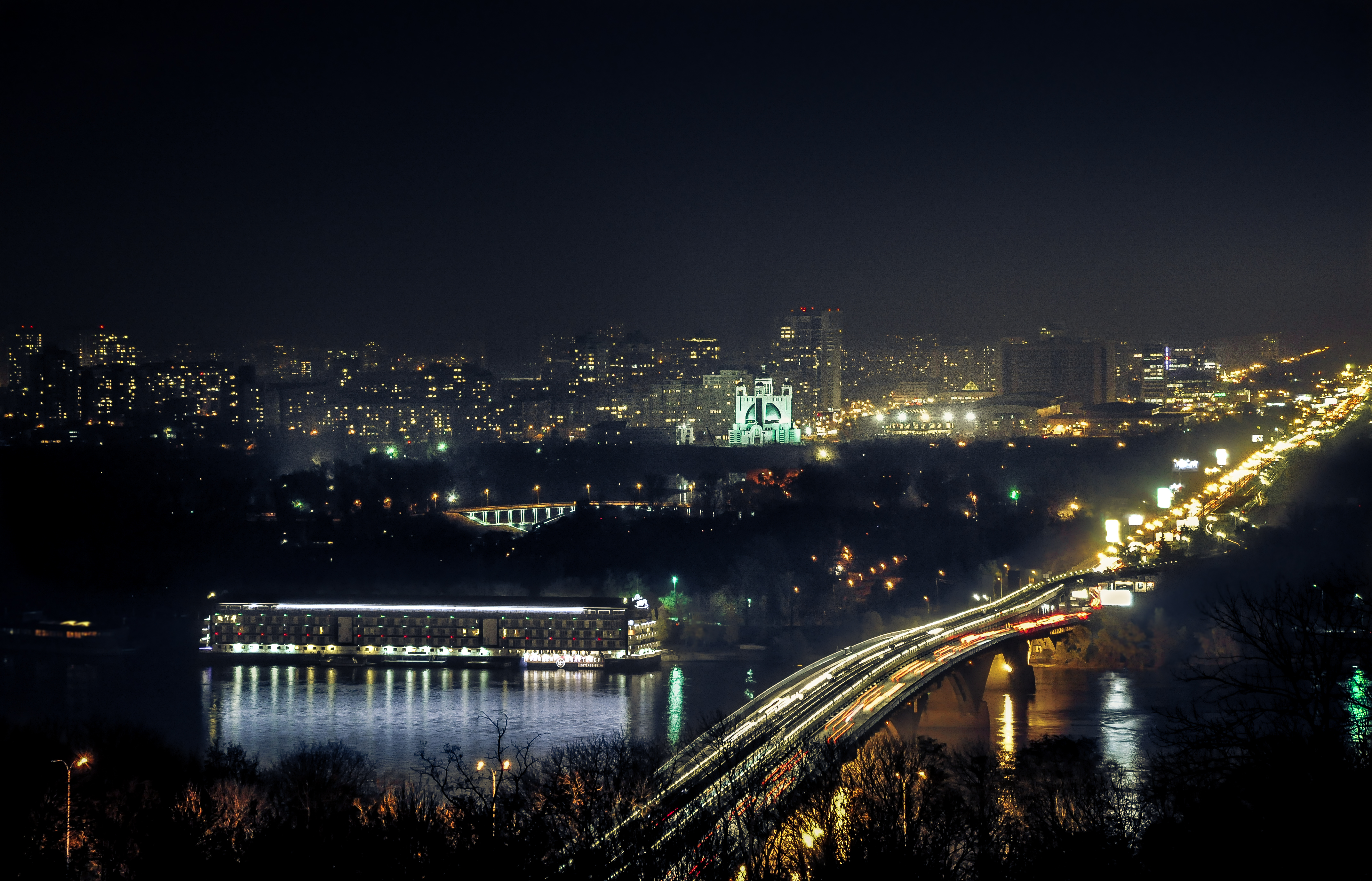
Міст Метро (1965)
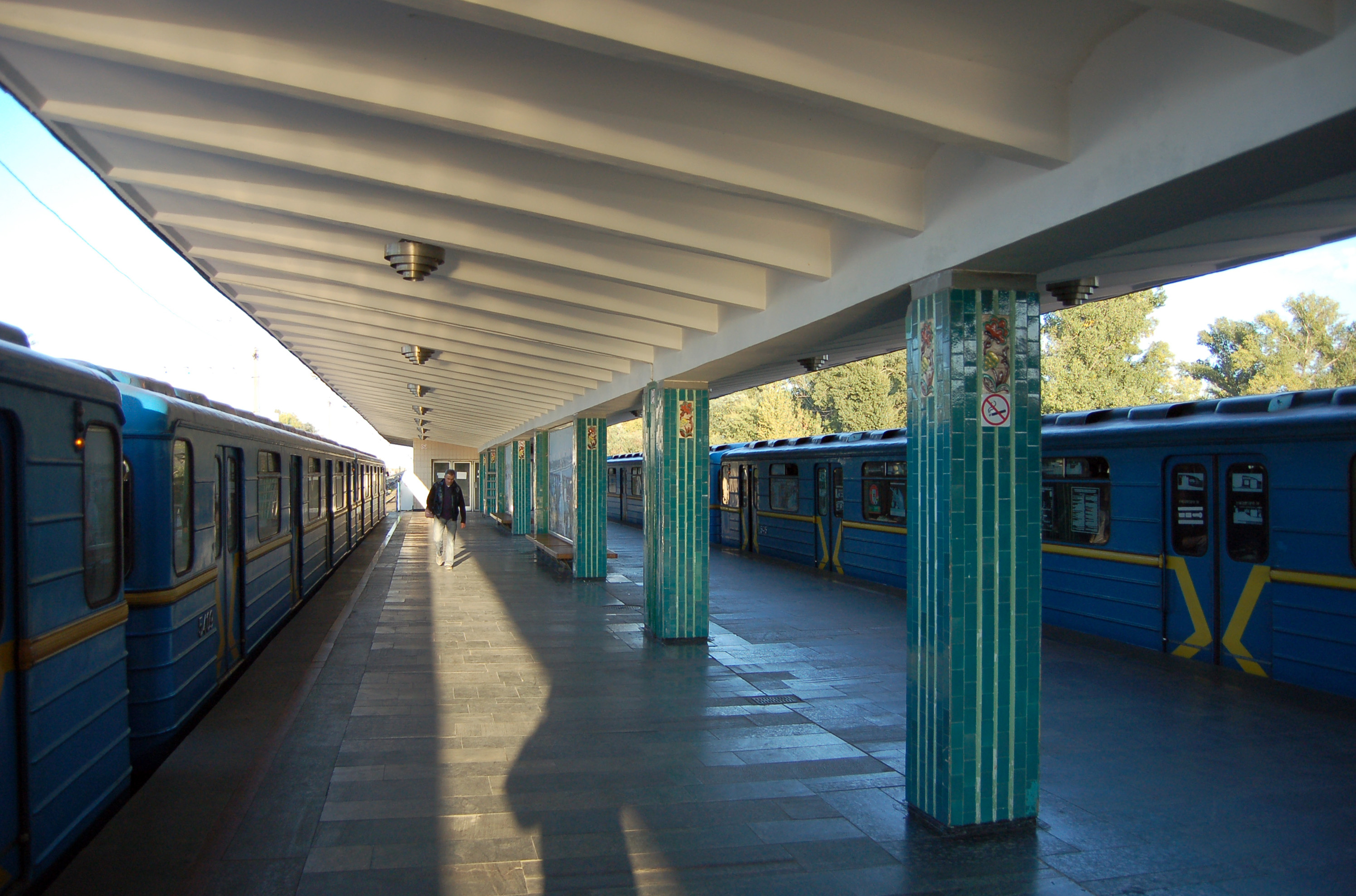
«Гідропарк» (1965)
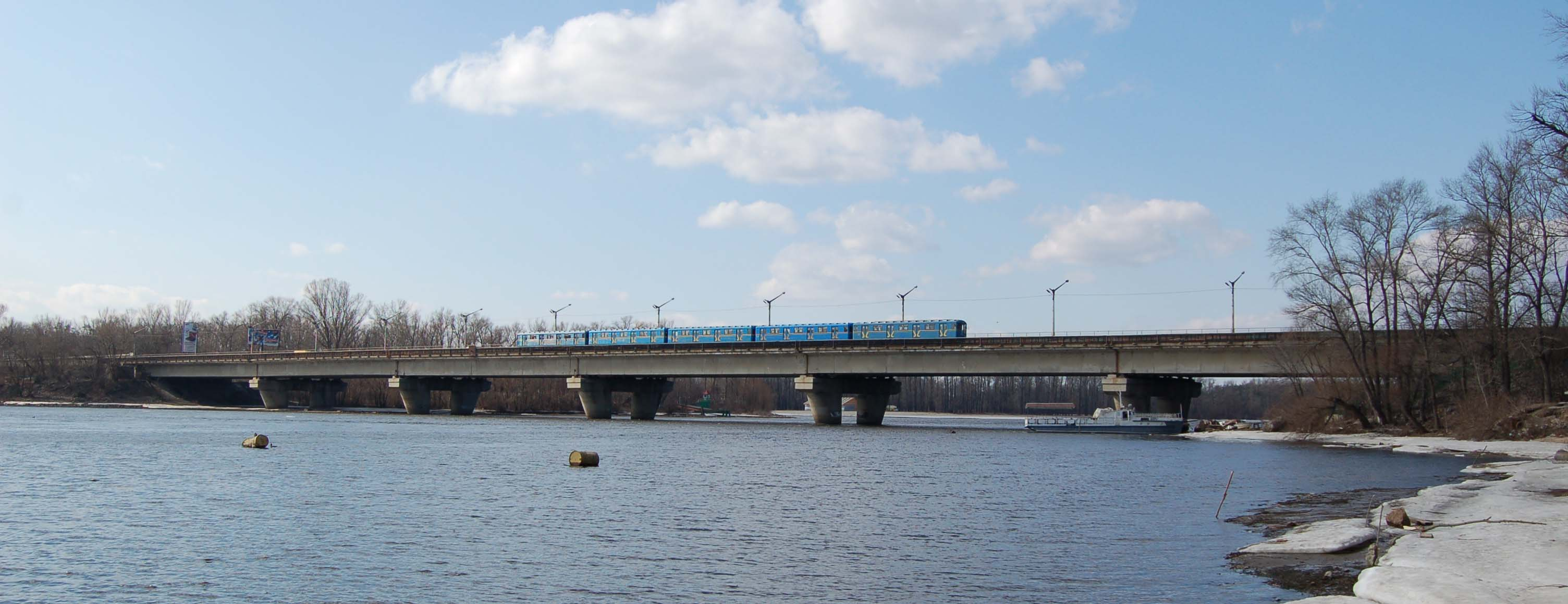
Русанівський метроміст (1965)
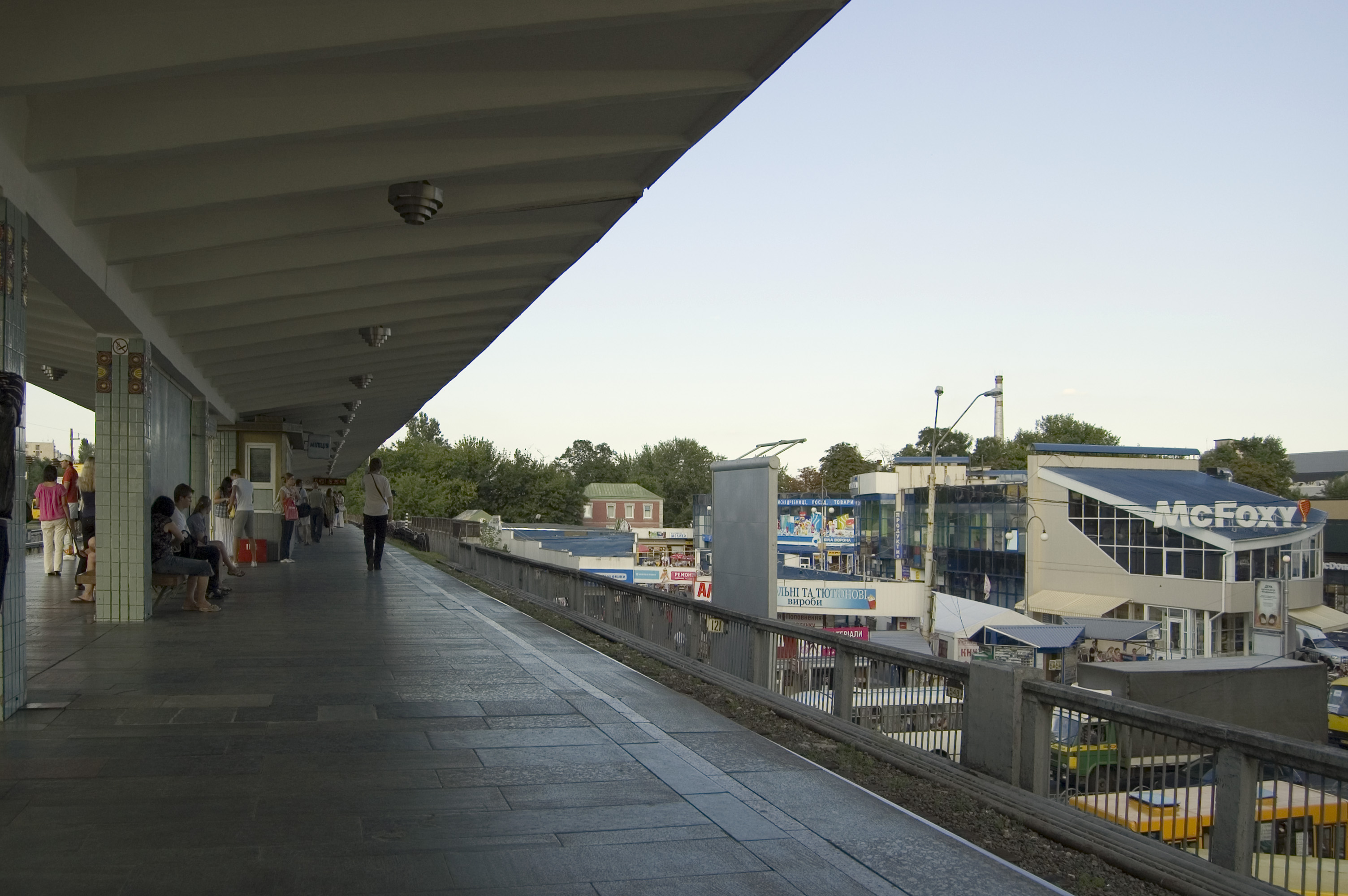
«Лівобережна» (1965)
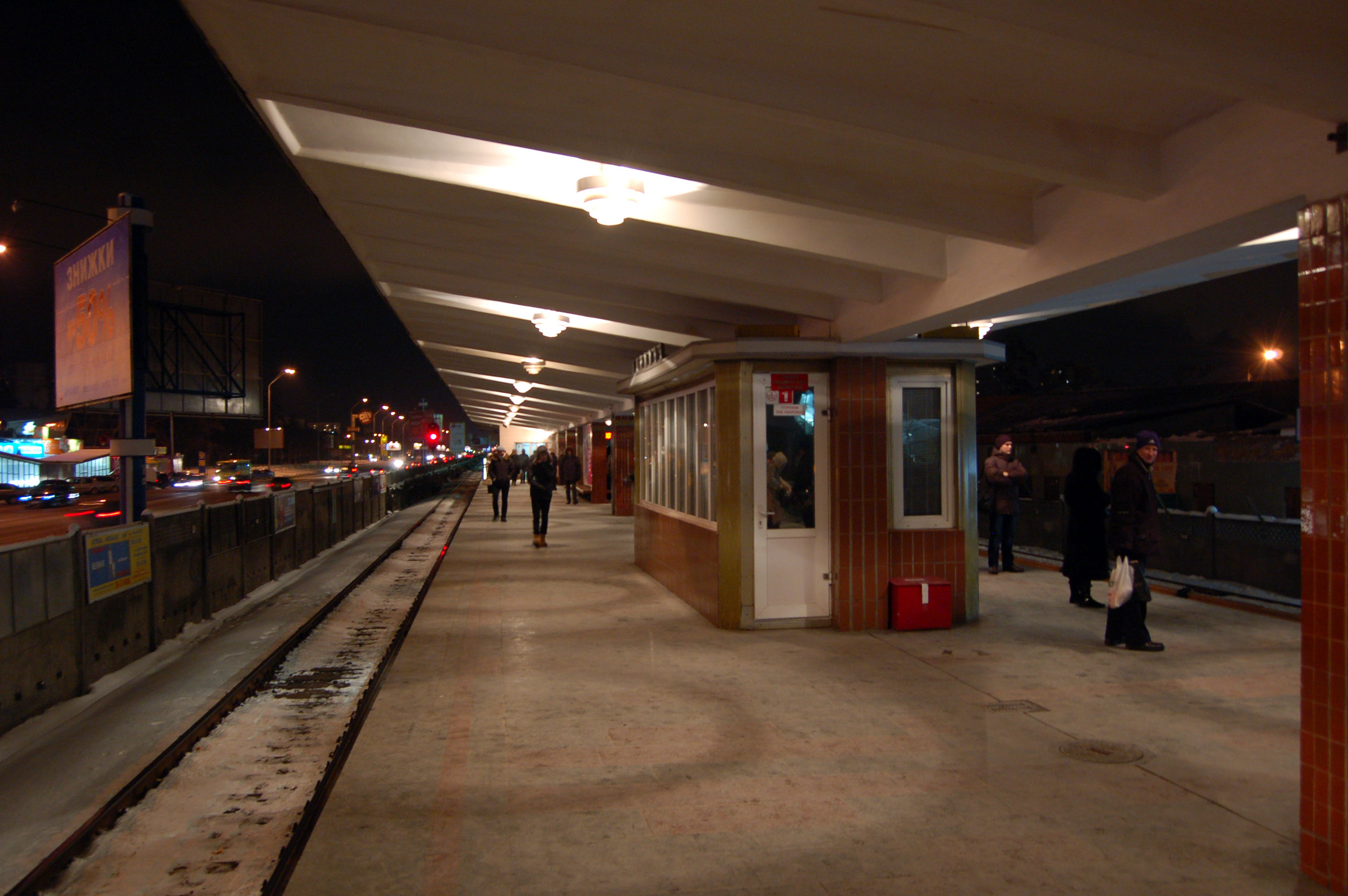
«Дарниця» (1965)
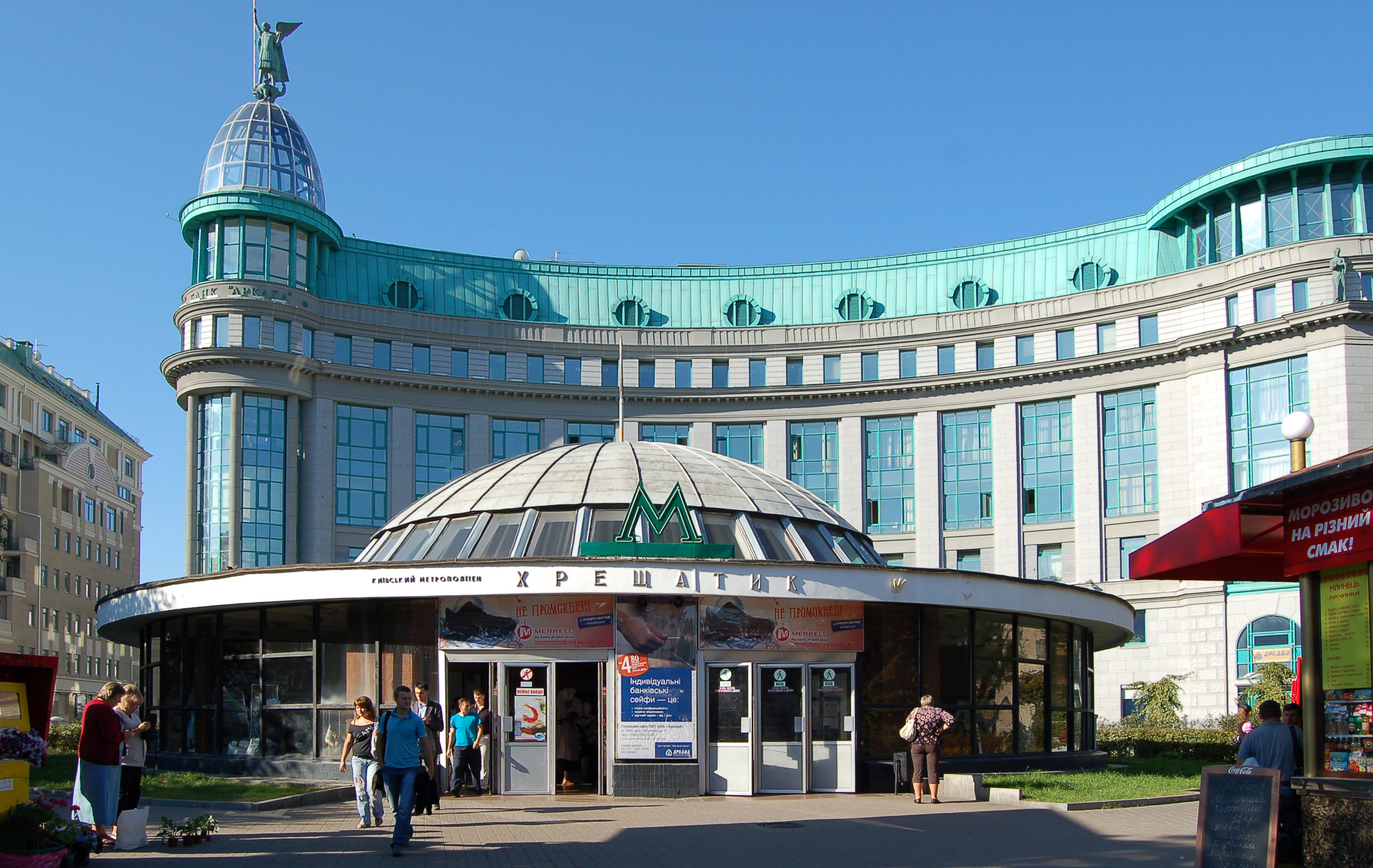
Другий вихід зі станції «Хрещатик» (1965)

У 1968 році лінію знову подовжено — зведено станцію «Комсомольська» («Чернігівська»), за оборотним тупиком котрої побудовано перший пункт технічного обслуговування, що в ньому проводили техогляд і дрібний ремонт потягів.
У 1969 році рухомий склад метро майже зовсім змінився — усі вагони типу Д передано до Ленінграда обслуговувати станції типу «горизонтальний ліфт», а замість того Київ дістав ленінградські вагони типу Е. А вже наступного року змінилося формування потягів: вони стали чотиривагонні; до депо надійшли ще вагони нової модифікації — Еж/Еж1.
Наприкінці травня 1970 року відкрито третій вихід зі станції «Хрещатик». Він виходив із проміжного вестибюля другого ескалаторного нахилу на вулицю Карла Маркса (Архітектора Городецького).
1971 року запущено в експлуатацію три станції мілкого закладення «Жовтнева» («Берестейська»), «Нивки» і «Святошин» з пунктом технічного обслуговування в глухому куті у західній частині лінії, а ще Гаванським шляхопроводом на перегоні між «Жовтневою» й «Нивками» та має вигляд дворівневого моста через залізницю, в першому ярусі якого автомобільне шосе, а під ним метро). З 1972 року всі потяги стали п'ятивагонні; відтоді число вагонів на всіх трьох лініях незмінне.
Крім того, 23 серпня 1972 року на станції «Арсенальна» був відмічений мільярдний пасажир — робітник заводу «Арсенал» В. Голіков. Пасажир прийняв привітання від головного інженера метро Р. Заграничного й отримав безкоштовний річний проїзний квиток. У 1973–1974 роках ТЧ-1 почало діставати перші в Київському метро вагони, вироблені на Ленінградському вагонобудівному заводі ім. Єгорова — типи Ема-502/Ем-501.

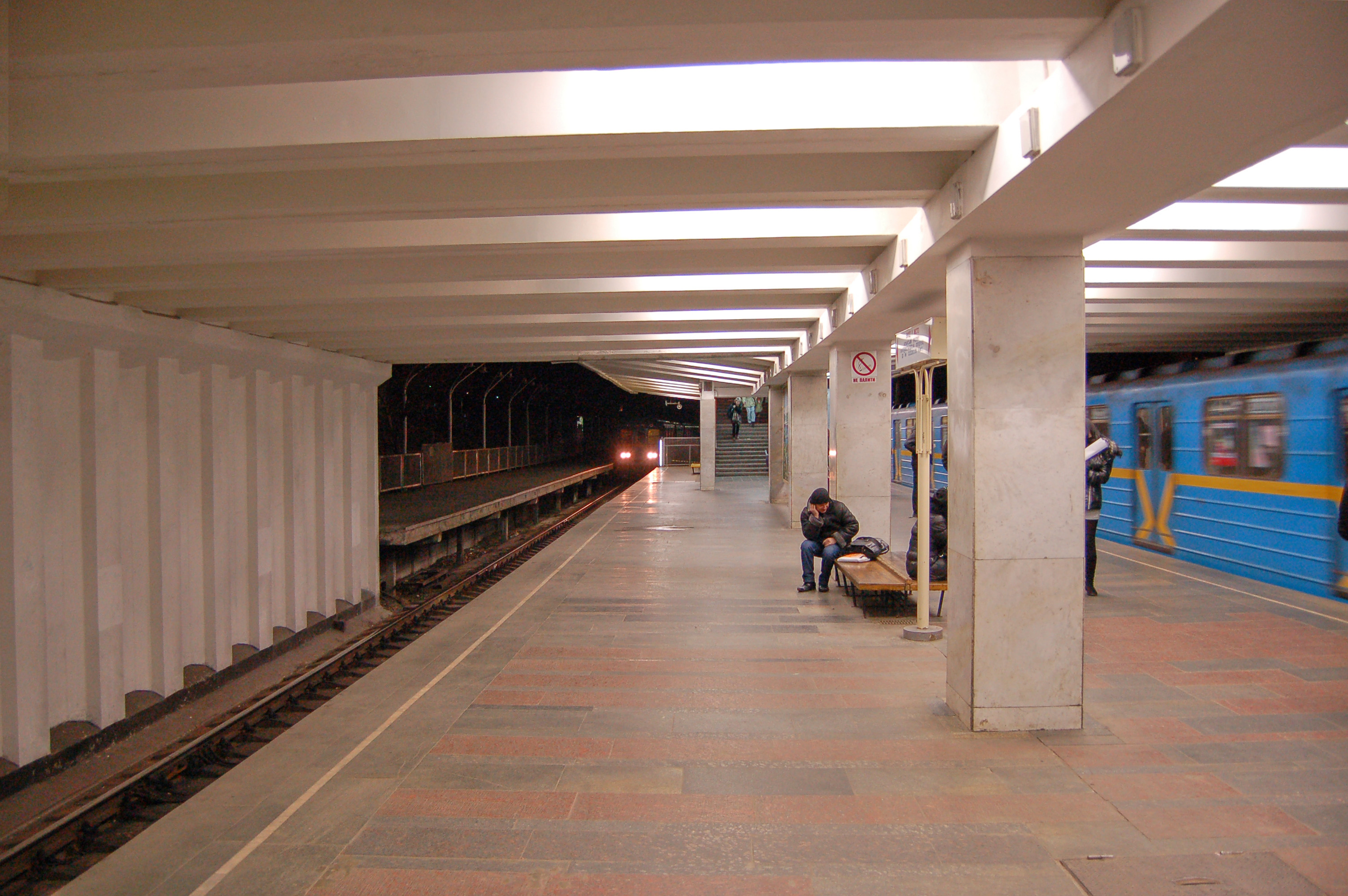
«Чернігівська» (1968)
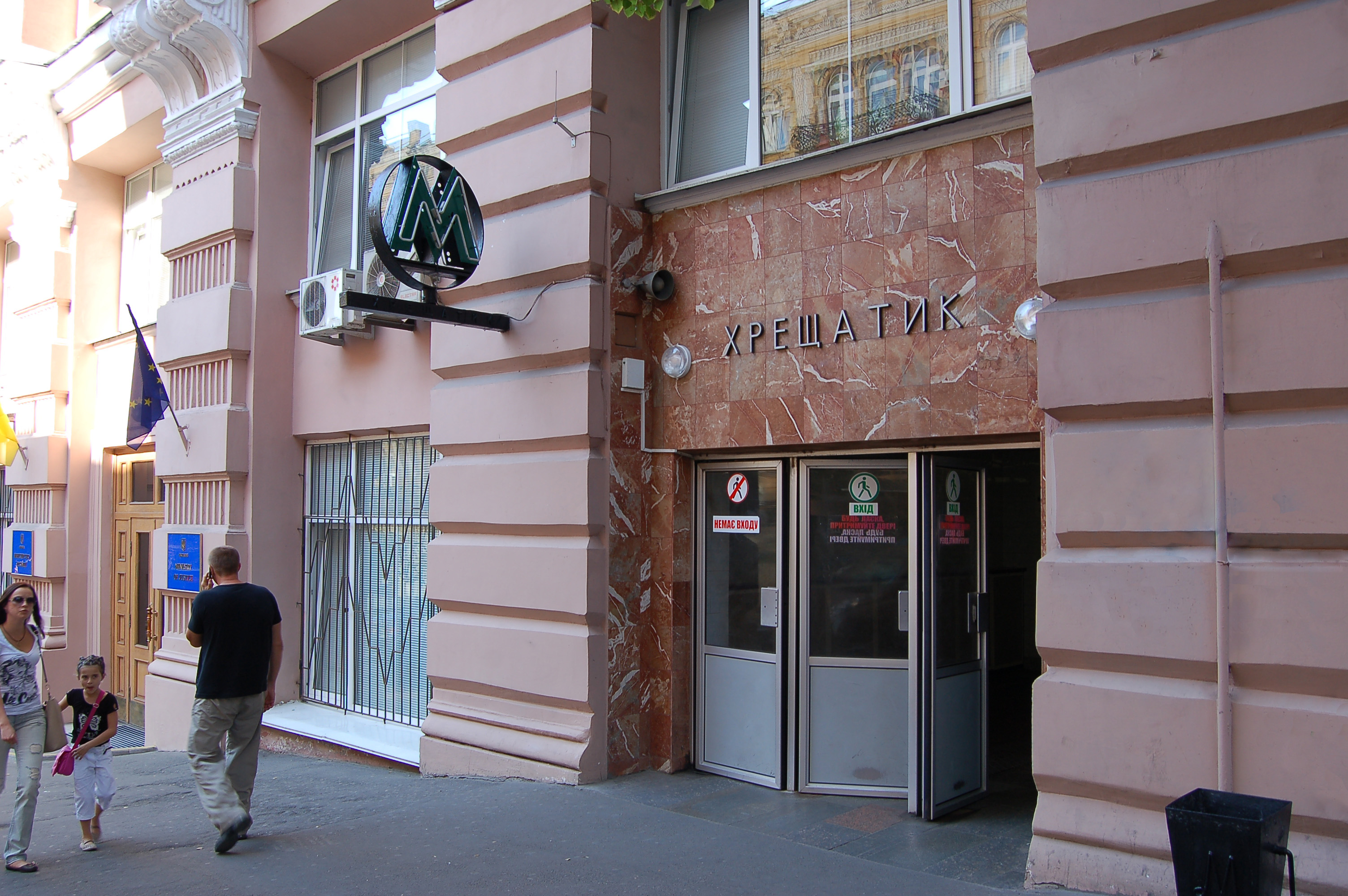
Третій вихід зі станції «Хрещатик» (1970)
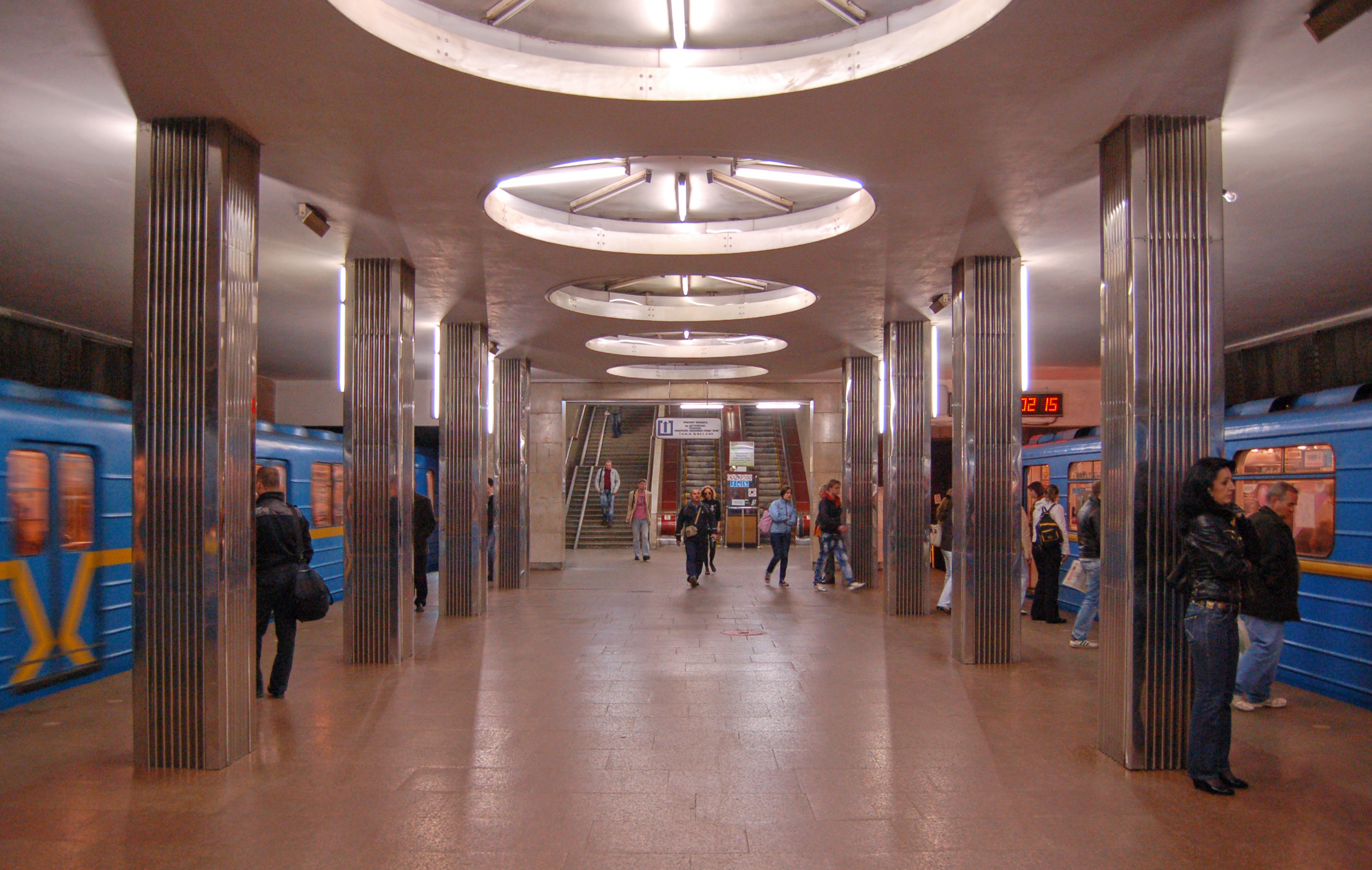
«Берестейська» (1971)
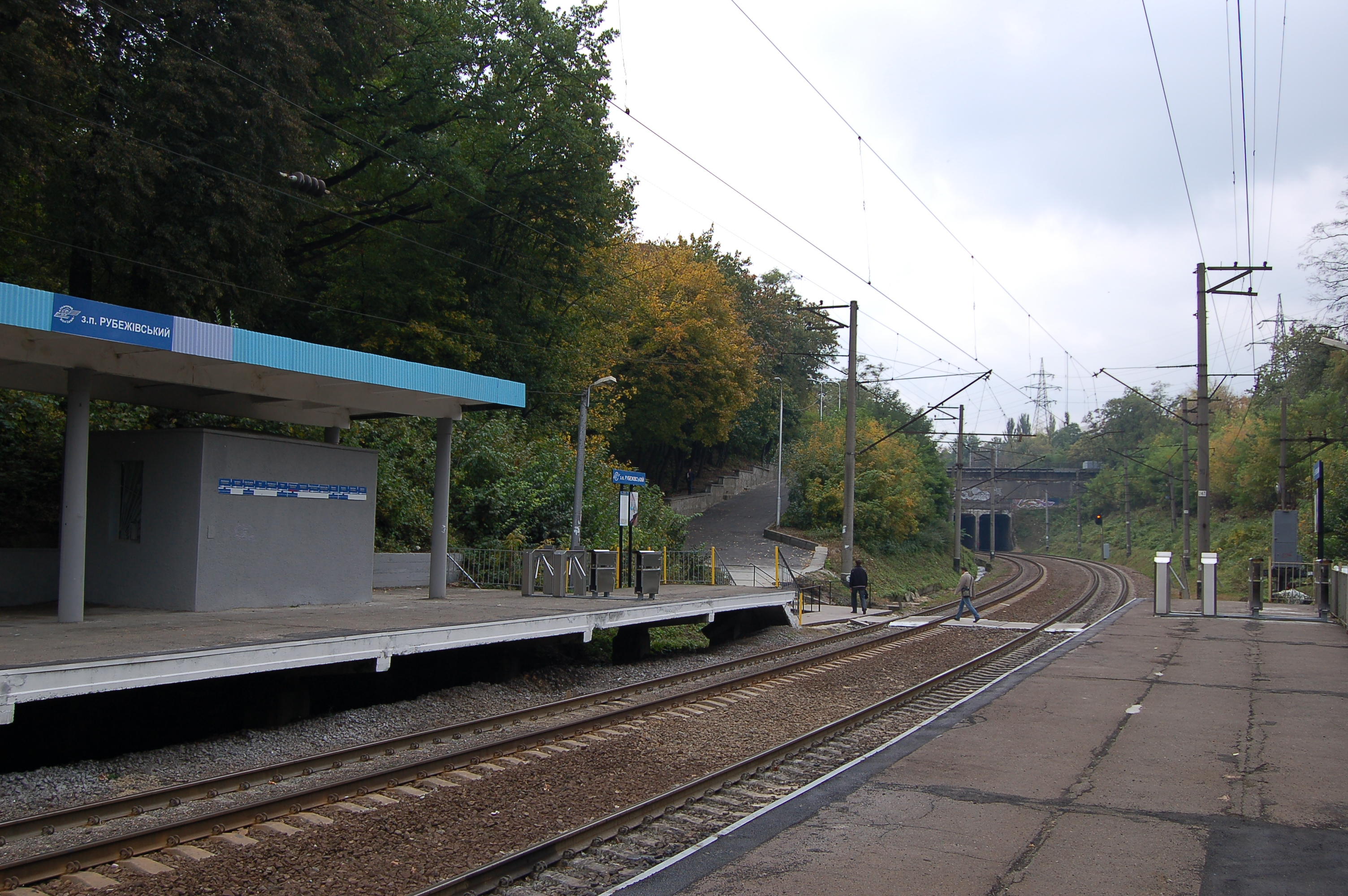
Гаванський шляхопровід (1971)
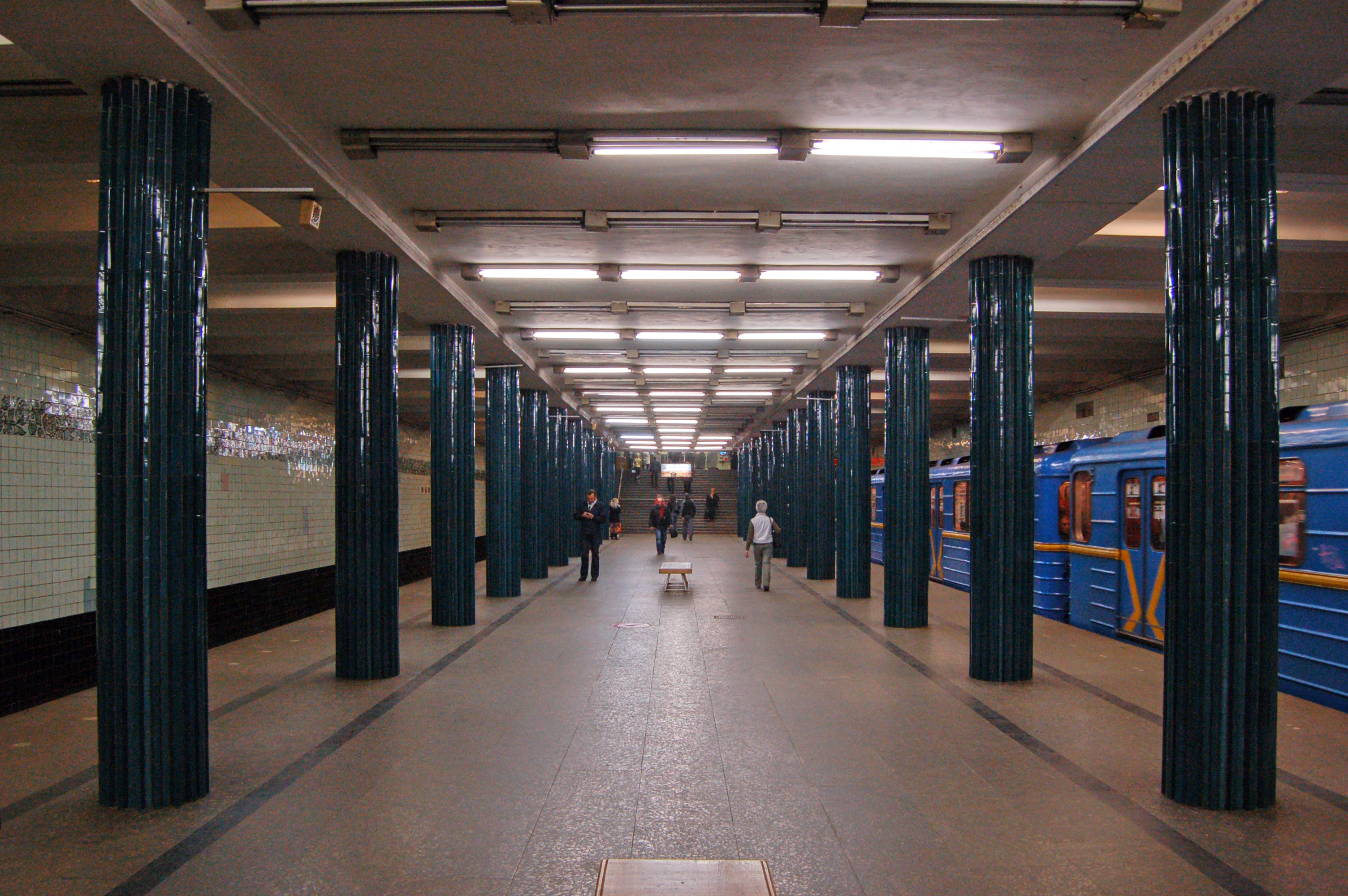
«Нивки» (1971)

### Друга лінія
1971 року в центрі Києва почали будувати Куренівсько-Червоноармійську лінію (нині — Оболонсько-Теремківська лінія). Початкова назва «Куренівсько-Червоноармійська лінія» відображала не справжнє трасування, а початковий проєкт лінії, адже лінія не проходила через місцевість Куренівку. У середині 1960-х плани будівництва передбачали будівництво лінії в бік Куренівки й Пріорки зі станціями «Заводська» на місці нинішньої станції «Тараса Шевченка», «Петропавлівська» коло перетину вулиць Петропавлівської та Кирилівської біля Куренівського парку та «Площа Шевченка» на однойменній площі. Але через постанову будувати житловий масив Оболонь плани трасування лінії змінились.
Нову лінію метрополітену будували відкритим способом: через Поділ зробили «просіку», зруйнувавши історичну забудову, що правда така технологія, при будівництві відкритим способом, застосовувалась тоді по всьому світу. Коли будували станцію, в котловані на Червоній (Контрактовій) площі влітку 1972 року виявили залишки давньоруської садиби площею 600—700 м², через що історики дуже розширили наукове знання щодо життя давніх  мешканців Подолу. Археологічні розкопки почасти загальмували будівництво метро, через що першу чергу лінії завдовжки 2,32 км відкрито тільки 17 грудня 1976 року. Вона складалась із станцій «Площа Калініна» (що менш ніж за рік, 17 жовтня 1977 року, на честь святкування 60-річчя Жовтневої революції, одночасно з перейменуванням головної площі міста, змінила назву на «Площа Жовтневої революції», а в 1991 році — на «Майдан Незалежності»), «Поштова площа», «Червона площа» з пунктом технічного обслуговування наприкінці, ескалаторний пересідний вузол між станціями «Площа Калініна» і «Хрещатик» та службова сполучна гілка між тупиками «Хрещатика» і «Площі Калініна», що дозволила обслуговувати синю гілку потягами з ТЧ1, доки відкрили їх депо.

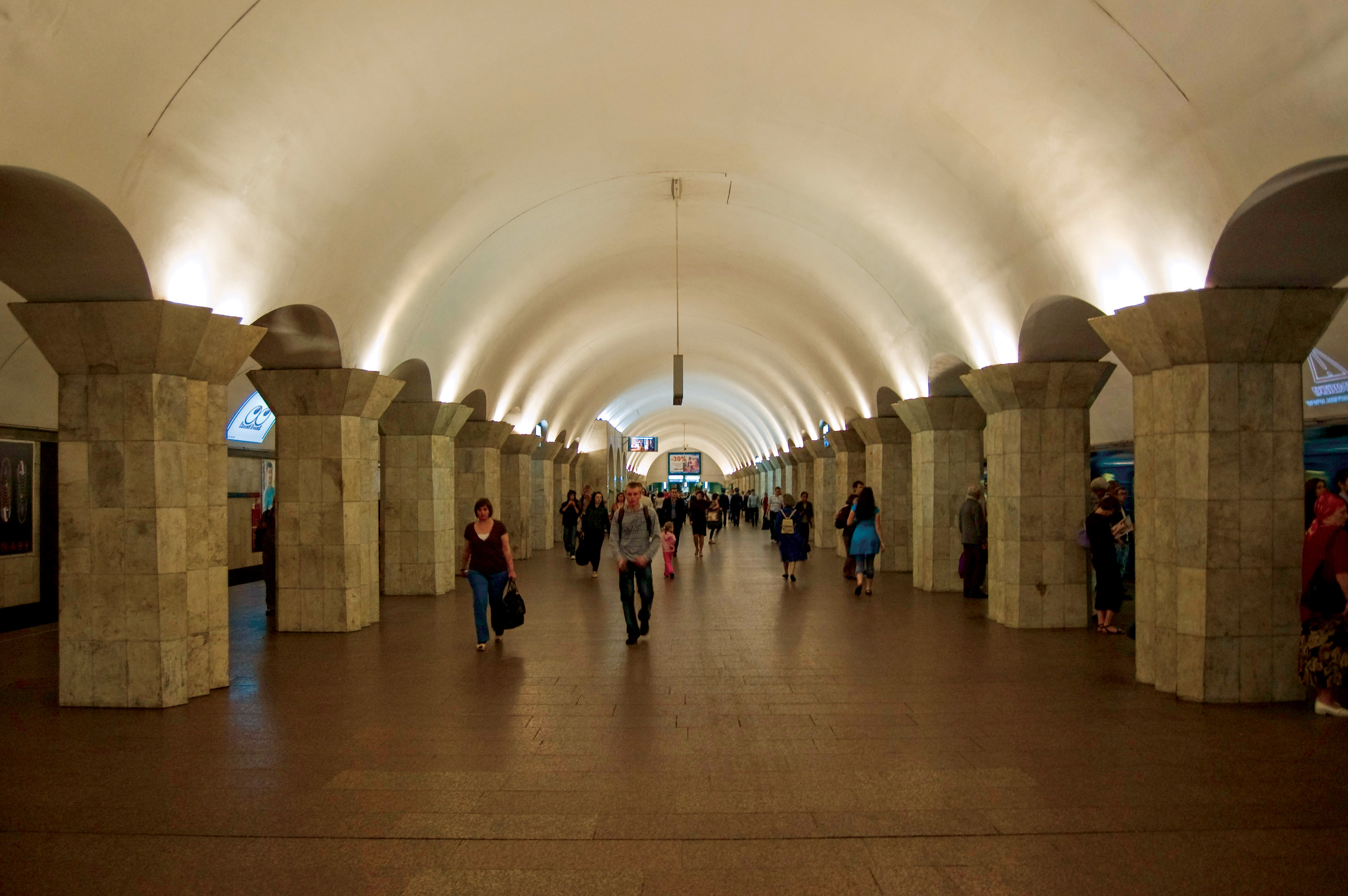
«Майдан Незалежності» (1976)
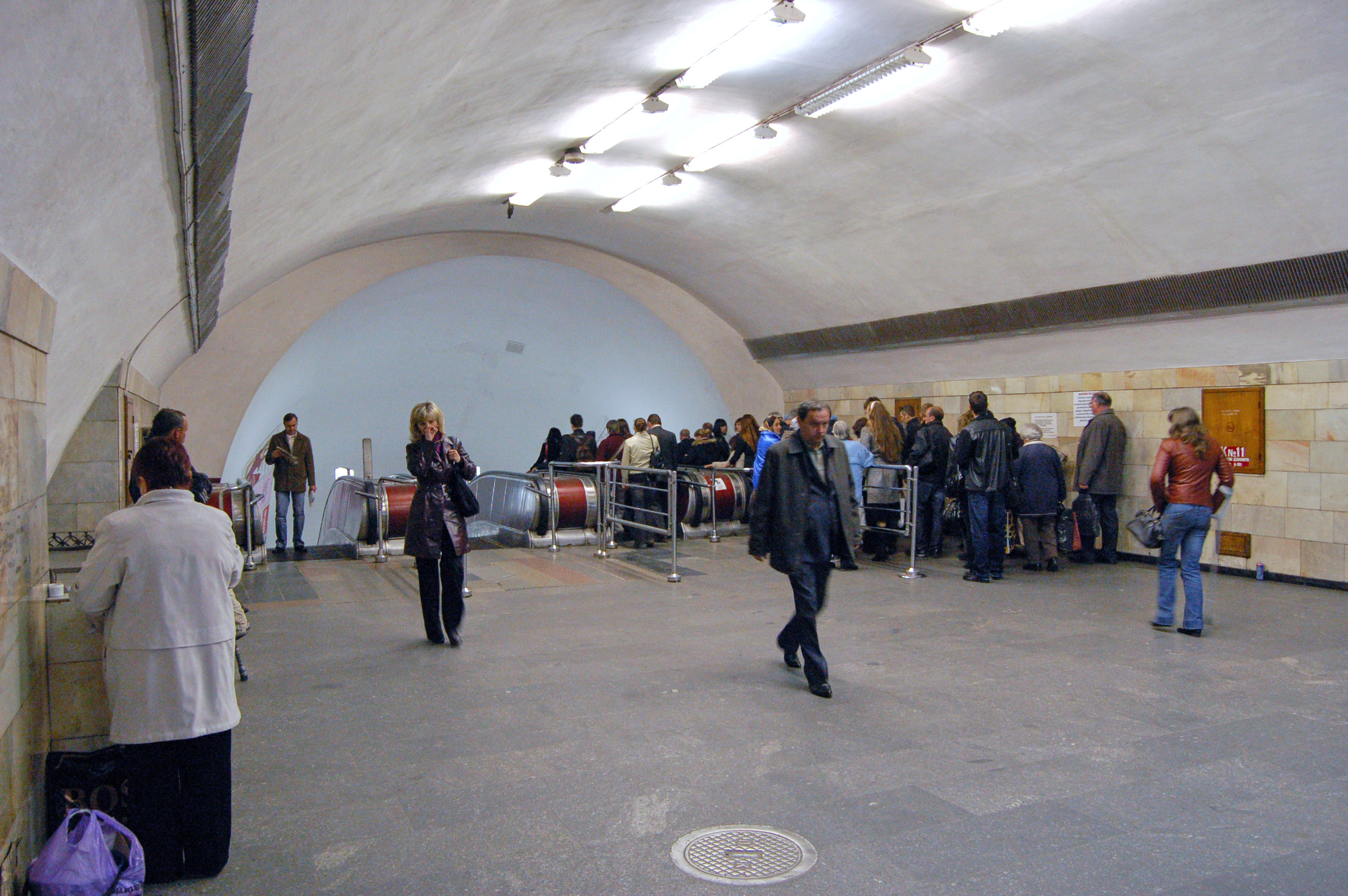
Ескалаторний перехід на станцію «Хрещатик» (1976)
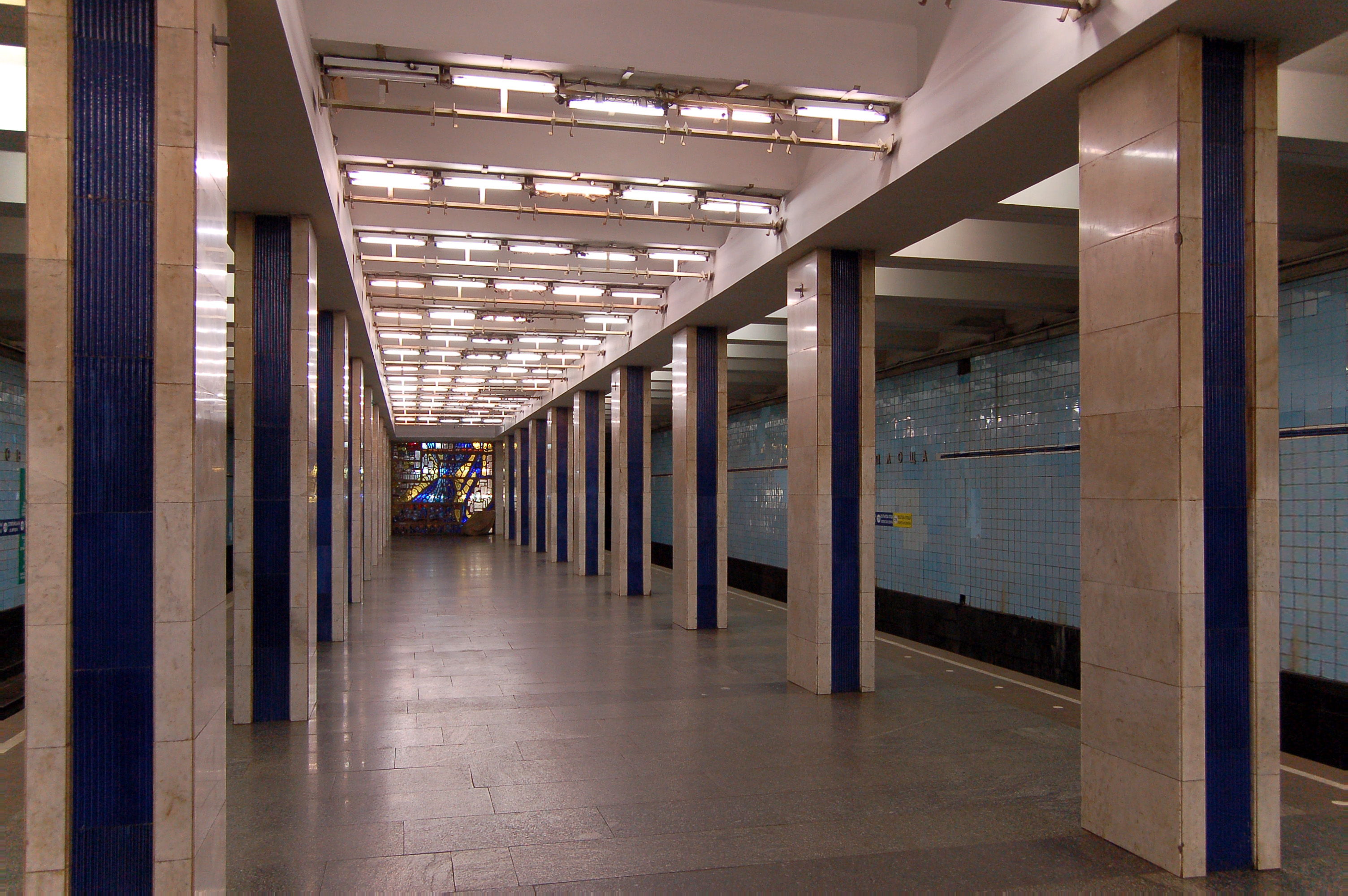
«Поштова площа» (1976)
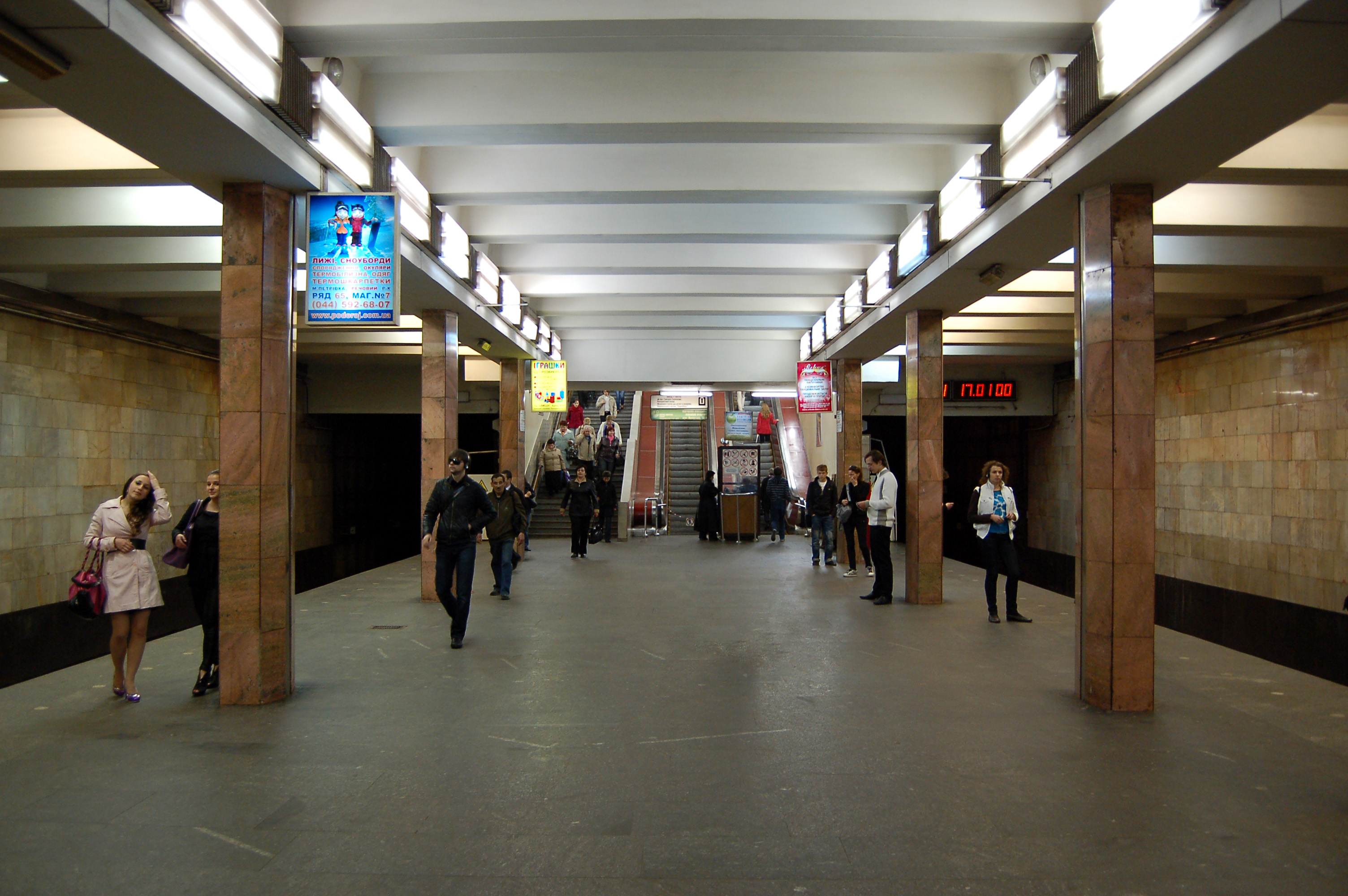
«Контрактова площа» (1976)

Попри те, що 5 грудня 1979 року було відкрито станцію «Піонерська» («Лісова») — найсхіднішу станцію Святошинсько-Броварської лінії, що за неї перенесено пункт технічного обслуговування, будували далі метрополітен переважно на другій лінії: з 19 грудня 1980 року почали експлуатуватися три станції на півночі лінії — «Тараса Шевченка», «Петрівка» («Почайна») та «Проспект Корнійчука» («Оболонь»). Того самого року в Київському метрополітені почали роботу вагони нової моделі 81-717/714. У 1981 року почали роботу станції «Площа Льва Толстого» («Площа Українських Героїв») і «Республіканський стадіон» («Олімпійська») на півдні, а з 6 листопада 1982 року працюють «Мінська» і «Героїв Дніпра», що досі зостаються найпівнічнішими станціями Київського метрополітену. Крім того, станція «Мінська» стала першою в Київському метро станцією нового типу — односклепінною мілкого закладення. 30 грудня 1984 року Куренівсько-Червоноармійська лінія подовжилася на південь — побудовано станції «Червоноармійська» («Палац «Україна»») і «Дзержинська» («Либідська»). Після цього будувати синю лінію надовго перестали. Причиною стала аварія, під час проходження складних ґрунтів під річкою Либідь. Через це лінію продовжили будувати тільки через 21 рік, улітку 2005 року.

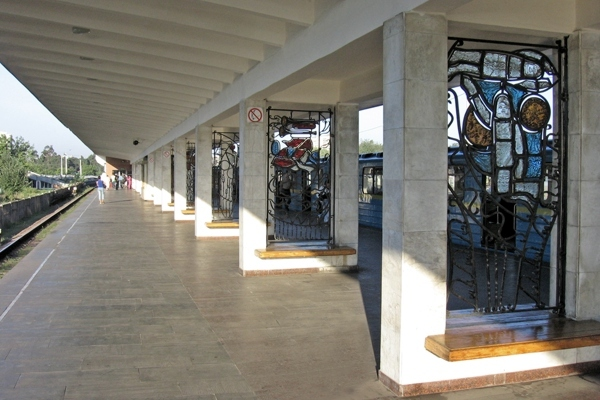
«Лісова» (1979)
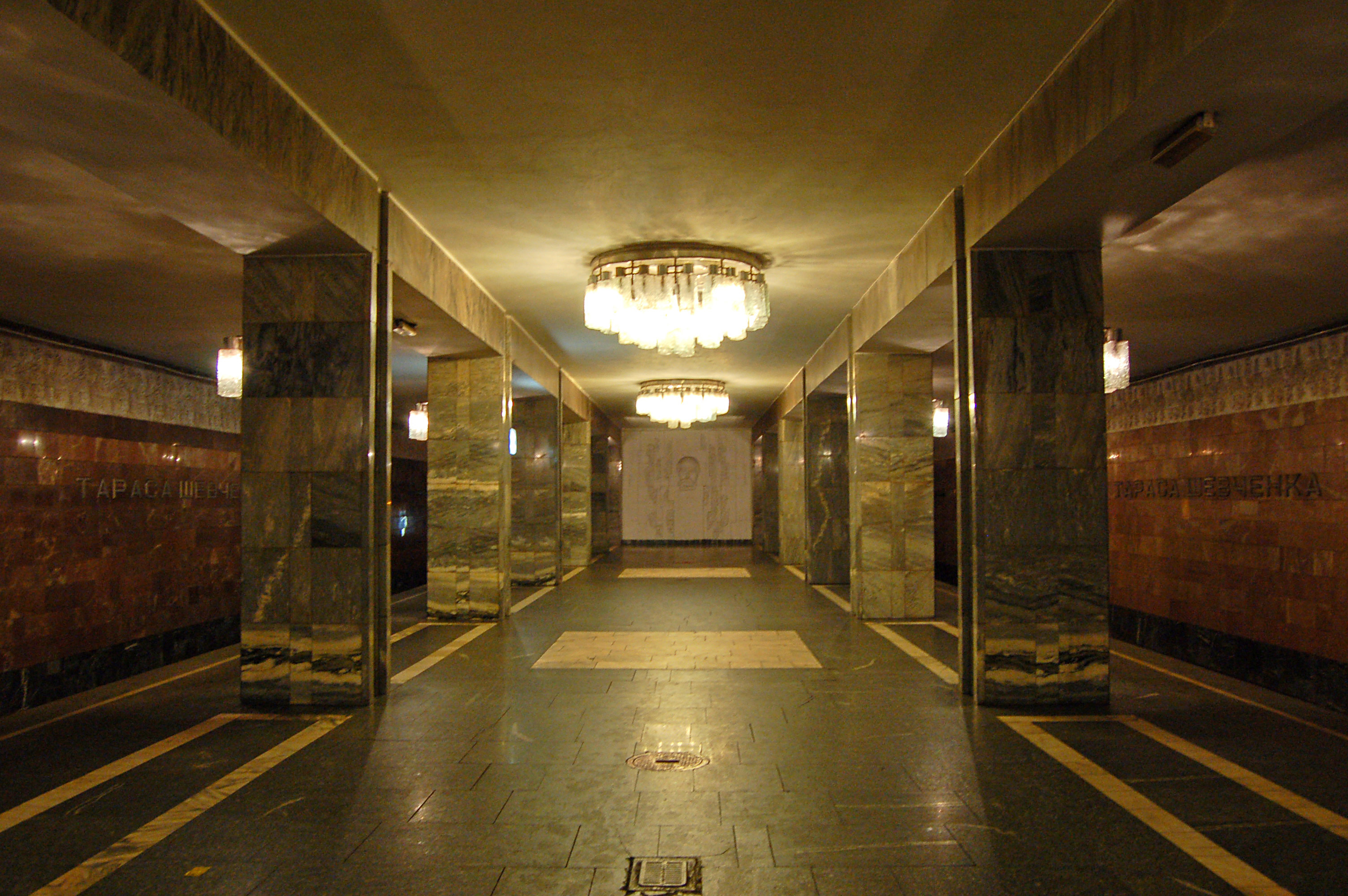
«Тараса Шевченка» (1980)
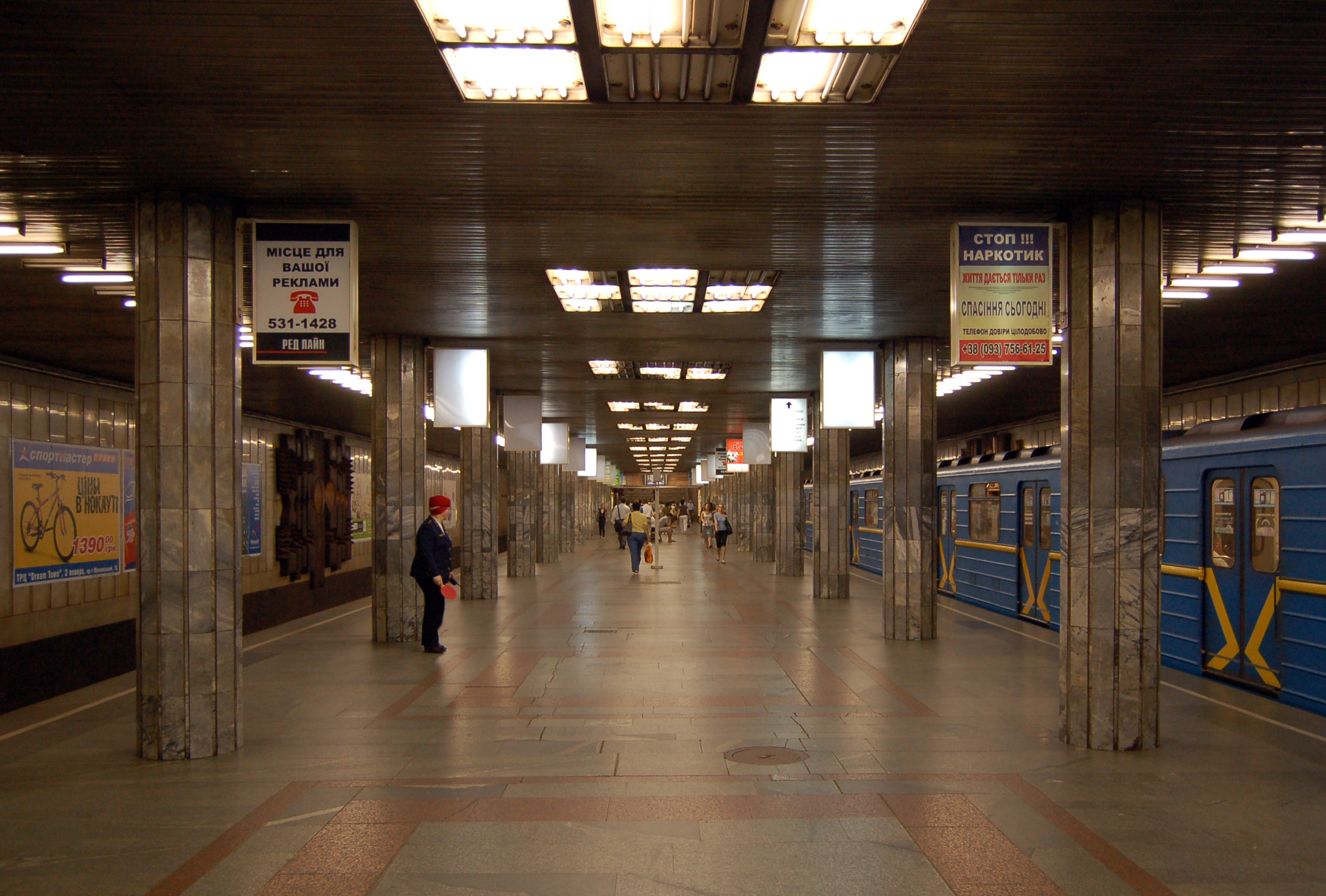
«Почайна» (1980)
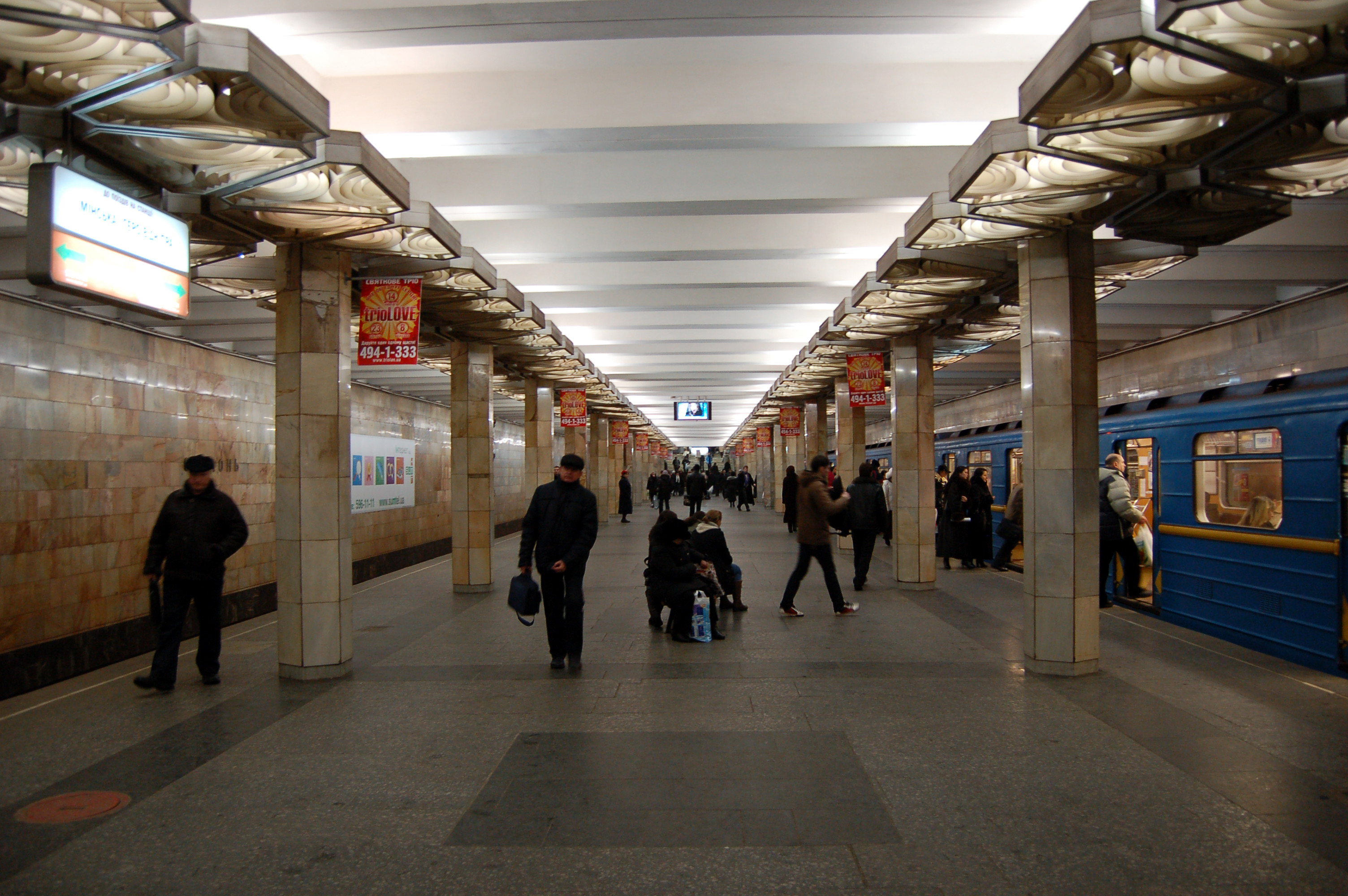
«Оболонь» (1980)
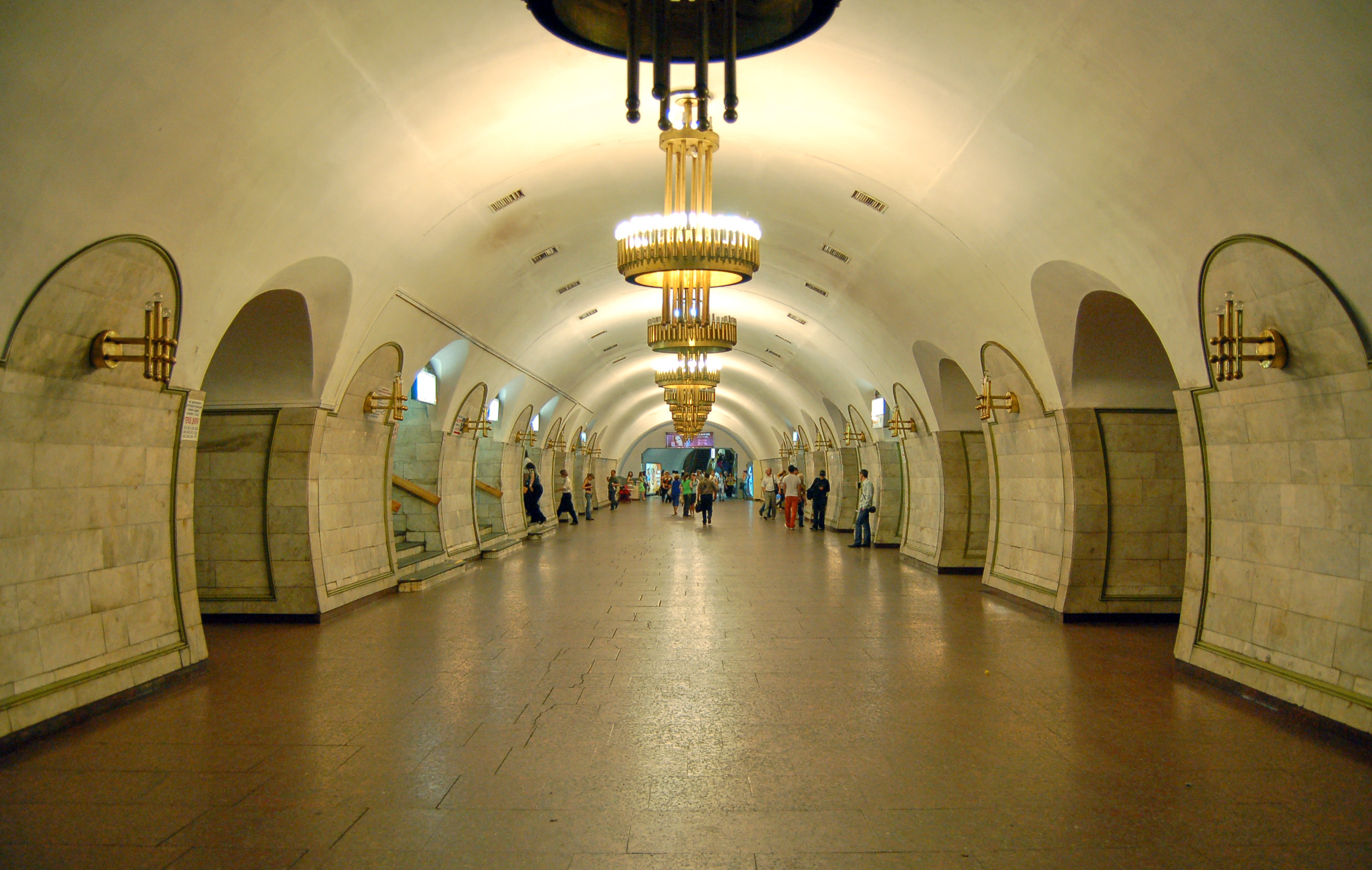
«Площа Українських Героїв» (1981)
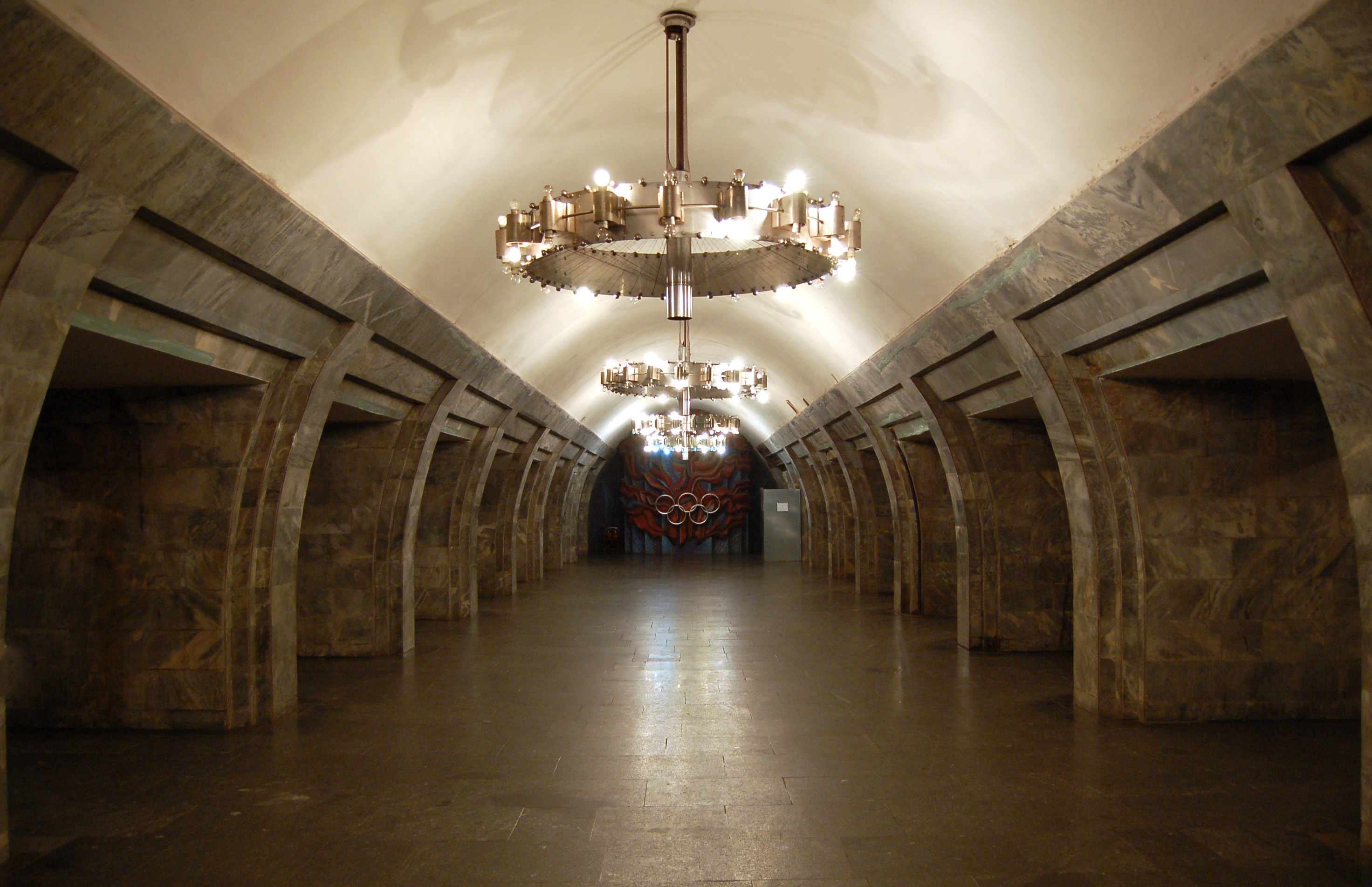
«Олімпійська» (1981)
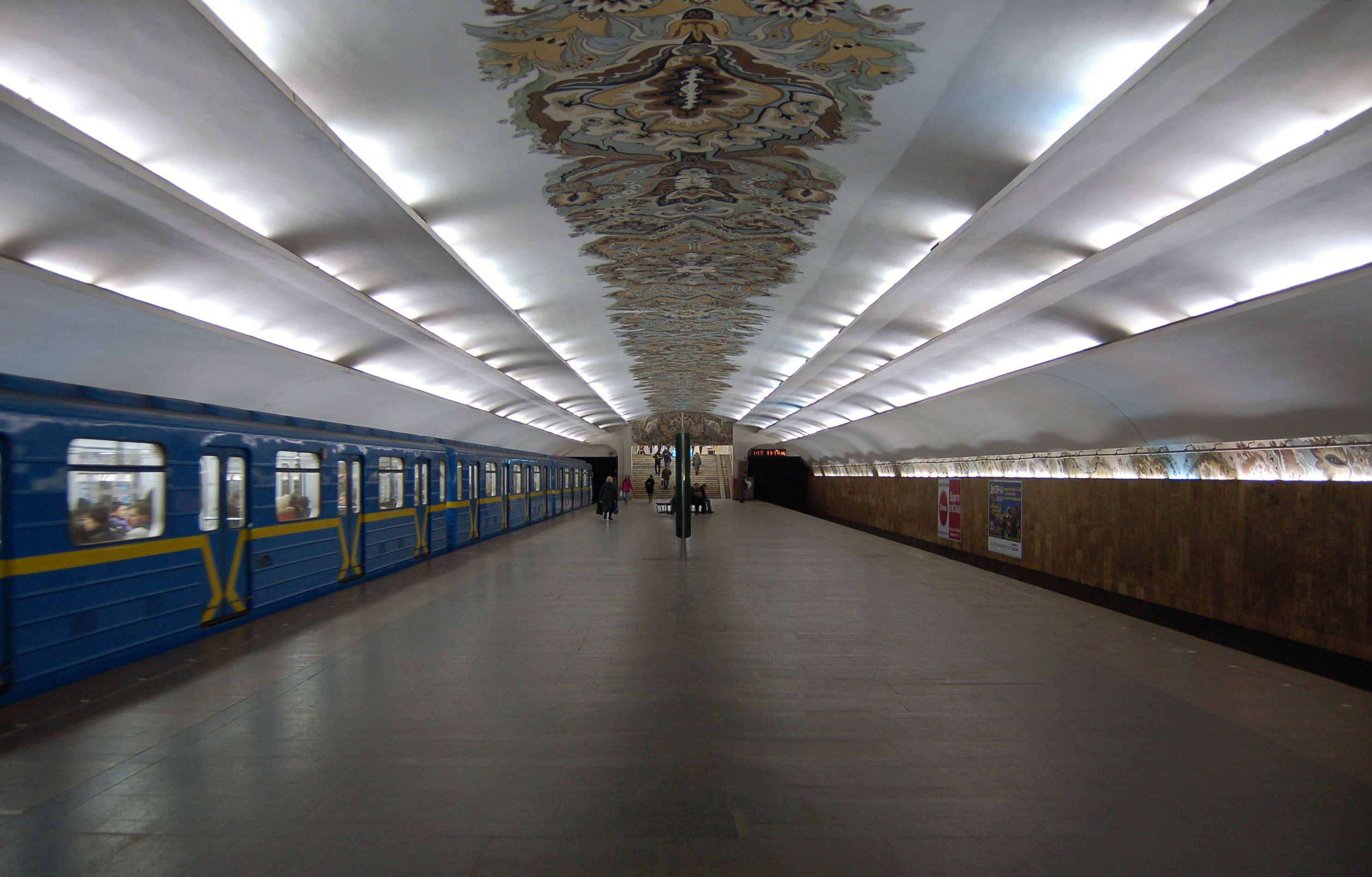
«Мінська» (1982)
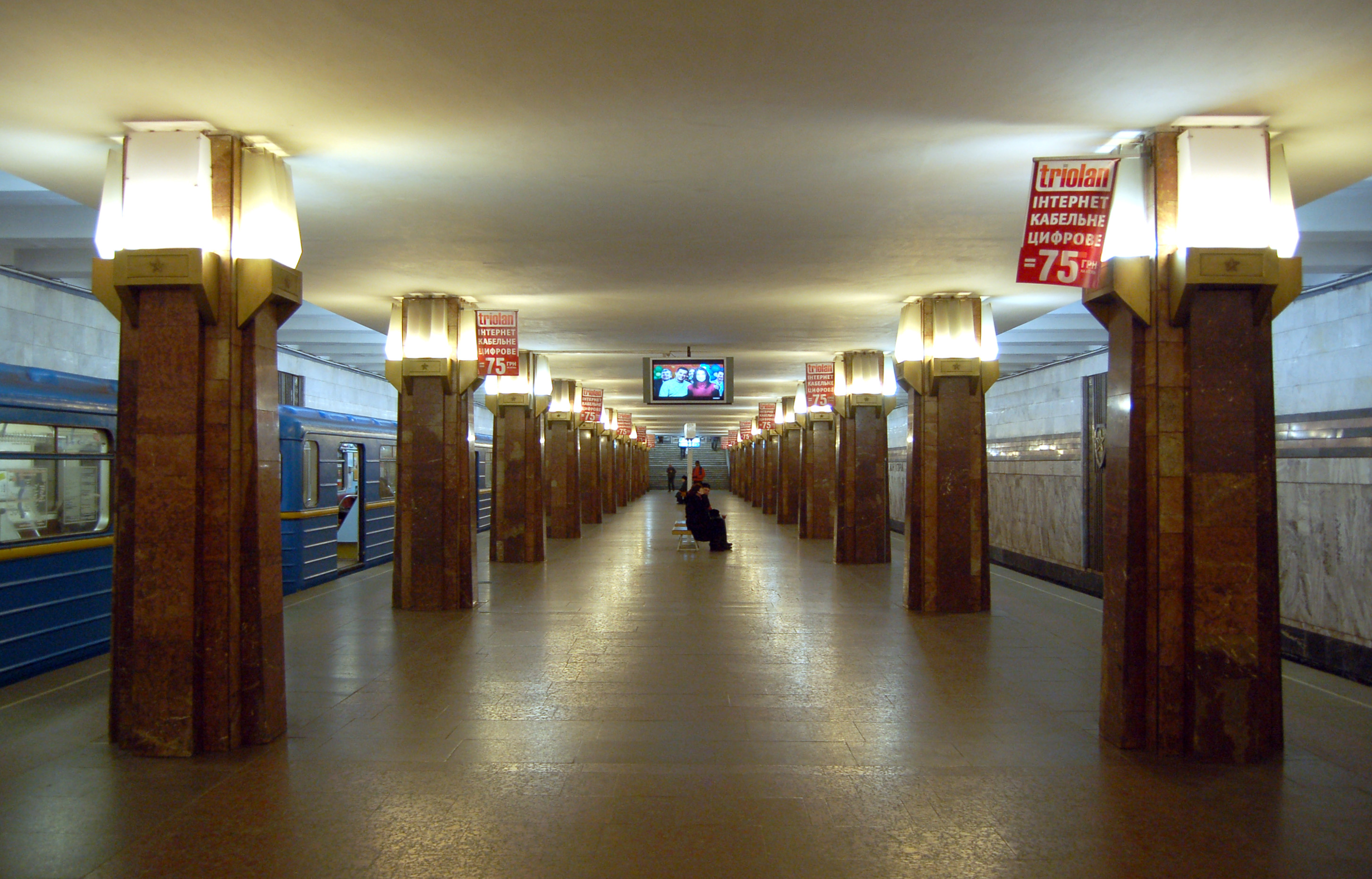
«Героїв Дніпра» (1982)
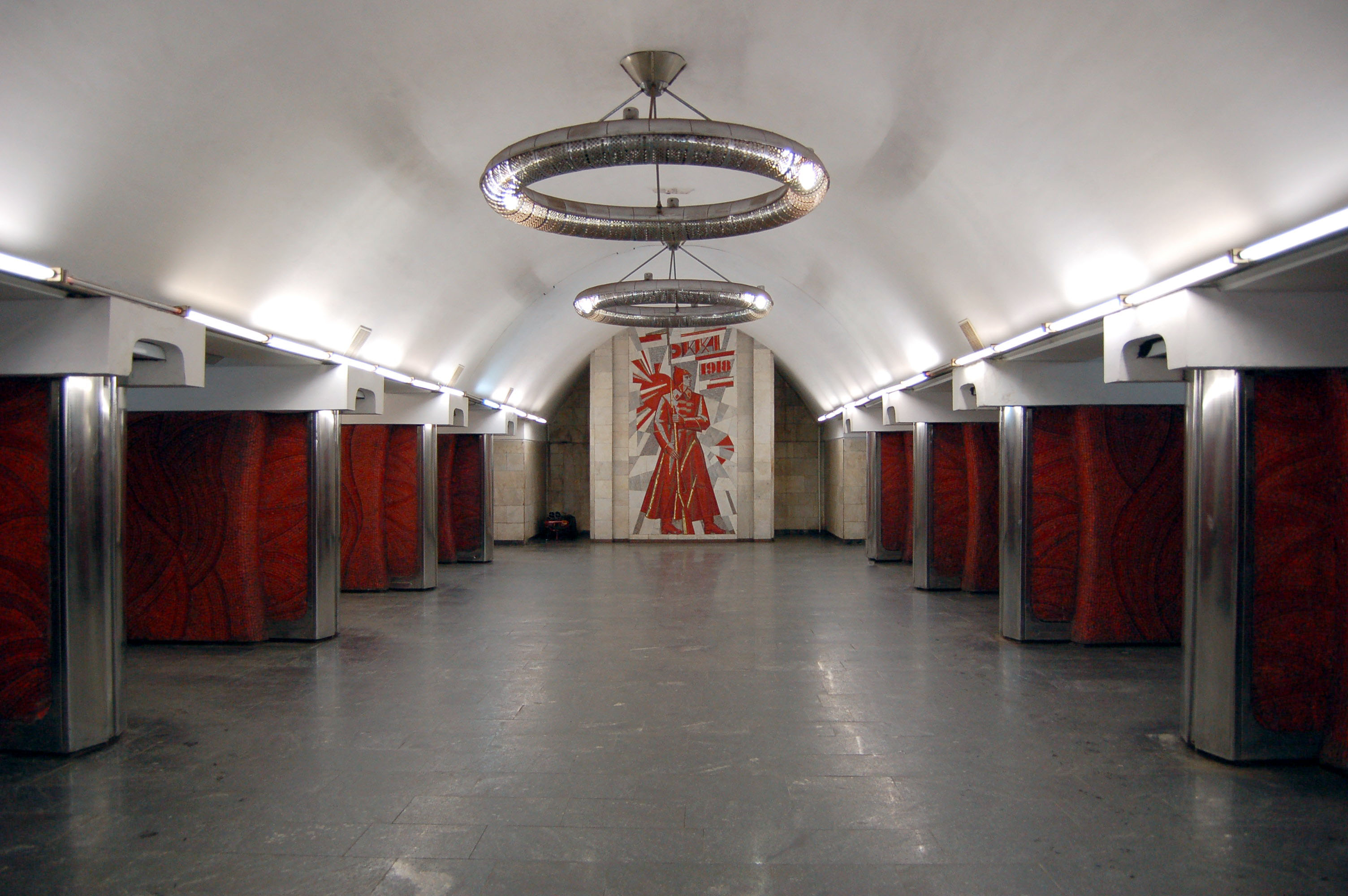
«Палац «Україна»» (1984)
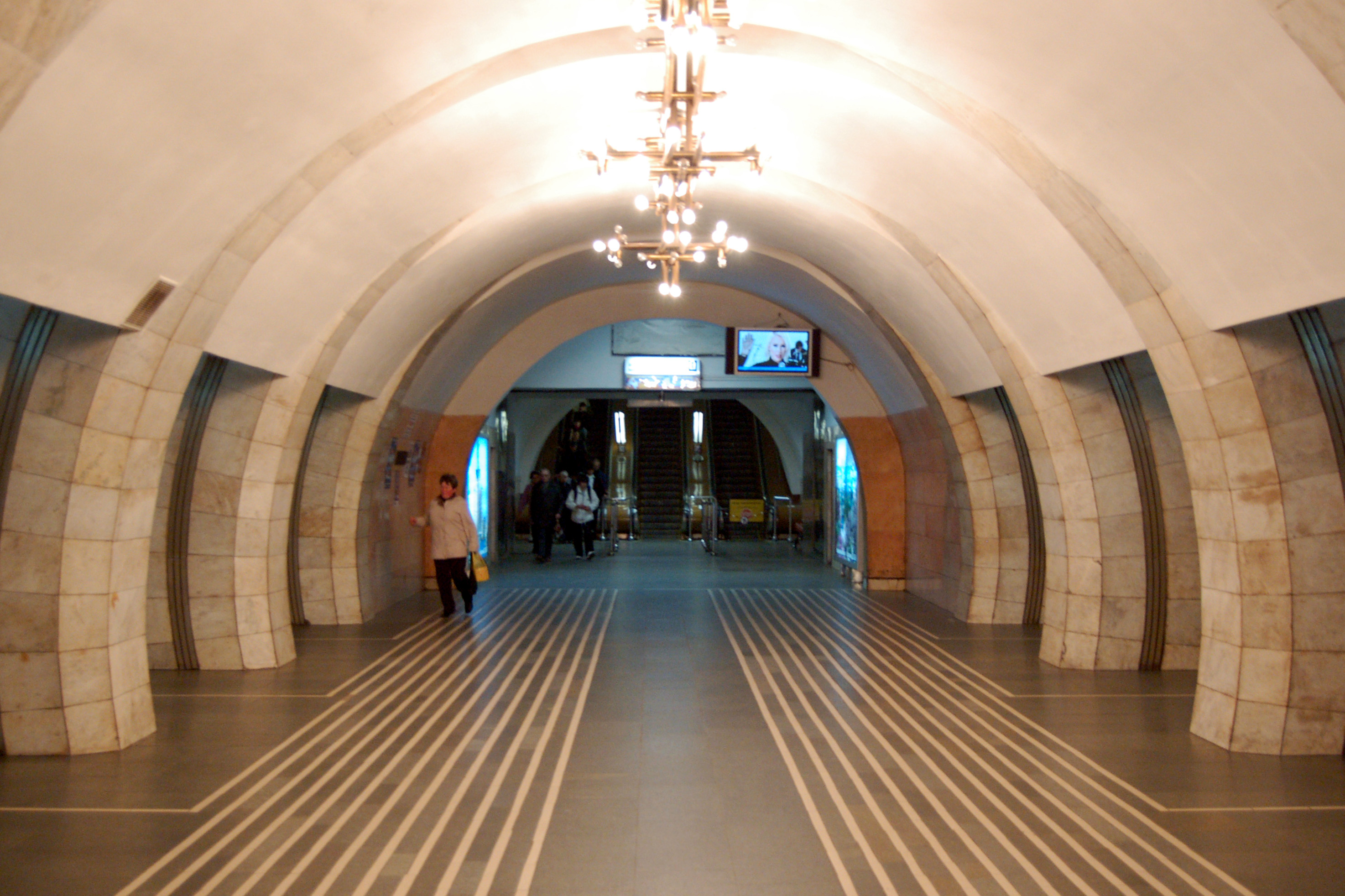
«Либідська» (1984)

### Будівництво інфраструктури
Починаючи з середини 1980-х років в Київському метрополітені починається розбудова інфраструктури. Так, 1985 року введено в експлуатацію завод з ремонту рухомого складу ОМ-2 (нині — Вагоноремонтний завод), 3 грудня 1986 року, після того, як з'ясувалося, що один перехід між станціями «Хрещатик» та «Площа Жовтневої революції» не справляється з пасажиропотоком, був побудований другий перехід, який знаходиться над платформою першої колії станції «Хрещатик» і через свою довжину отримав неофіційну назву «довгий перехід». В тому ж році було проведено реконструкцію колійного розгалуження станції «Дарниця», яка має складний шляховий розвиток і три колії, дві з яких є пасажирськими, а одна призначена для приймання рухомого складу з депо «Дарниця» (ТЧ-1) та його відстою. 30 грудня 1987 року був відкритий другий (східний) вихід зі станції «Гідропарк», який був побудований без закриття руху і використовується лише в літній час.
6 листопада 1987 року спеціально для споруджуваної третьої лінії була відкрита пересідна станція Святошинсько-Броварської лінії — станція Театральна. Станція вбудована в робочу лінію на новому перегоні між станцією Хрещатик і станцією Університет. Осторонь тунелів перегону станція Університет — станція Хрещатик почали будівництво станції й під'їзних тунелів. На завершальному етапі будівництва новий вузол приєднали до робочої лінії. При цьому протягом пів року, з 31 березня по 1 жовтня 1987 року, лінія була розірваною навпіл — між станцією Хрещатик і станцією Університет поїзди не ходили. Потяги ходили від «Піонерської» до «Хрещатика» з одного боку, і від «Вокзальної» до «Святошина» з іншого. Між станціями «Вокзальна» і «Університет» ходило два поїзди-човники. Транспортне сполучення замість закритої ділянки лінії метро лягло на наземний транспорт: були відкриті тимчасові маршрути тролейбуса № 32 «Лавра — Залізничний вокзал», автобуса № 73 Європейська площа — Залізничний вокзал» і № 74 вулиця Пушкінська — станція метро „Політехнічний інститут“». Саму станцію відкрили трохи більше ніж через місяць після відновлення руху, пристосувавши відкриття до 70-ї річниці Жовтневого перевороту. Старі тунелі, довжиною понад 300 м кожен, які в майбутньому були частково перерізані склепінням станції «Золоті Ворота», існують до нашого часу і перебувають у законсервованому стані. До них є доступ через службові проходи для профілактичного огляду.
19 березня 1988 року за станцією «Героїв Дніпра» було відкрито електродепо «Оболонь» (ТЧ-2), що стало обслуговувати Оболонсько-Теремківську лінію.

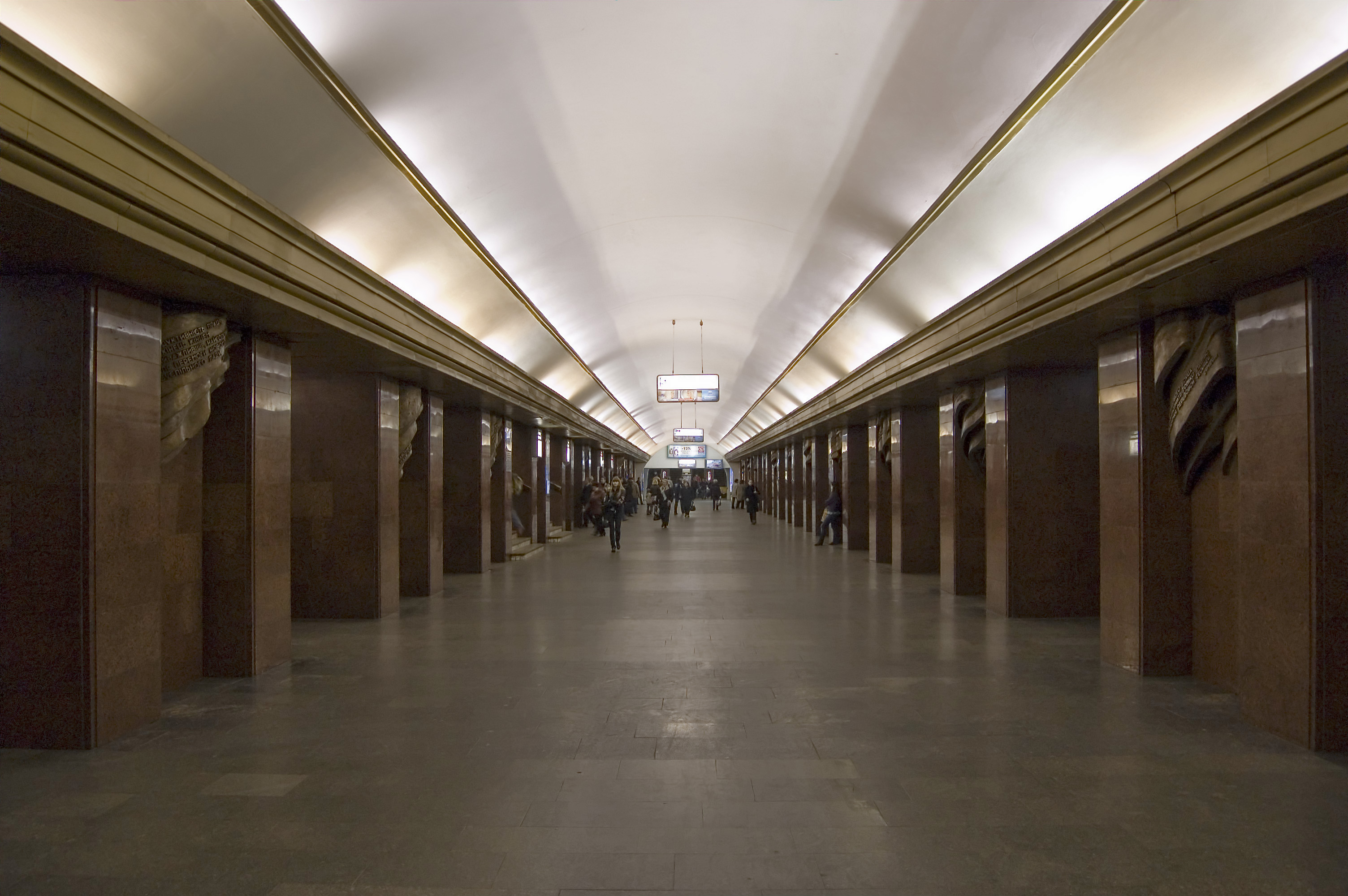
«Театральна» (1987)
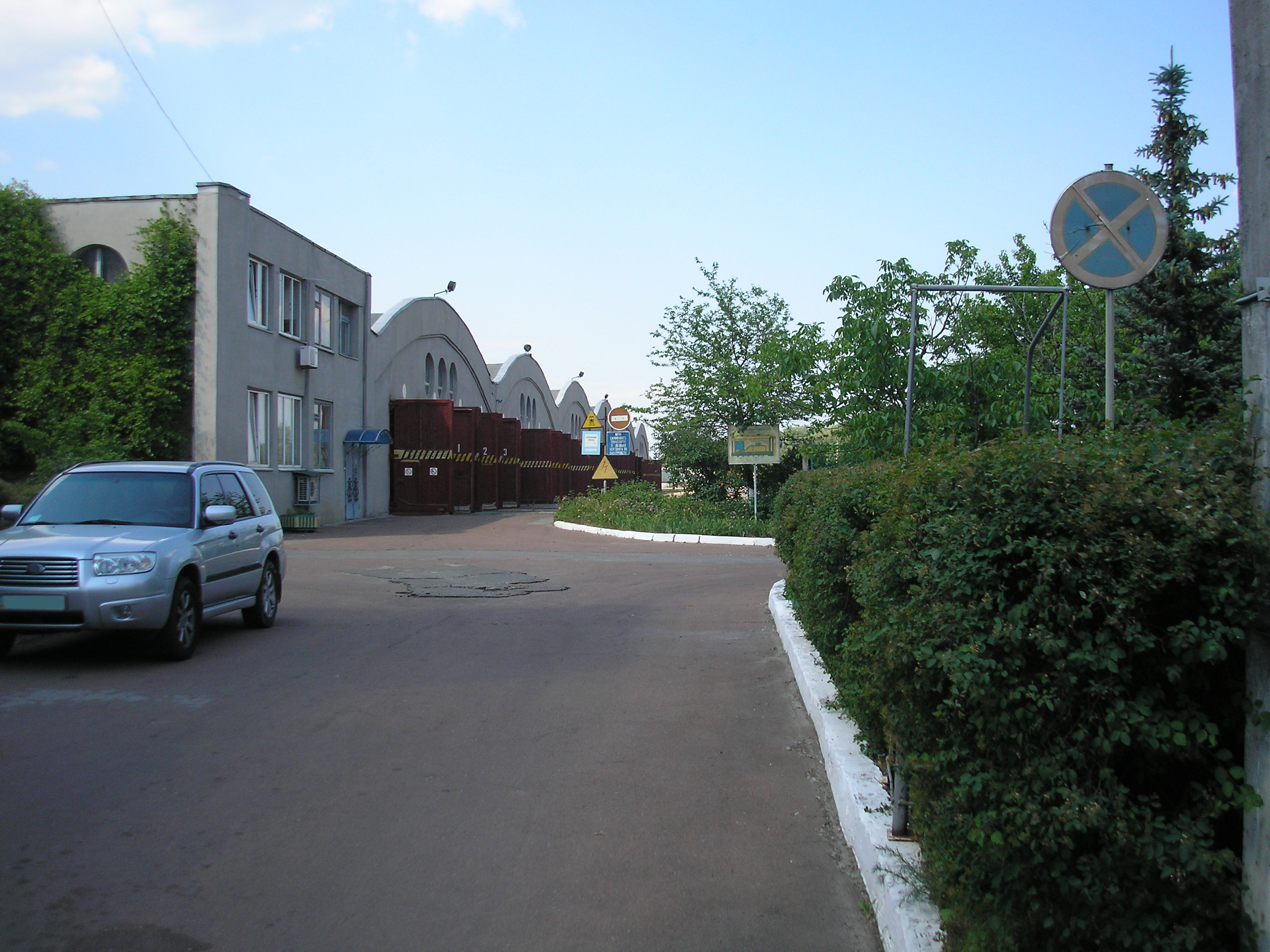
Депо «Оболонь» (ТЧ-2) (1988)
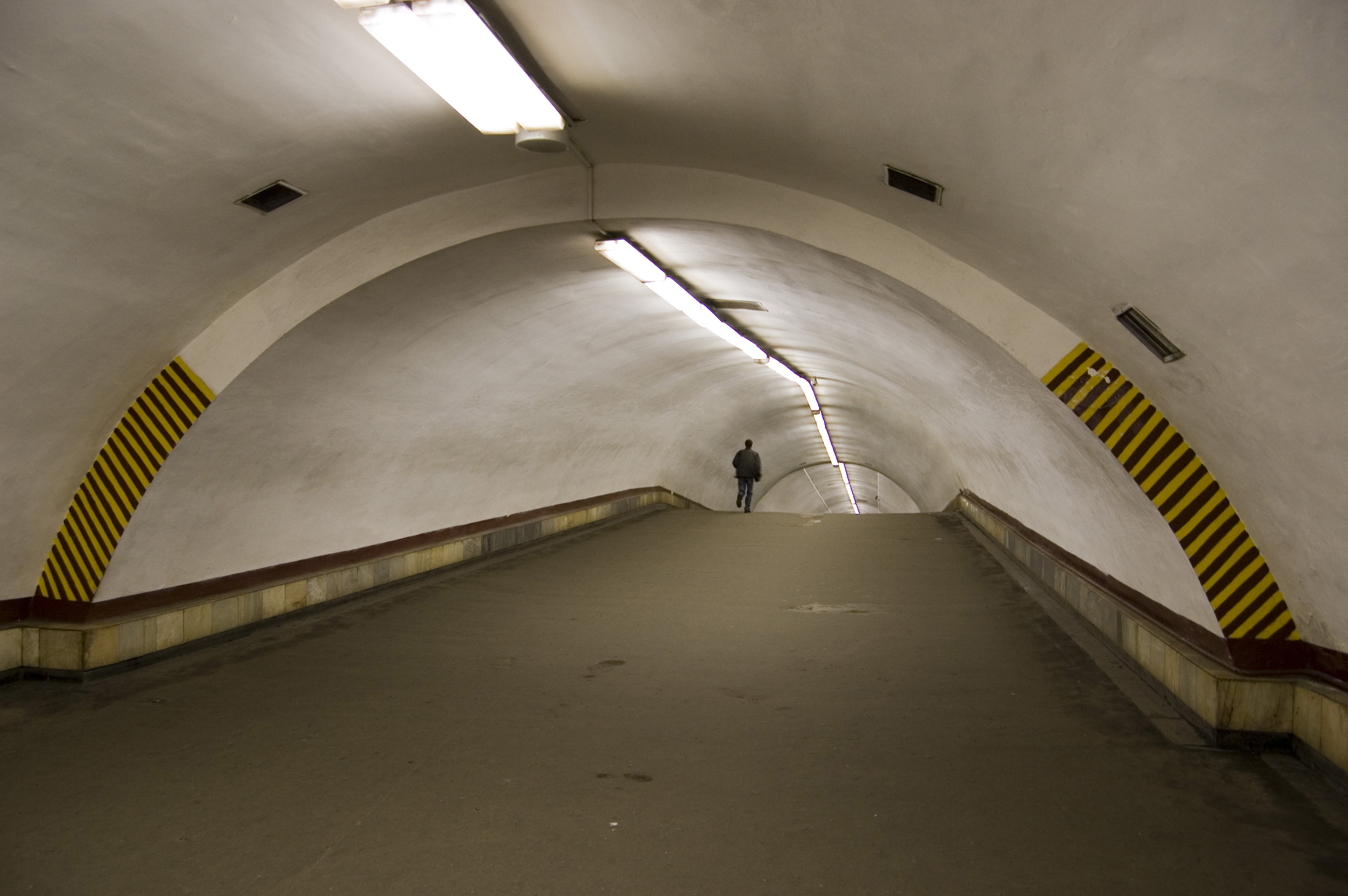
Другий («довгий») перехід між станціями «Хрещатик» та «Майдан Незалежності» (1986)

### Третя лінія
1981 року було розпочато будівництво третьої лінії Київського метрополітену, проте лише 31 грудня 1989 року почала діяти перша черга Сирецько-Печерської лінії метрополітену довжиною 2,1 км, в яку увійшли станції «Золоті ворота» (до речі, у радянські часи будівельники, які оздоблювали станцію метро «Золоті ворота», виклали напис «Слава Україні» коричневою смальтою, так, щоб було ледь видно, адже радянська влада не давала добро на пропаганду незалежності України), «Палац спорту» та «Мечнікова» («Кловська»), що знаходяться у центрі міста. Перші дві станції стали пересідними на, відповідно, «Ленінську» та «Площу Льва Толстого», а з тупика станції «Мечникова» була побудована нова сполучна гілка, яка мала виходи на обидві інші лінії. Це дозволило експлуатувати на зеленій лінії потяги з депо «Оболонь», поки не буде побудоване власне. Крім того, до 30 квітня 1990 року включно вхід пасажирів на станцію «Золоті ворота» та вихід з неї здійснювався лише через перехід зі станції «Ленінська». Тільки 1 травня 1990 року був відкритий власний вихід на Володимирській вулиці. Ці станції, яких усього на той момент нараховувалося 31, стали останніми, які були відкритими за СРСР (станції «Дружби народів» (нині «Звіринецька») і «Видубичі» були збудовані за СРСР, але відкриті через п'ять днів після його розпаду).
Зі здобуттям незалежності, попри економічні проблеми в державі, продовжилися швидкі темпи будівництва лінії. Так, 30 грудня 1991 року були відкриті станції «Дружби народів» і «Видубичі». Станція «Печерська», що знаходиться перед цими станціями, будувалась і мала була відкритись одночасно з іншими, не відкрилася через складні геологічні умови. Тому будівництво станції було заморожене. Вже через рік, 30 грудня 1992 року була відкрита наступна ділянка третьої лінії — лівобережні станції «Славутич» і «Осокорки», до яких колія йде через Південний міст. Попередньо, за проєктом весь відрізок залізниці по Південному мосту мав бути накритим, проте в процесі будівництва стало зрозуміло, що алюмінієва конструкція не захистить вагони від дощу і снігу, оскільки вона була відкритою з боків, тому будівництво припинили і третина мостового перегону до нашого часу так і не має даху. Крім того, в оборотному тупику «Осокорків» був споруджений пункт технічного обслуговування, а на перегоні між «Видубичами» і мостом був зроблений заділ під станцію «Теличка». Зокрема, були побудовані платформи та вихід через вентиляційну шахту, тому цей об'єкт може бути використаний для евакуації в разі надзвичайних випадків.

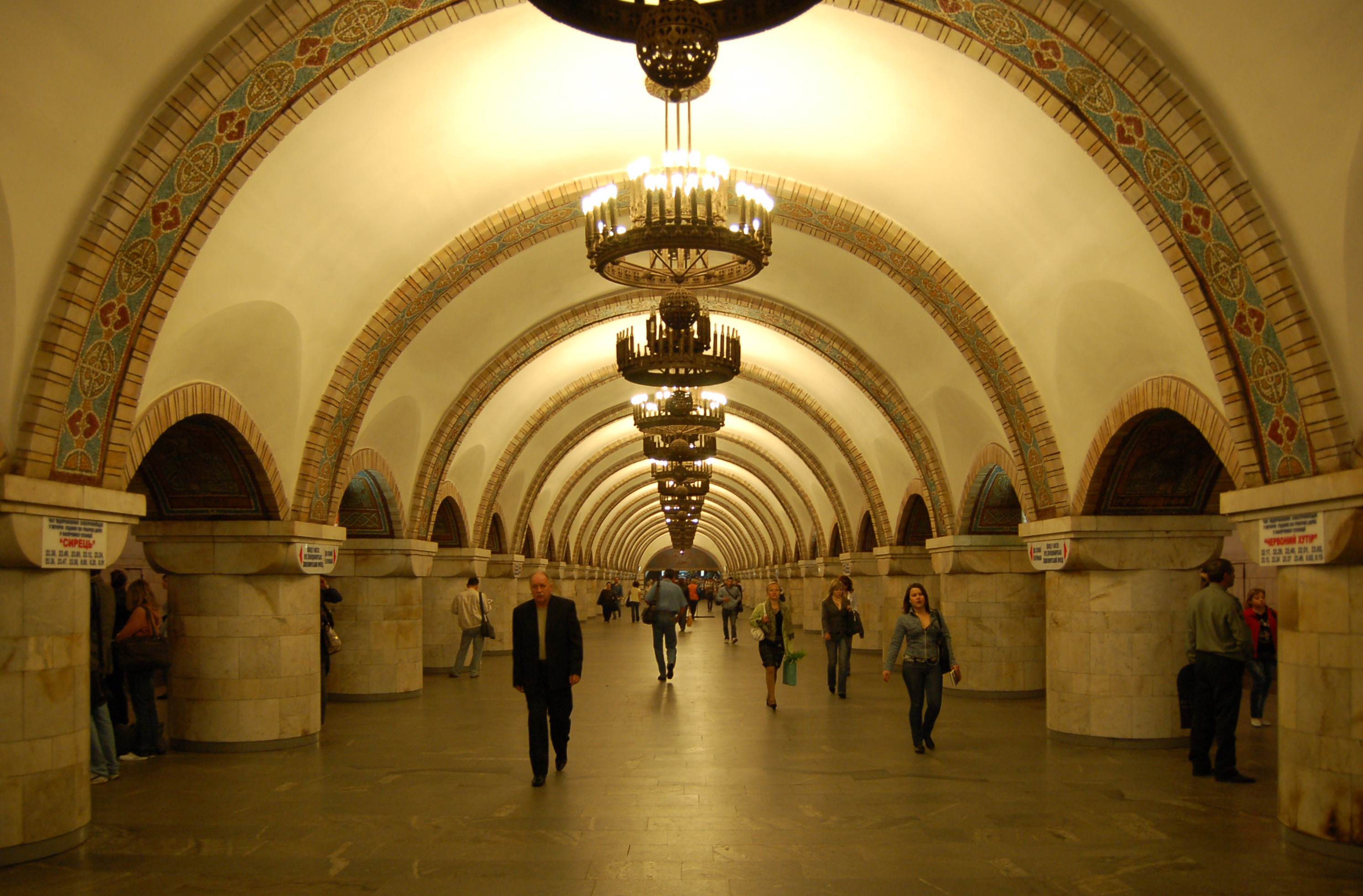
«Золоті ворота» (1989)
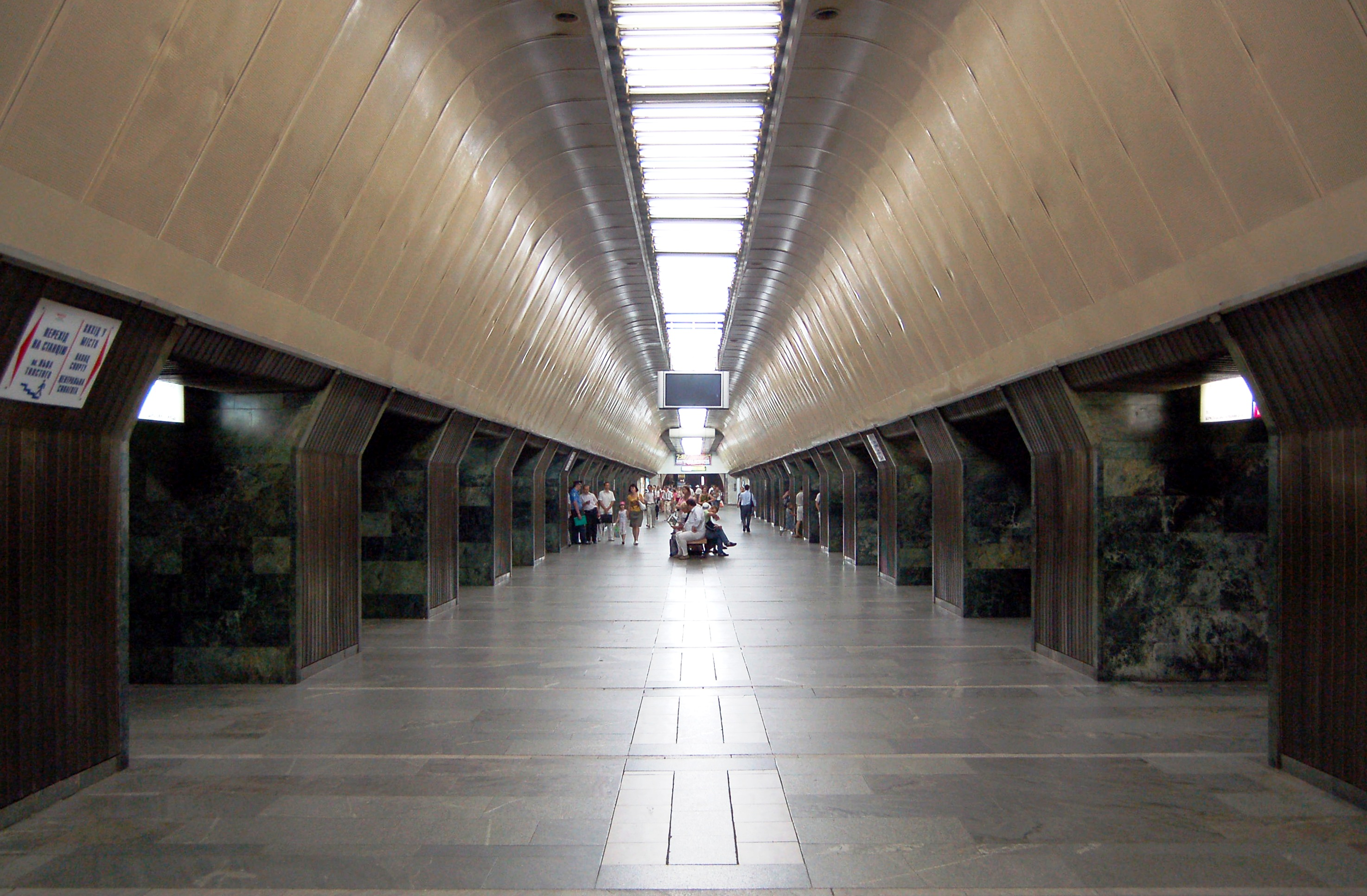
«Палац спорту» (1989)
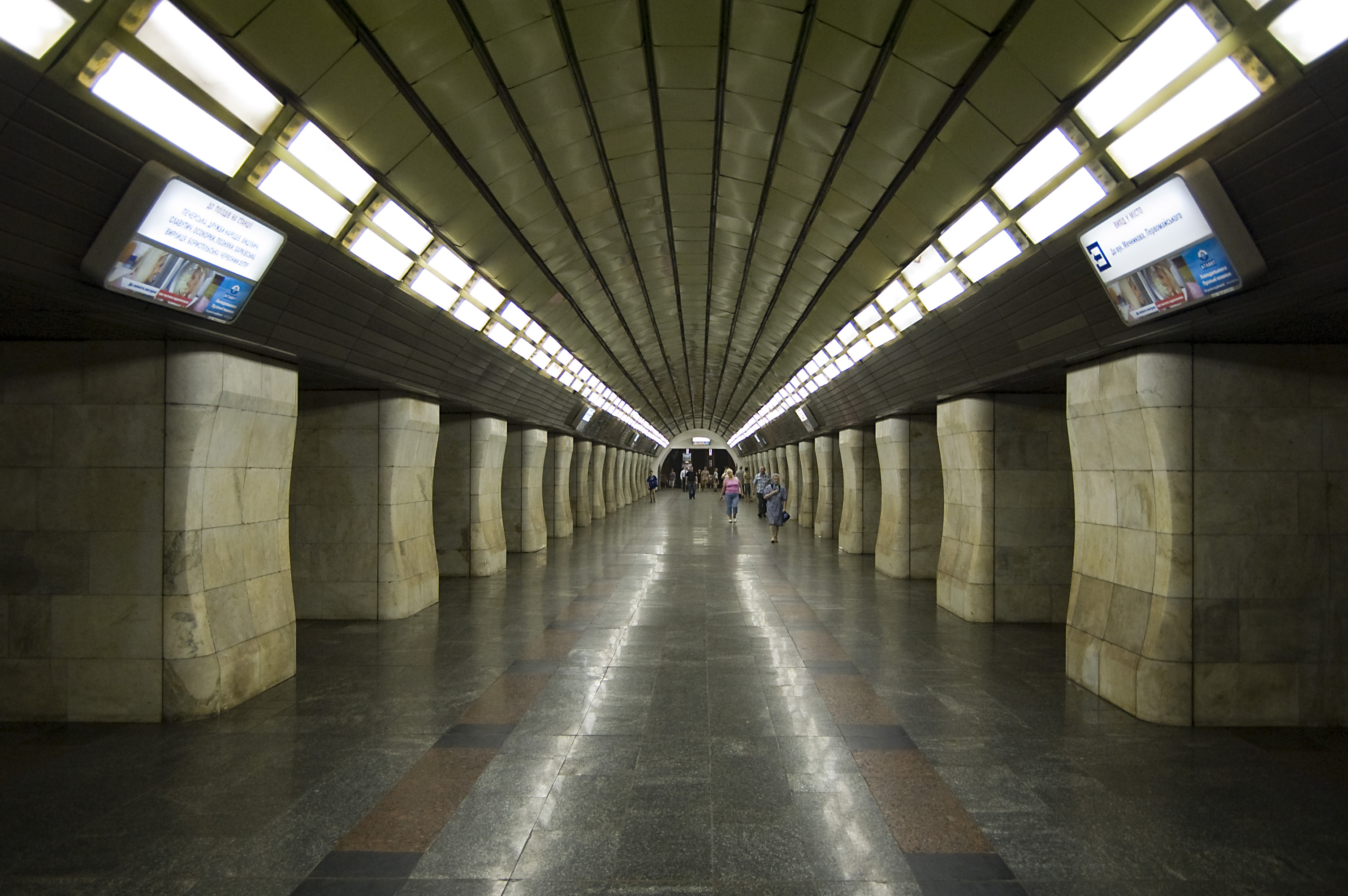
«Кловська» (1989)
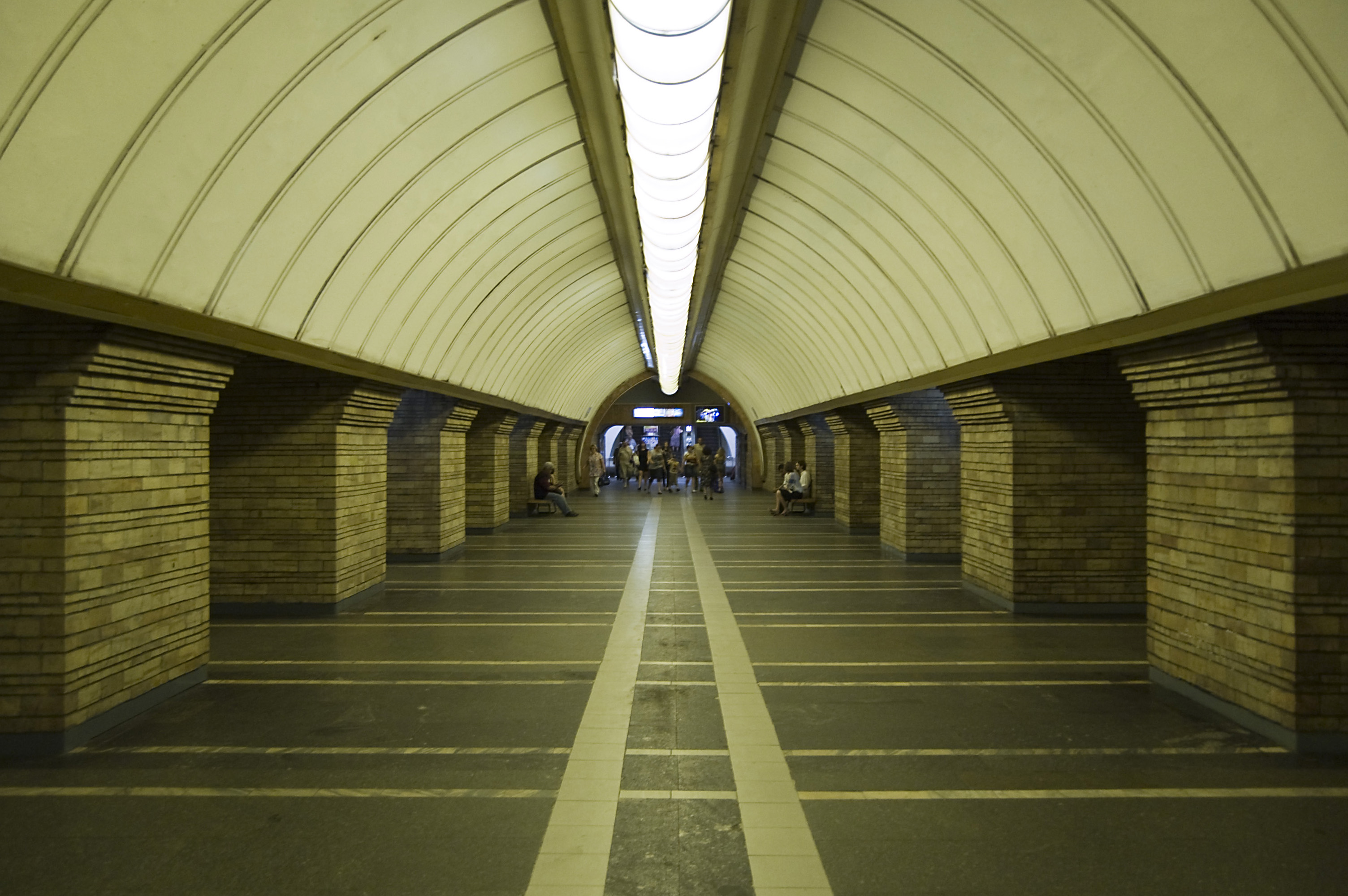
«Звіринецька» (1991)
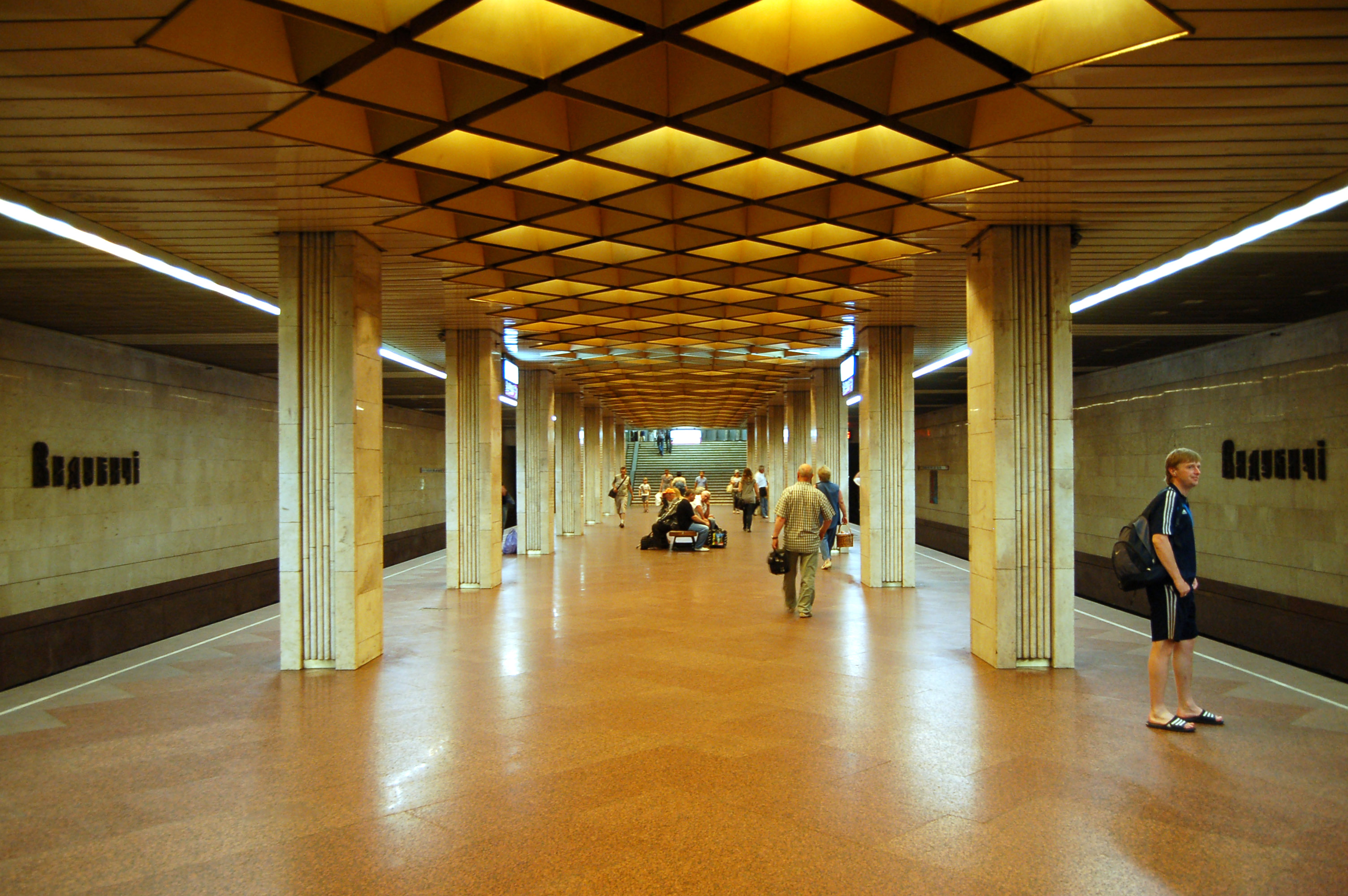
«Видубичі» (1991)
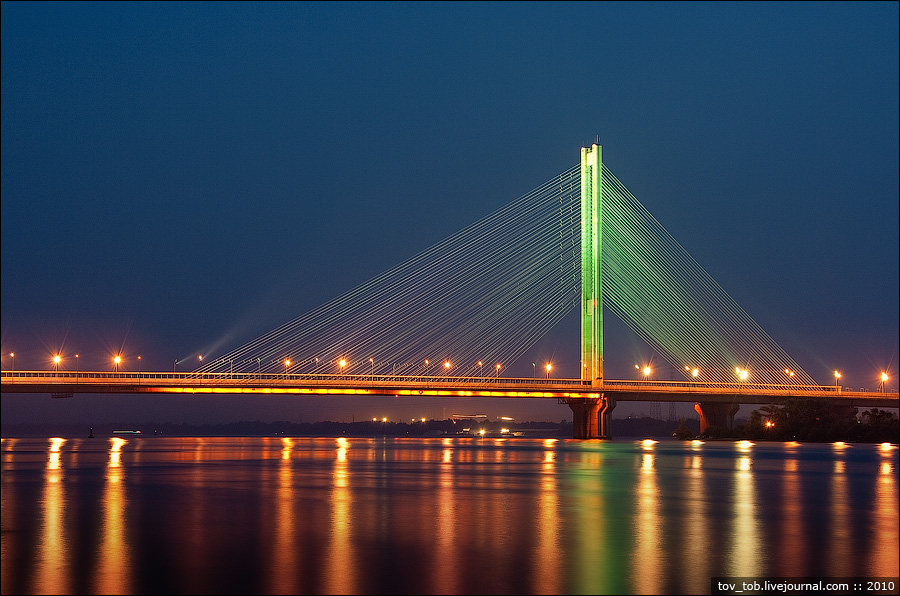
Південний міст (1992 — для метро)
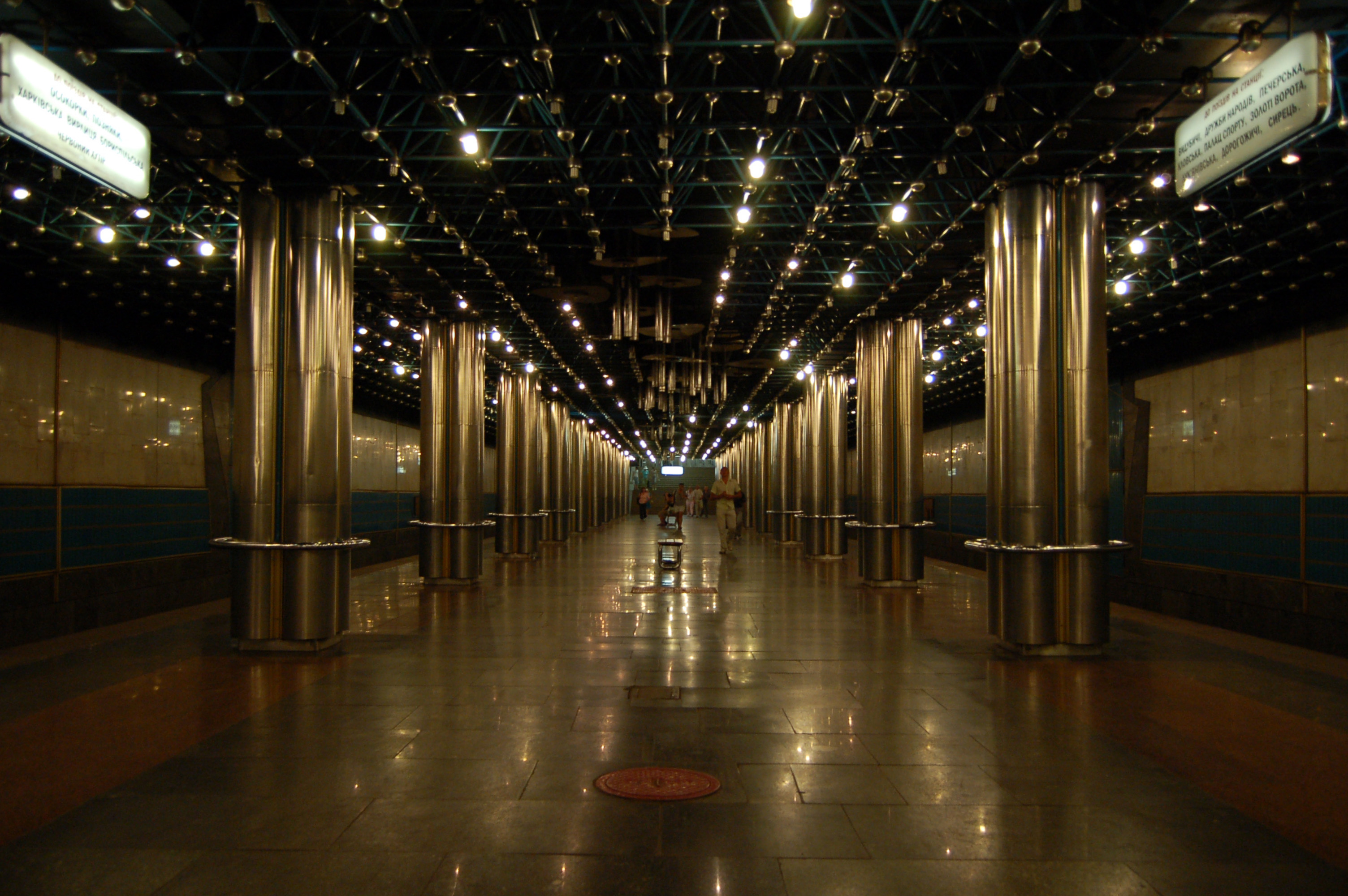
«Славутич» (1992)
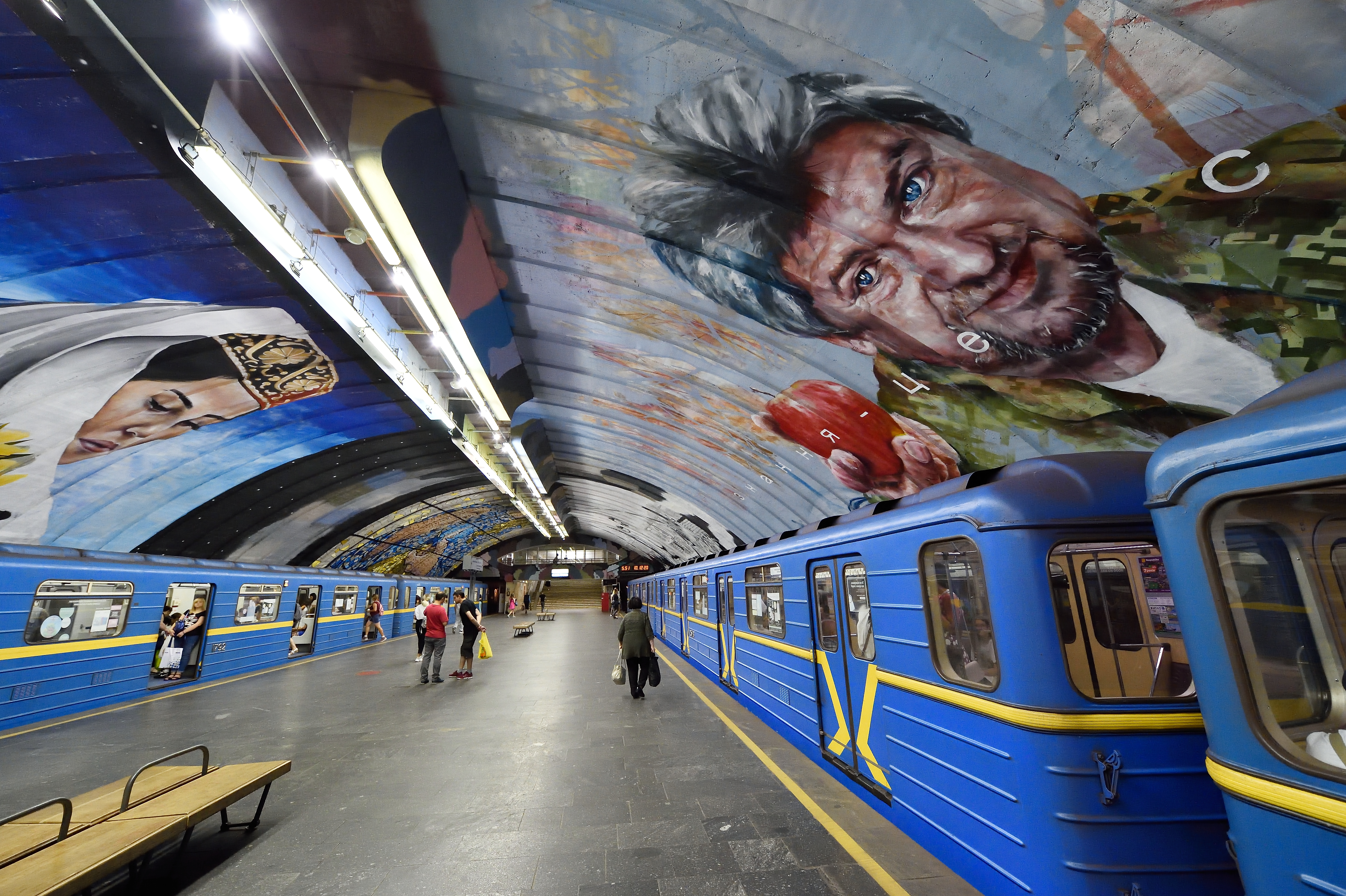
«Осокорки» (1992)

1993 рік ознаменувався для Київського метрополітену масовим перейменуванням. Процес повернення географічним об'єктам історичних назв для метрополітену розпочався 19 жовтня 1990 року перейменуванням станції «Червона площа» в «Контрактова площа», а станції «Проспект Корнійчука» в «Оболонь» і продовжився 26 серпня 1991 року перейменуванням станції «Площа Жовтневої революції» в «Майдан Незалежності». 2 лютого 1993 року він набув значного розмаху, коли одночасно було перейменовано вісім станцій метро. Після цього була зміна назви станції «Республіканський стадіон» на «Олімпійська» 11 липня 2011 року. За рішенням Київради 23 лютого 2018 року станція «Петрівка» отримала історичну назву «Почайна».
28 грудня 1994 року були введені у дію станції «Позняки» і «Харківська». «Позняки» стали першою дворівневою станцією метро в Києві — на першому поверсі знаходяться платформи, а на другому — торговельні кіоски. Крім того, станція стала першою асиметричною станцією Київського метро, адже другий поверх зроблений в вигляді обхідної галереї над колією у бік станції «Харківська». Це дозволить розділити пасажиропотоки, коли станція стане з'єднаною з Лівобережною лінією, напрацювання під перехід на яку станція вже має.
30 грудня 1996 року було відкрито першу з моменту відкриття зеленої лінії станцію в протилежному напрямку. Нею стала станція «Лук'янівська». Одночасно мала відкритися й інша станція — «Львівська брама», але через відсутність комплексного рішення реконструкції Львівської площі, куди повинен вести вихід, будівництво станції у 1997 році було заморожено. Крім того, в тому ж році до депо «Оболонь» почали надходити вагони останньої модифікації — 81-717.5М/714.5М.
27 грудня 1997 року таки було розпочато експлуатацію станції-довгобуду «Печерська», після чого в будівництві Київського метрополітену настала певна пауза. І лише 30 березня 2000 року після кількох перенесень дати відкриття була пущена в експлуатацію наступна станція — «Дорогожичі», перед якою ще планувалася станція «Герцена». Станція мала б відкритися разом зі станцією «Дорогожичі», але міська влада вирішила зекономити і у 2000 році відкрили лише «Дорогожичі», а замість «Герцена» звели аварійні платформи та пожежний вихід на поверхню. Також, у 2000 році депо «Оболонь» отримало новий експериментальний потяг 81-553/554/555 «Славутич» спільного виробництва «Вагонмаша», «Шкоди» і «Київського метрополітену». Потяг обладнано новими для пострадянського метро асинхронними двигунами, а також комп'ютерною системою, що контролює стан і роботу потягу. Щоправда, вагони цього типу так і не були пущені в серію, а експериментальний потяг так і залишився єдиним такого типу в Київському метрополітені.

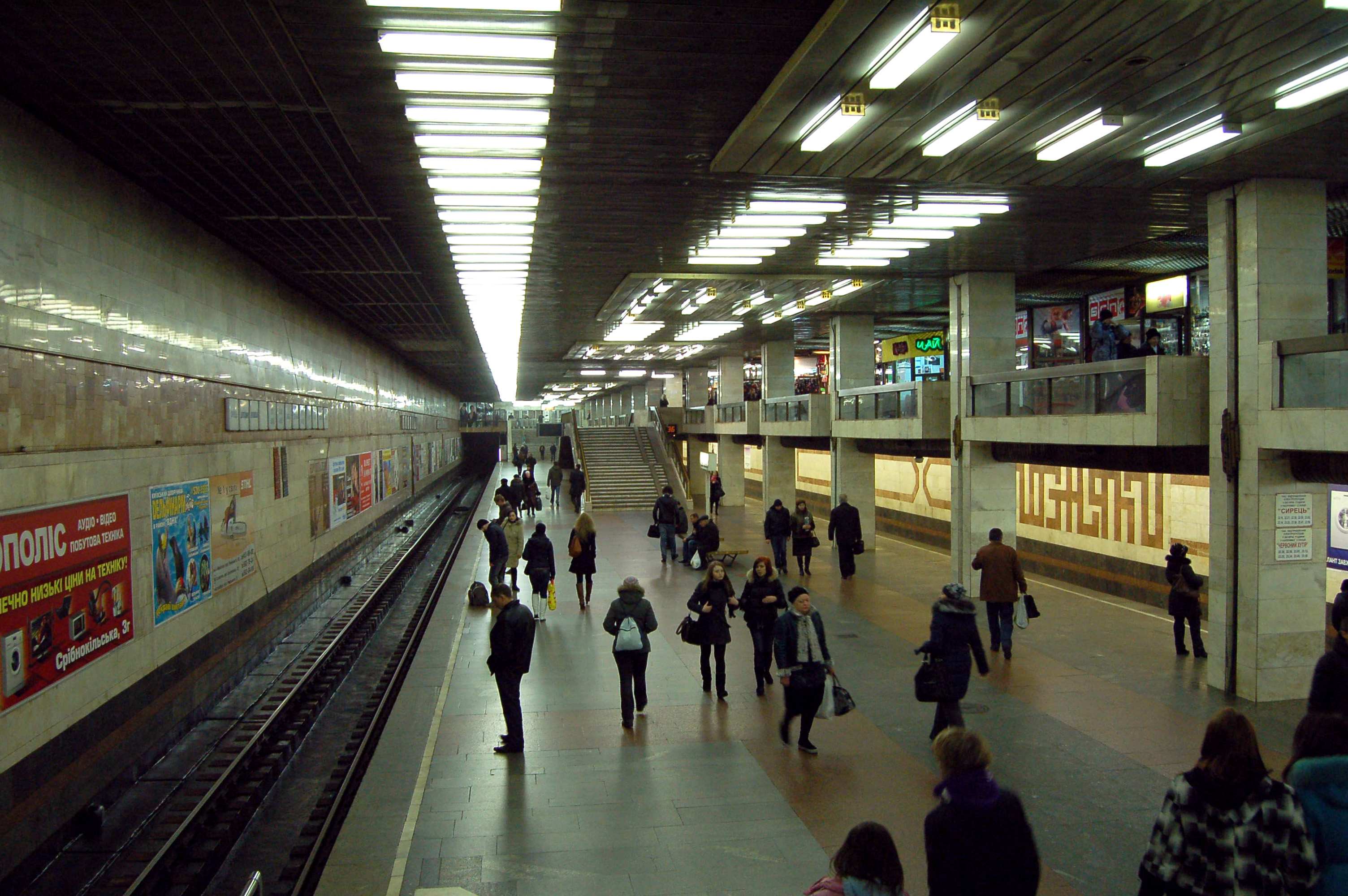
«Позняки» (1994)
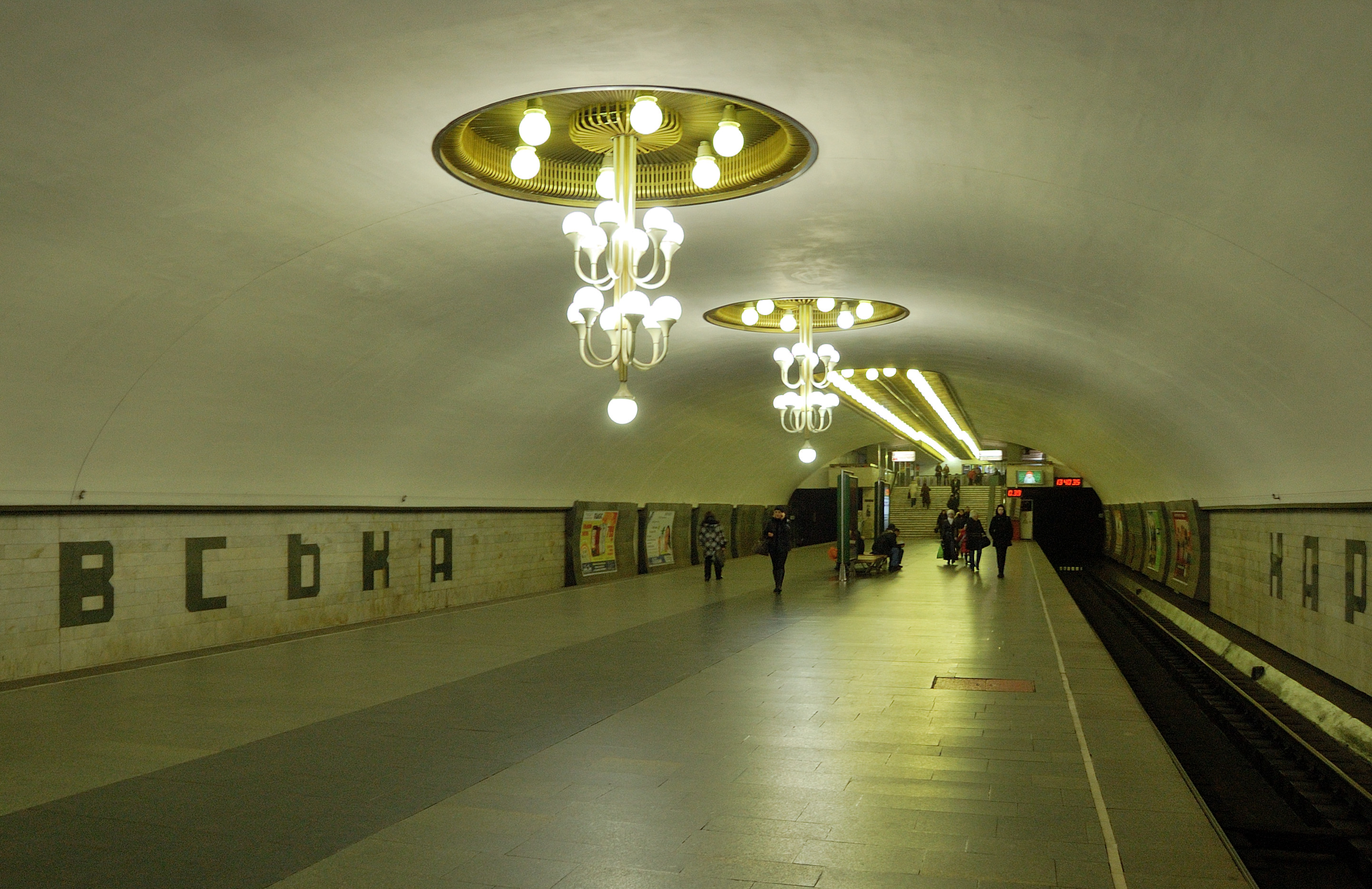
«Харківська» (1994)
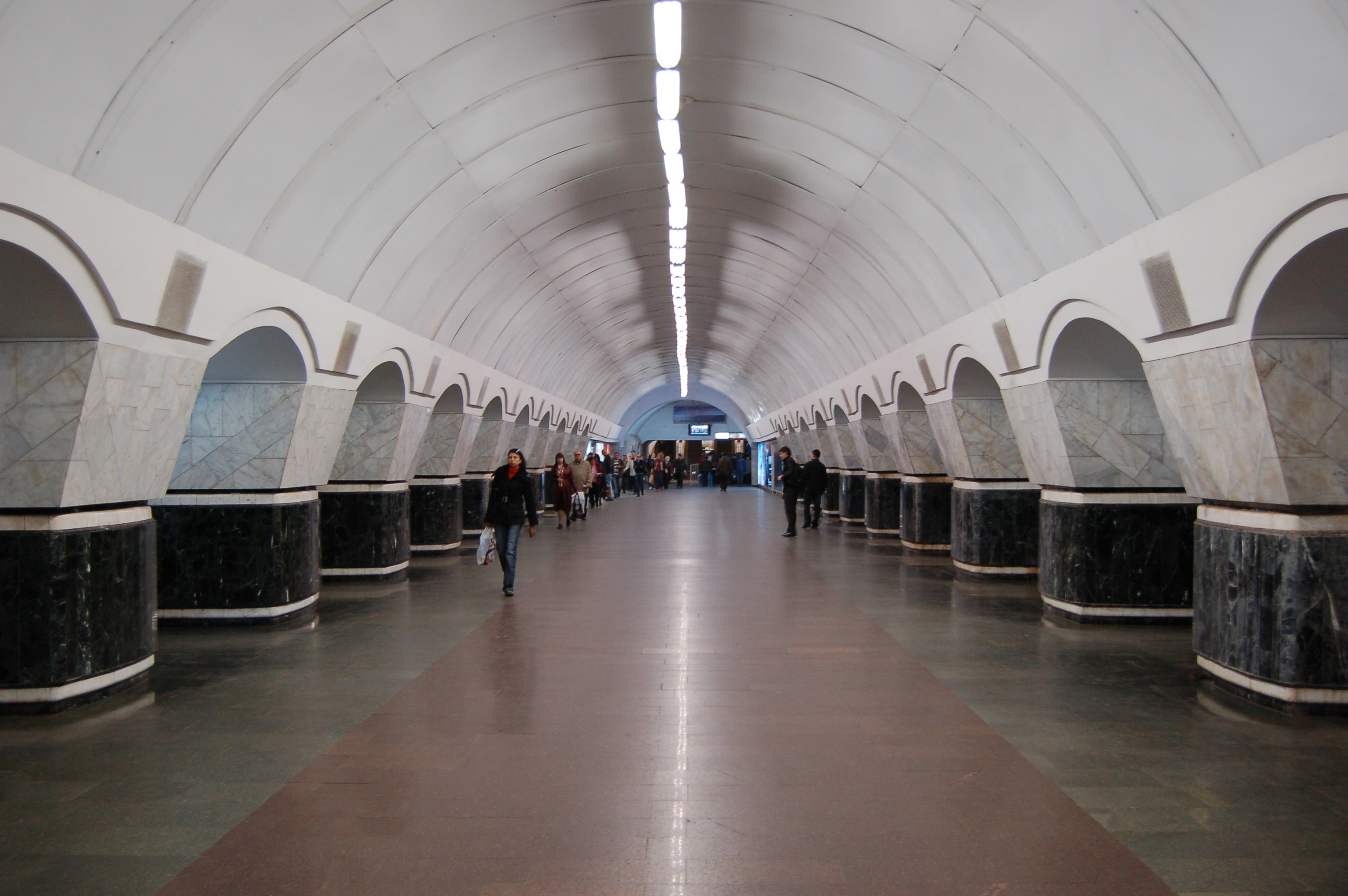
«Лук'янівська» (1996)
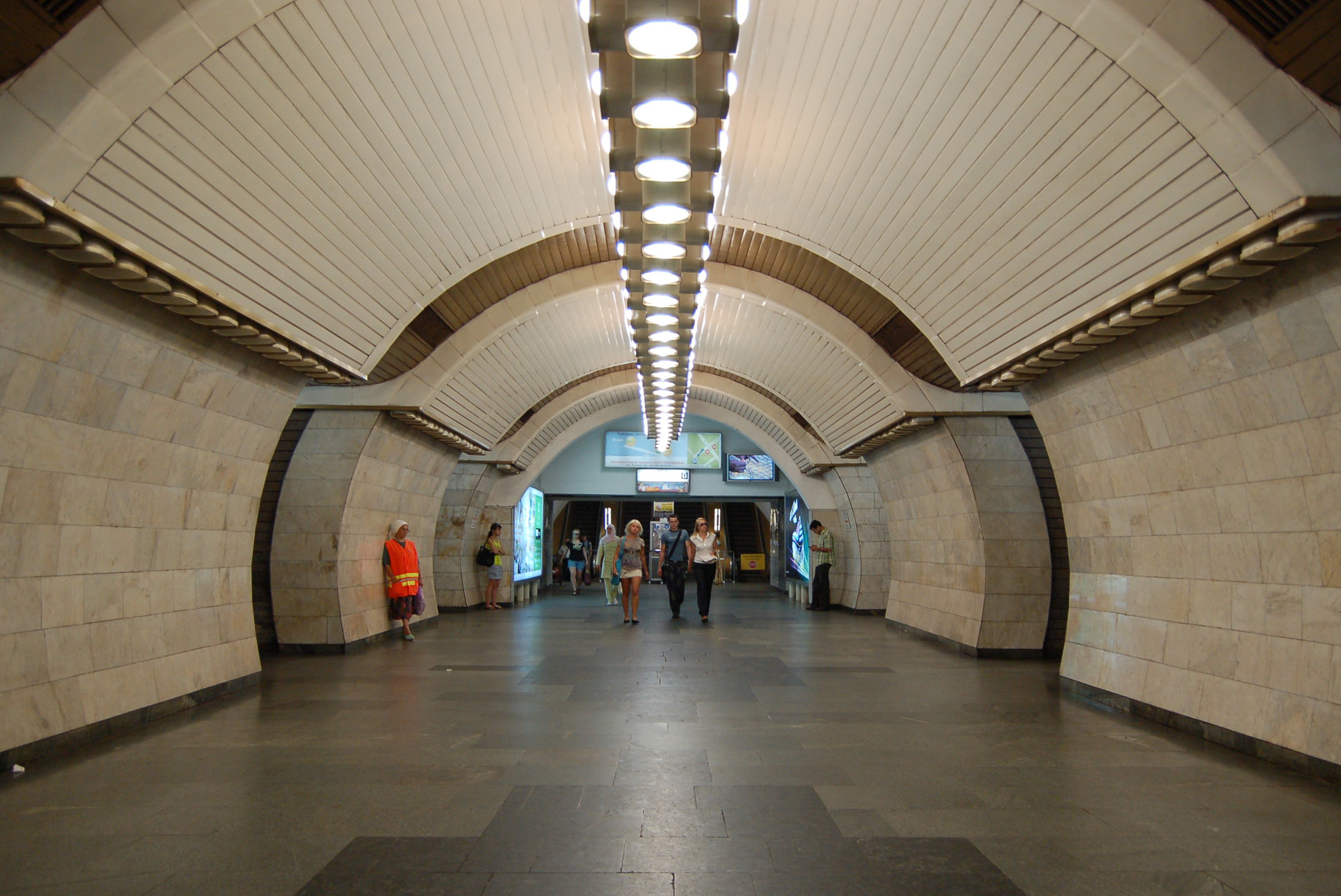
«Печерська» (1997)
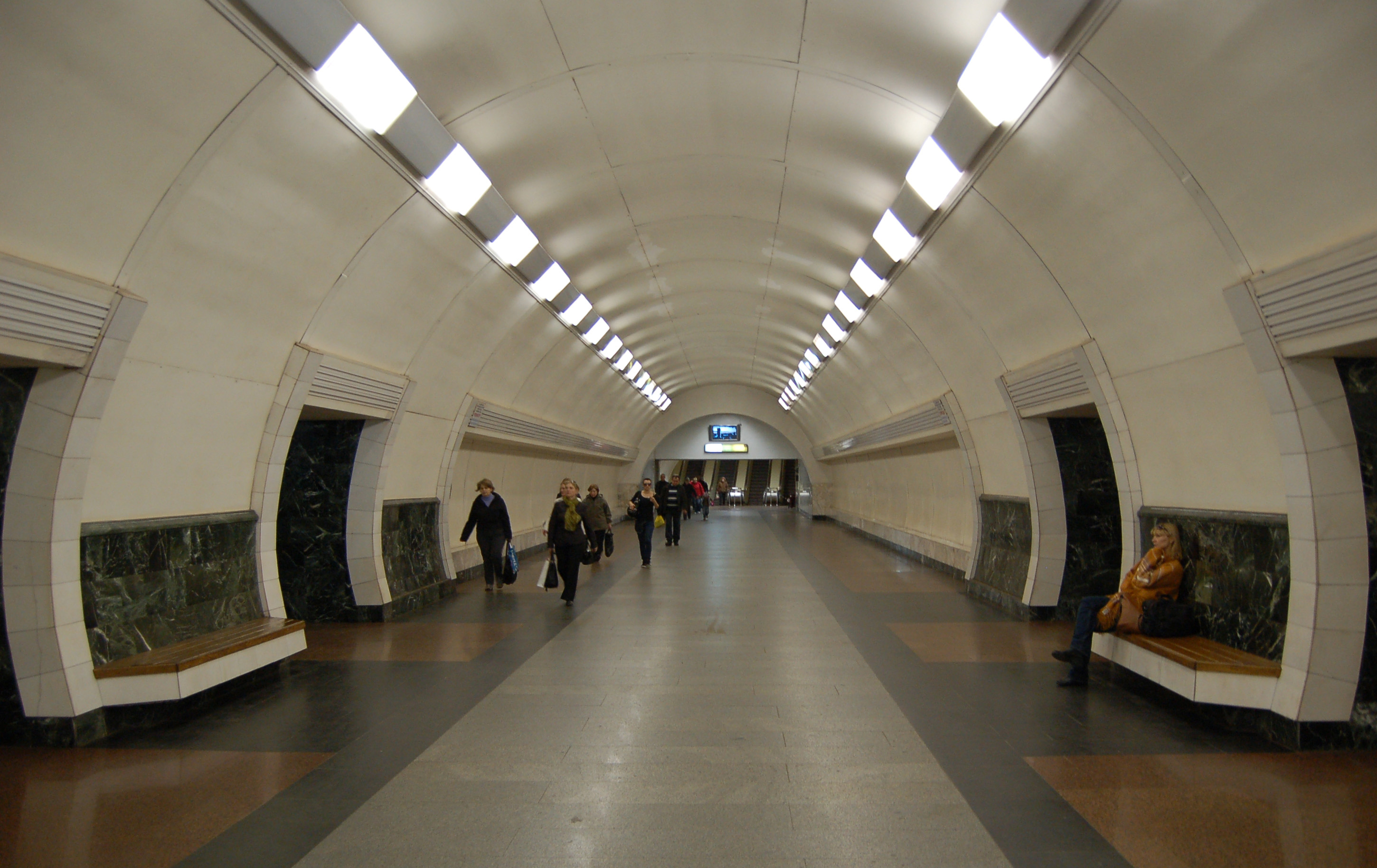
«Дорогожичі» (2000)

### На початку XXI століття

Логотип метро до 2015 року

Починаючи з осені 2000 року розпочалось спорудження 3,3 кілометрової ділянки Святошинсько-Броварської лінії в західному напрямку. Будувались паралельно дві станції — «Житомирська» і «Академмістечко», але із зупинками через нерегулярне фінансування. Для будівництва з 14 січня 2001 року до 25 грудня 2002 року була перекрита частина Берестейського проспекту під якою пройшла ділянка лінії. 24 травня 2003 року ця ділянка з двома новими станціями була введена в експлуатацію. Це останні наразі побудовані станції на найстарішій лінії Київського метрополітену, після відкриття яких довжина гілки становить 22,7 км, на яких розміщується 18 станцій, з них 12 підземних. В цьому ж році в депо «Дарниця» вперше за 24 роки прибули нові вагони. Ними стали 81-717.5М/714.5М виробництва «Вагонмаш».
14 жовтня 2004 року Сирецько-Печерська лінія продовжена на захід станцією «Сирець», а 23 серпня 2005 року на схід станцією «Бориспільська». На відкритті «Бориспільської» Президенту України Віктору Ющенку і пресі було представлено перші українські вагони 81-7021/7022 виробництва Крюківського вагонобудівного заводу (місто Кременчук). 26 січня 2006 потяг з п'яти вагонів прибув на випробування в електродепо «Дарниця». 17 червня 2006 експериментальний потяг після доопрацювань на заводі був знову переданий в електродепо «Оболонь» для подальших випробувань. 12 липня 2008 року державна комісія прийняла вагони типу 81-7021/7022 і видала їм сертифікат відповідності Держстандарту України, що дозволило запустити перший український метровагон у серійне виробництво.
15 жовтня 2005 року станція «Лісова» була обладнана другим виходом, де так само як і на станції «Сирець», були встановлені ескалатори виробництва Крюківського вагонобудівного заводу.
7 березня 2006 року на робочому перегоні зеленої лінії між станціями «Харківська» і «Бориспільська» відкрита нова станція «Вирлиця» — перша підземна станція в Києві з береговими платформами, які мають дугоподібну форму. Причиною незвичної конструкції станції стало те, що спочатку «Вирлиця» проєктувалася як протипожежна платформа. Але, з політичних мотивів, напередодні чергових виборів міського голови проєкт лінії переробили, й наприкінці 2005 року містобудівна рада затвердила проєкт спорудження повноцінної станції на місці протипожежного висадкового комплексу, поруч із новобудовами. Того ж року була проведена реконструкція станції «Дарниця», з західного боку був побудований надземний вестибюль до вулиці Попудренка, який обладнаний двострічковим ескалатором, який працює на підйом з вулиці, та сходами на платформу.

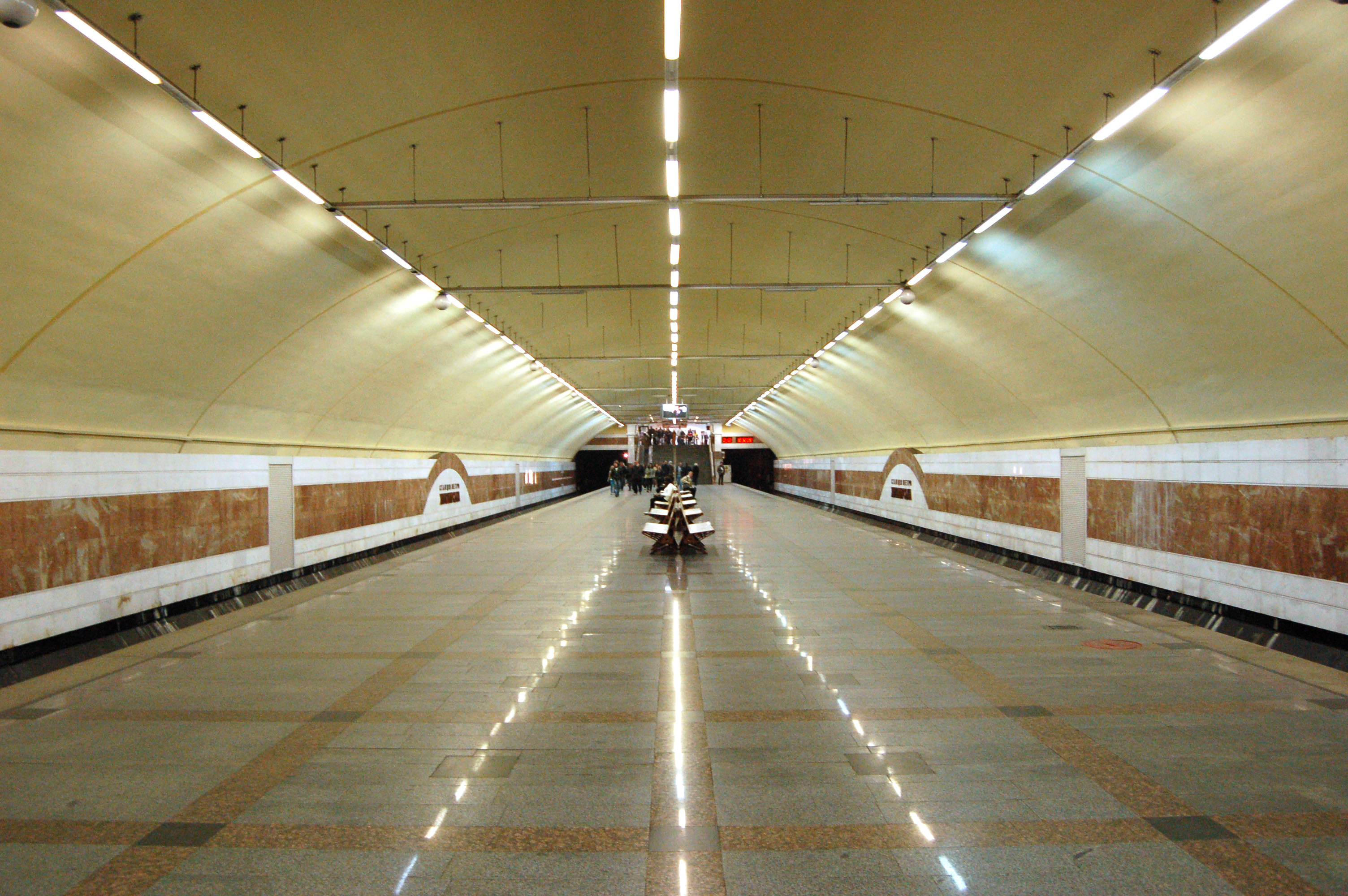
«Житомирська» (2003)
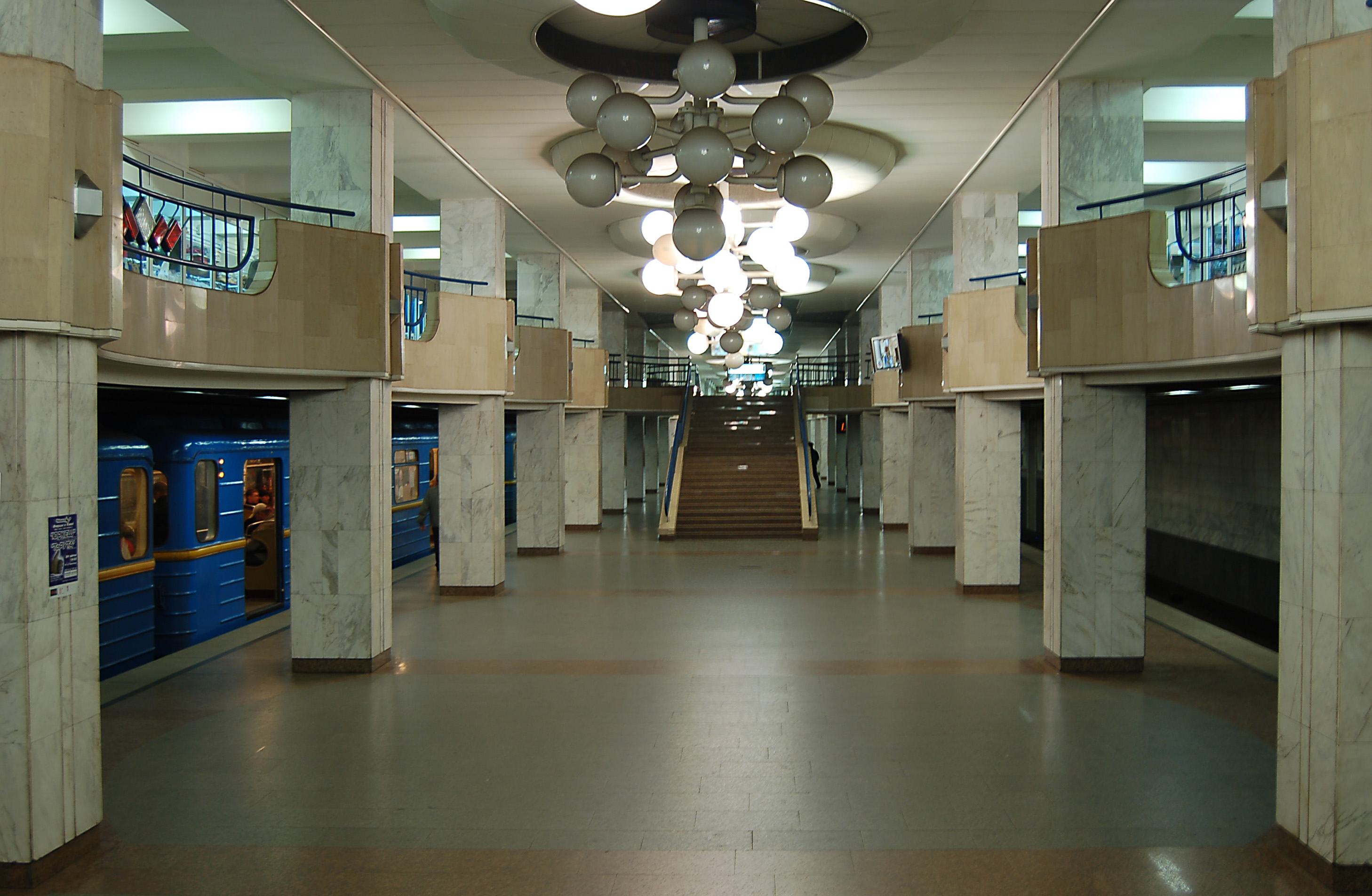
«Академмістечко» (2003)
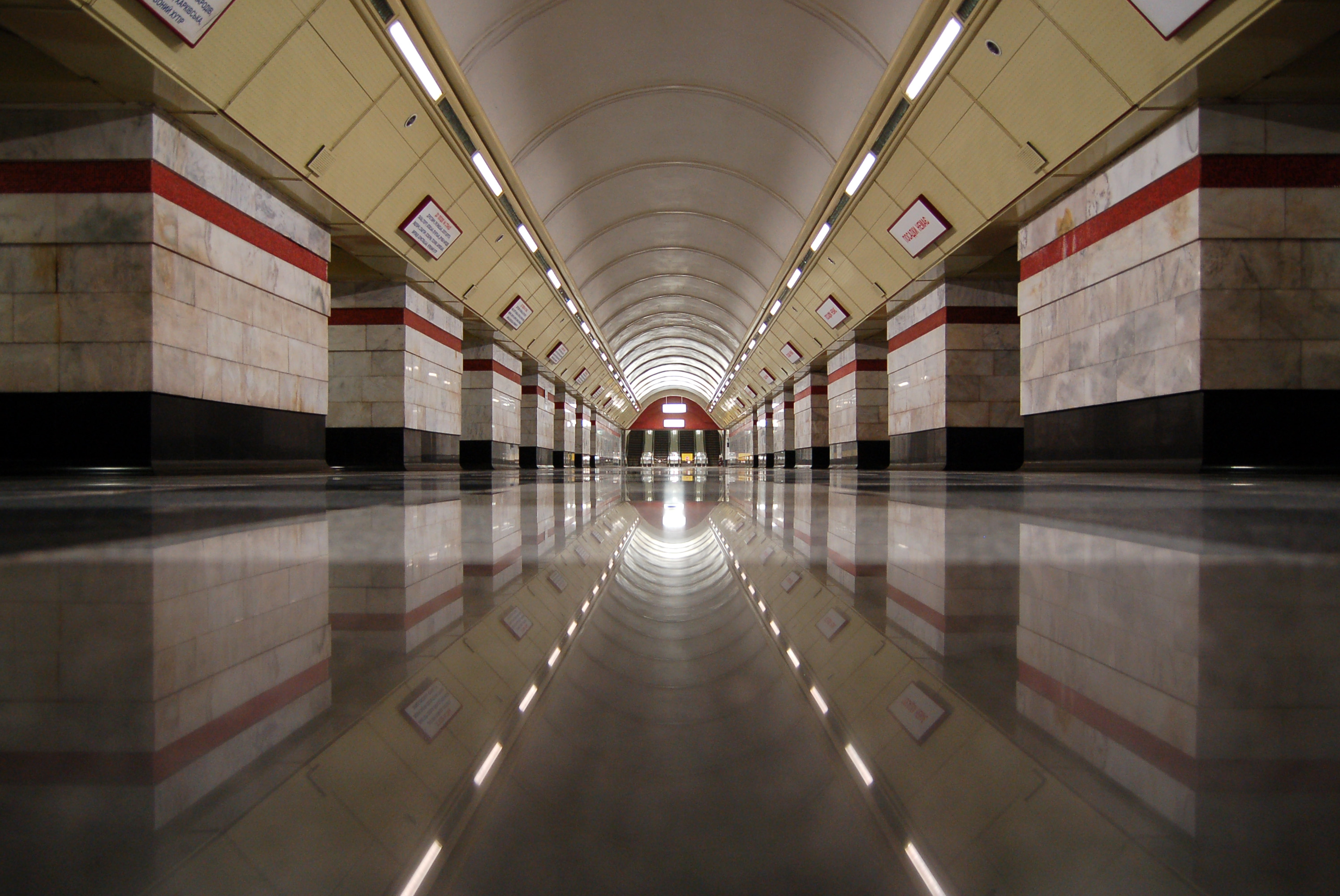
«Сирець» (2004)
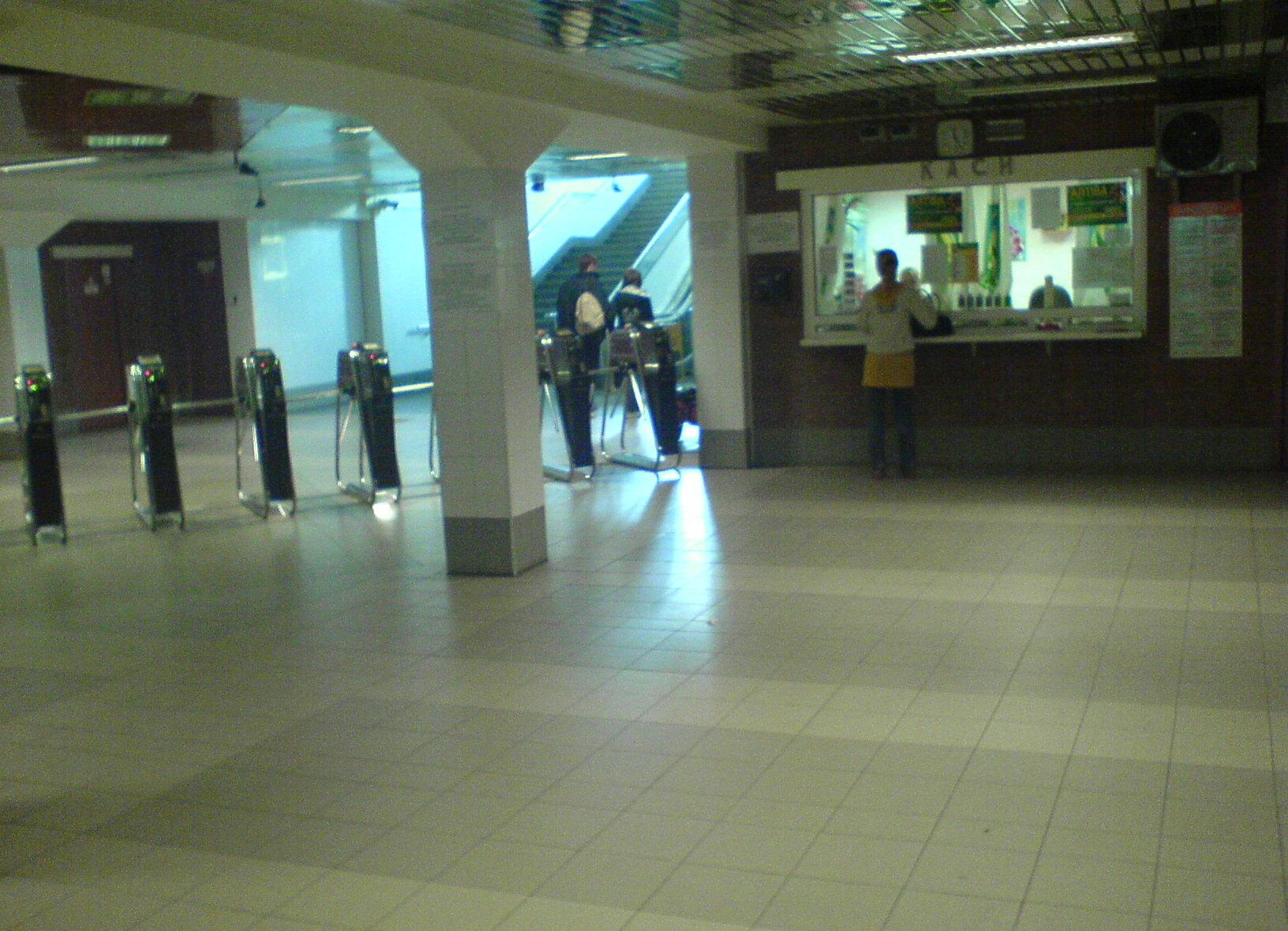
Другий вихід зі станції «Лісова» (2005)
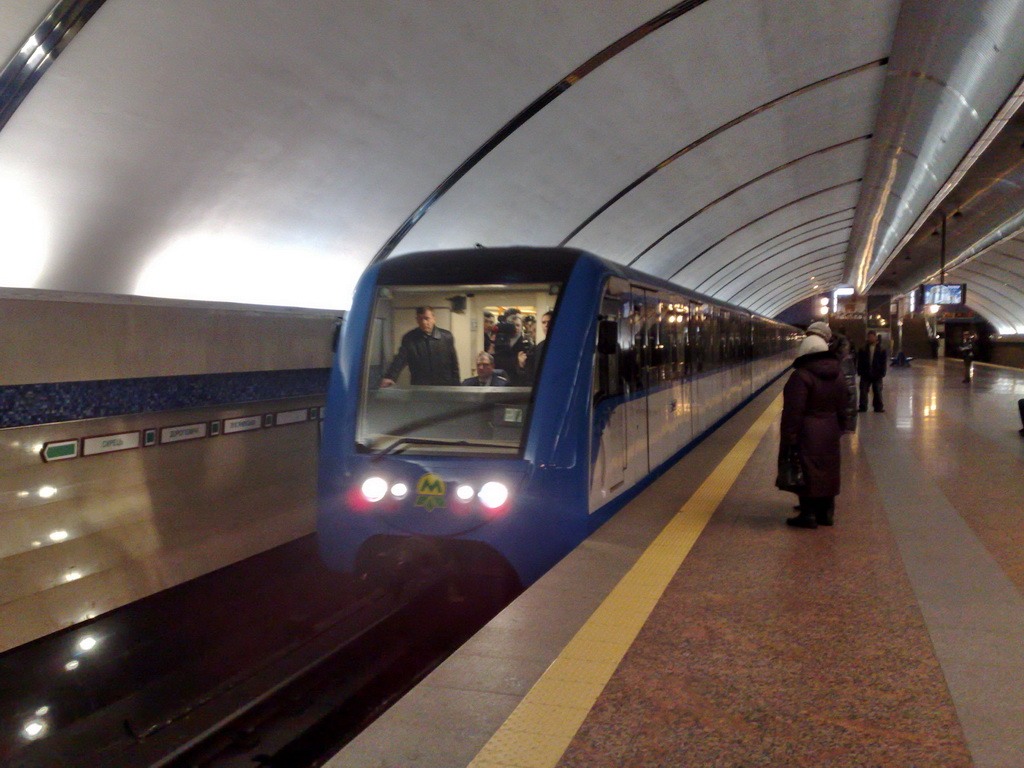
«Бориспільська» (2005)
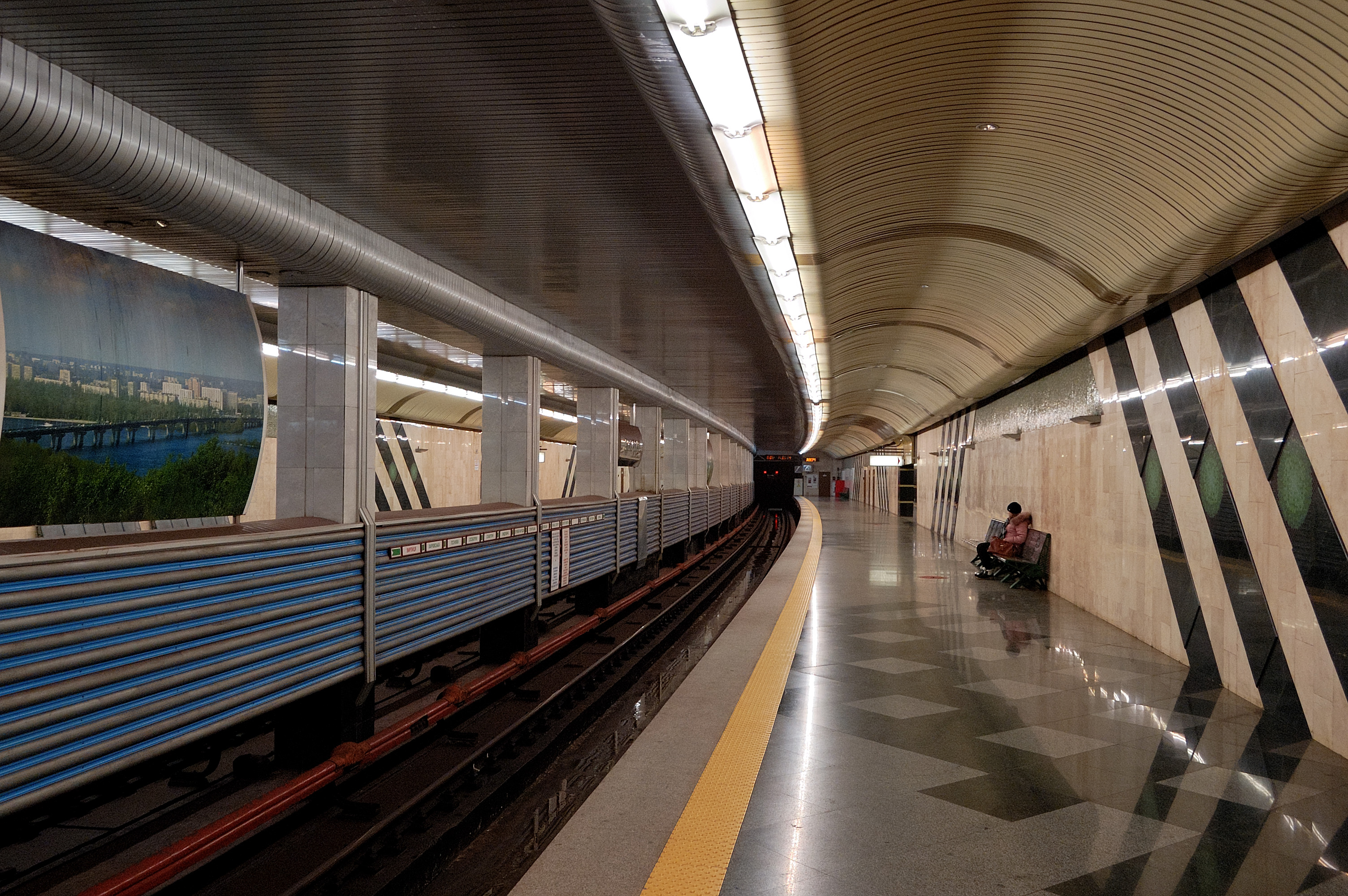
«Вирлиця» (2006)
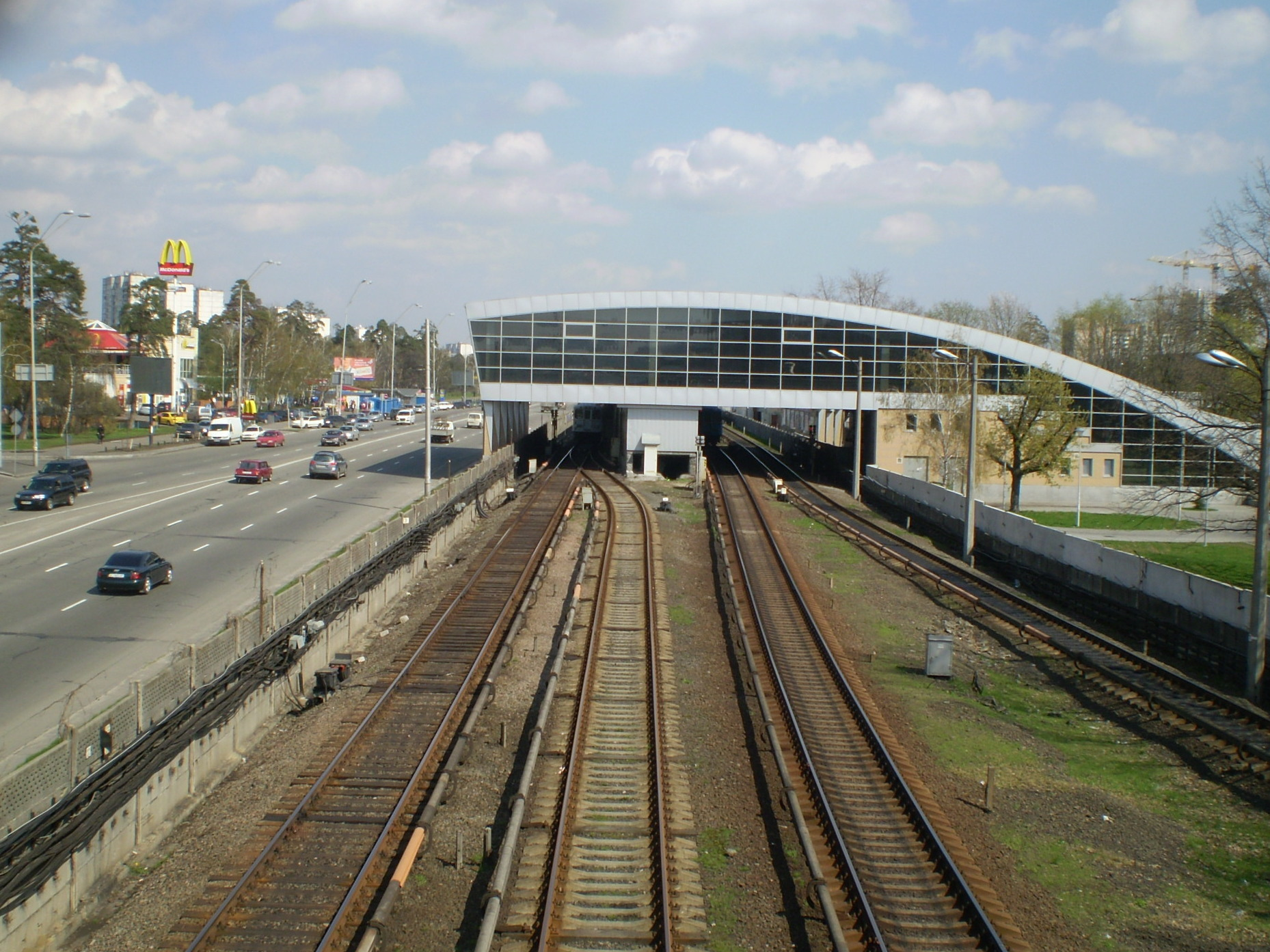
Надземний вестибюль станції «Дарниця» (2006)

23 серпня 2007 на Сирецько-Печерській лінії було споруджене депо «Харківське» (ТЧ3), яке розташоване в лісі за «Бориспільською». На нове місце були переведені всі потяги моделі 81-717.5М/714.5М і велика частина 81-717.5/714.5, що були приписані до ТЧ. Також поблизу депо продовжувалось будівництво нової станції «Червоний хутір», яке розпочалося ще 2005 року, після відкриття станції «Бориспільська». У квітні 2007 року міський голова Києва Леонід Черновецький заявив, що будівництво станції має бути законсервоване через можливий низький пасажиропотік, бо станція розташована на околиці міста, а «звірі на метро не їздять». Та згодом, коли на 25 травня 2008 року було призначено позачергові вибори міського голови, було вирішено відкрити напередодні дня виборів. Відкриття станції пристосували до Дня Києва 23 травня 2008 року. Наразі, це остання станція на зеленій лінії Київського метрополітену, після відкриття якої довжина гілки становить 23,8 км, де розміщується 18 відкритих станцій, 2 законсервовані станції та один заділ під станцію.

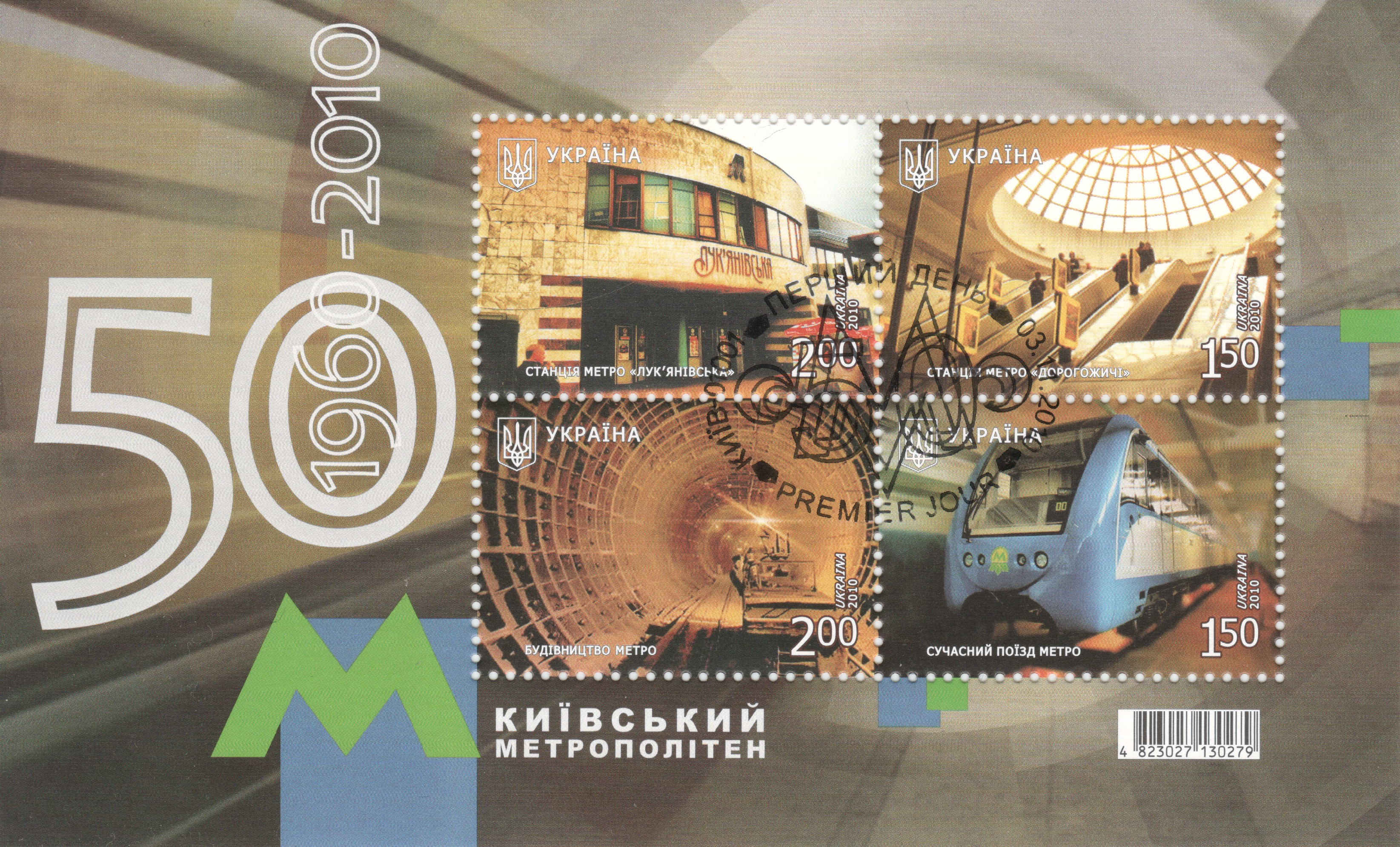
Марка Укрпошти до 50-річчя з дня відкриття Київського метрополітену (2010)

6 листопада 2010 року виповнилося 50 років від дня пуску першої черги Київського метрополітену. 15 грудня, в ювілейну річницю запрацювали три станції південно-західного радіуса Оболонсько-Теремківської лінії — «Деміївська», «Голосіївська», «Васильківська», будівництво яких через складні гідрогеологічні умови було призупинене у середині 1980-х років. Майже через рік, 27 грудня 2011 року, була відкрита ювілейна 50-та станція Київського метрополітену — «Виставковий центр», попри те, що проєктування та будівництво станції розпочалося лише в січні 2011. Історія Київського метрополітену не знає іншого випадку, коли б нову ділянку спорудили протягом року.
25 жовтня 2012 року відбулося відкриття станції «Іподром». Спочатку її планували відкрити у складі пускової дільниці «Виставковий центр» — «Теремки», але через брак фінансування та великий обсяг будівельних робіт, відкриття станції «Теремки» було перенесено на пізніший термін, а наявні кошти були направлені на добудову «Іподрому». Через те, що проєктом, за станцією не передбачено з'їзду, до відкриття станції «Теремки» у 2013 році між «Іподромом» та «Виставковим центром» було організовано човниковий рух поїздів по І колії. Відкриття станції «Іподром» восени 2012 року не в останню чергу було обумовлено політичними мотивами — на 28 жовтня 2012 року були призначені парламентські вибори.
Станцію «Теремки» було відкрито 6 листопада 2013 року, з нагоди Дня звільнення Києва від нацистів.
Надалі планується спорудження ескалаторного нахилу станції «Львівська брама» (планована дата відкриття — 2018 рік, однак станом на березень 2020 року будівництво не розпочиналося), а також розпочати будівництво четвертої гілки метро — Подільсько-Вигурівської.
З лютого 2019 р. розпочалось будівництво двох станцій на Виноградарі («Мостицька», та «Варшавська», як продовження третьої гілки метро за станцією «Сирець»), відкриття яких планується не раніше 2026 року.

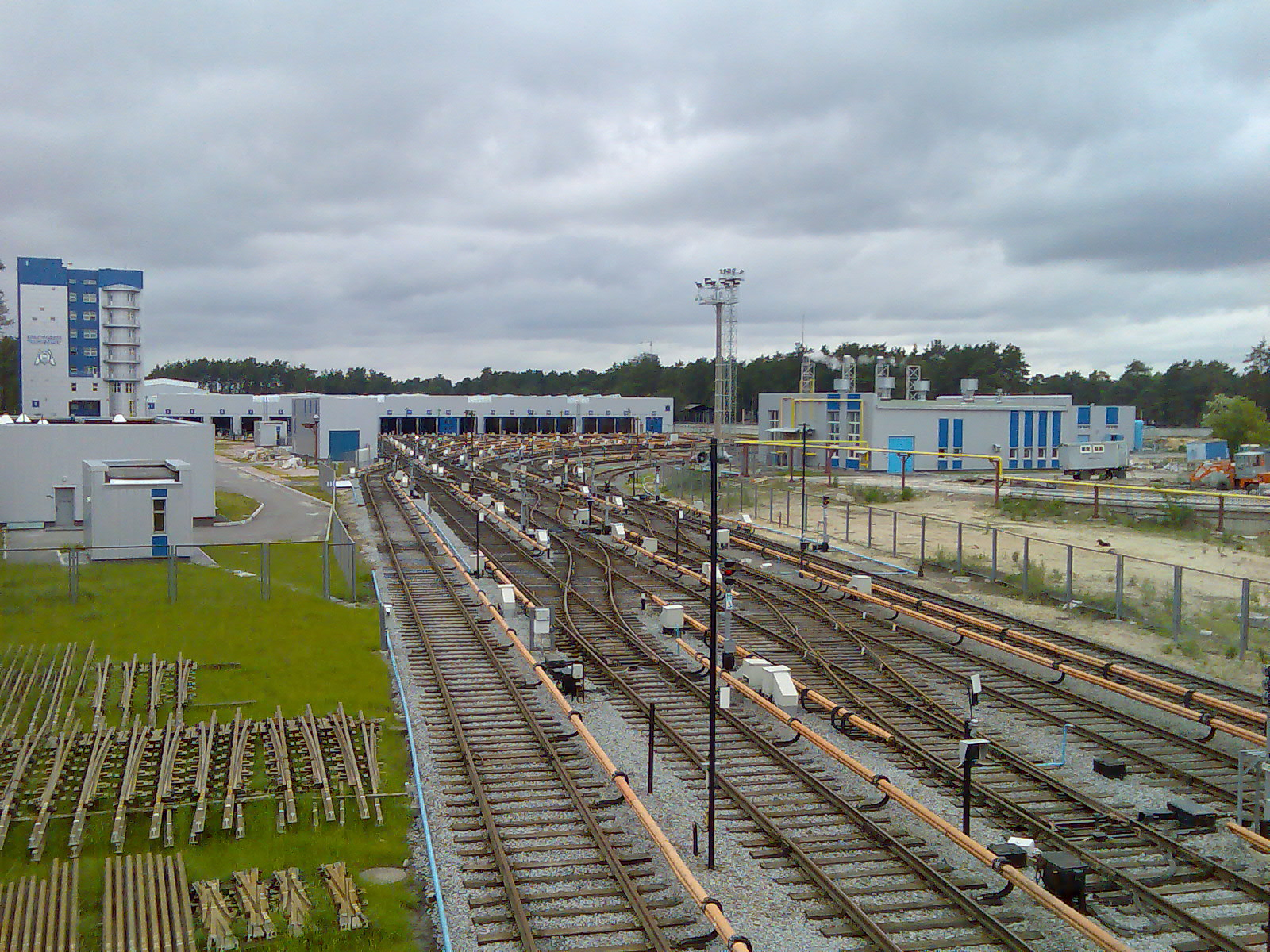
Депо «Харківське» (ТЧ3) (2007)
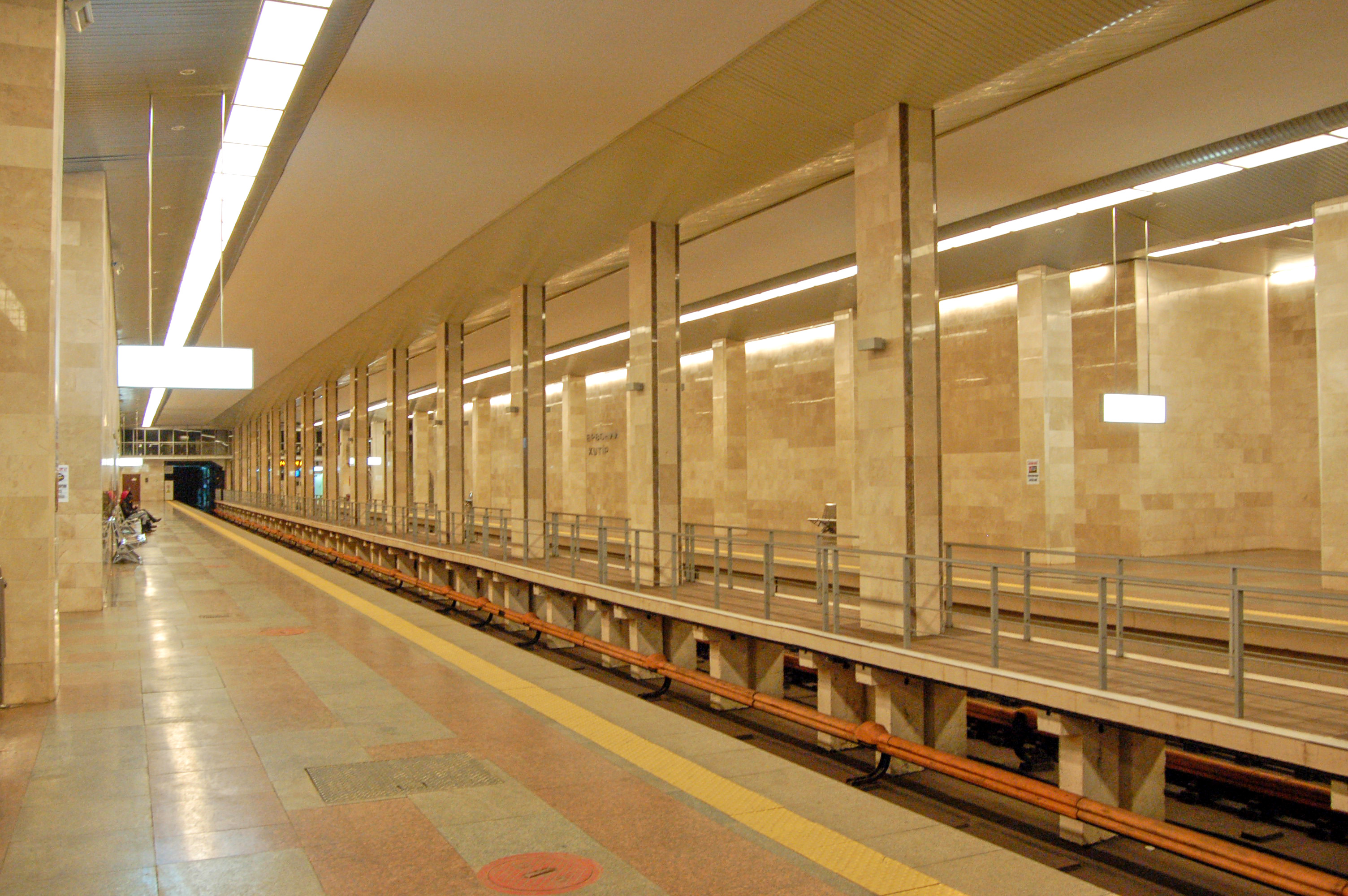
«Червоний хутір» (2008)
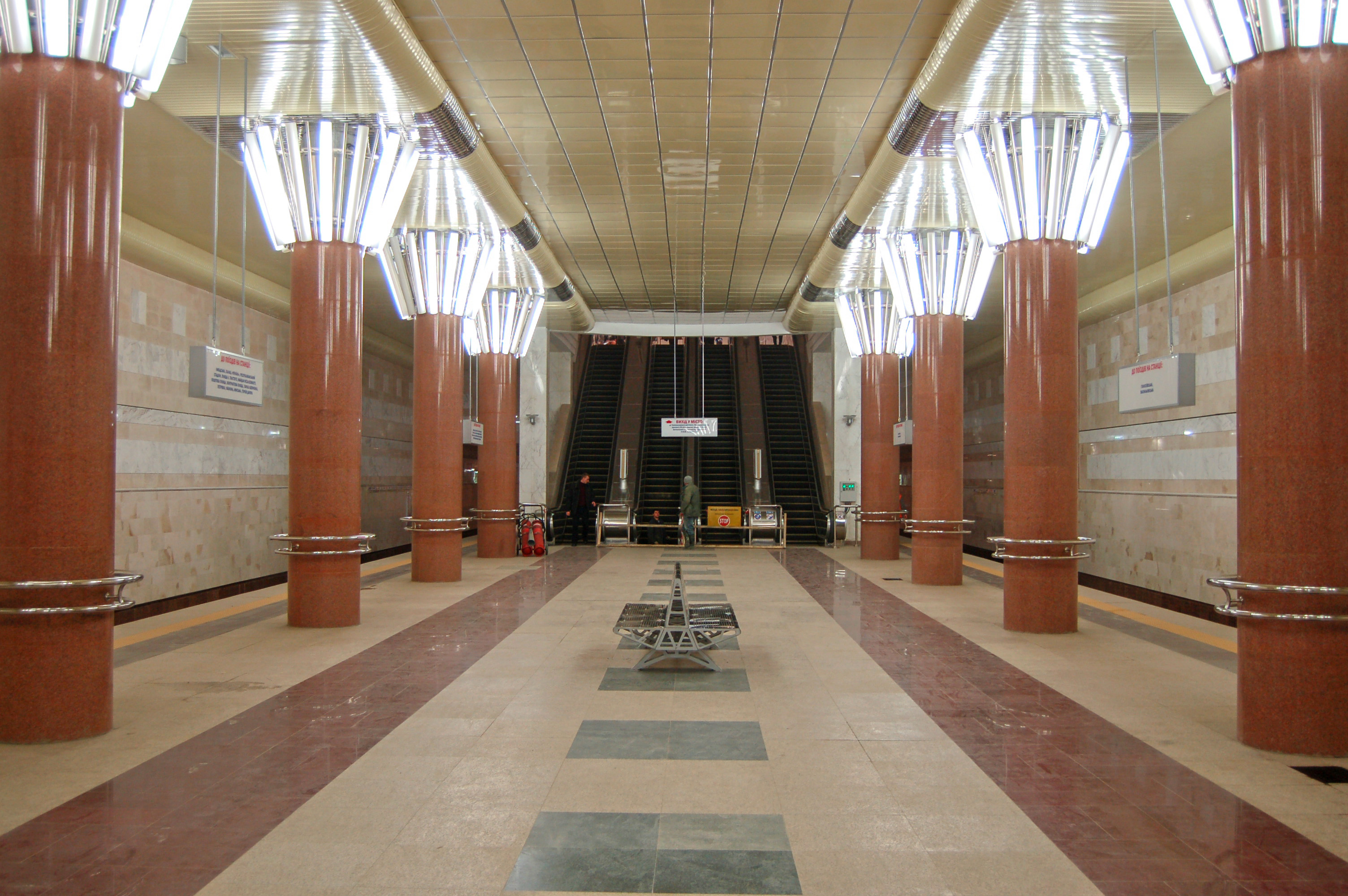
«Деміївська» (2010)
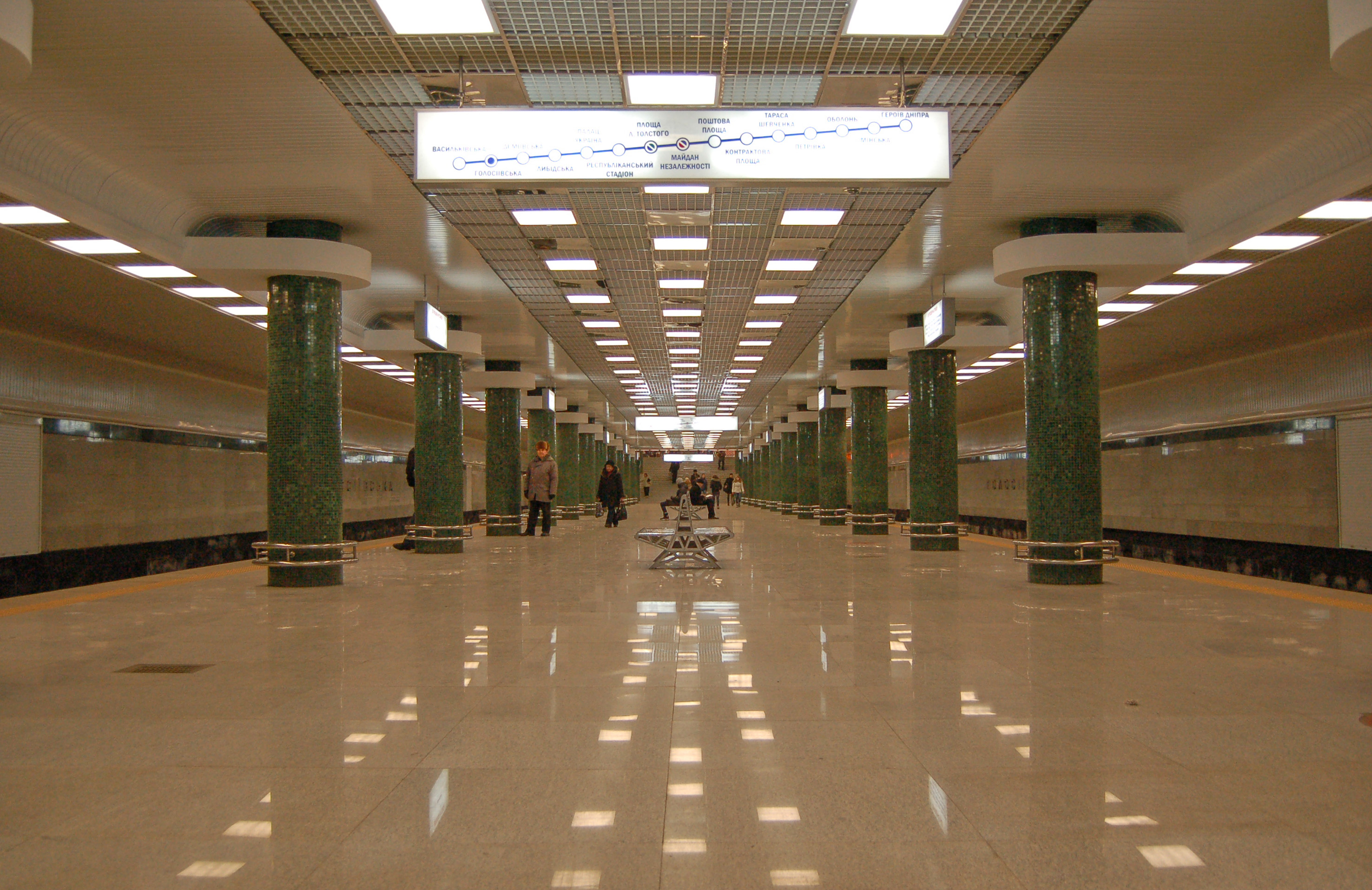
«Голосіївська» (2010)
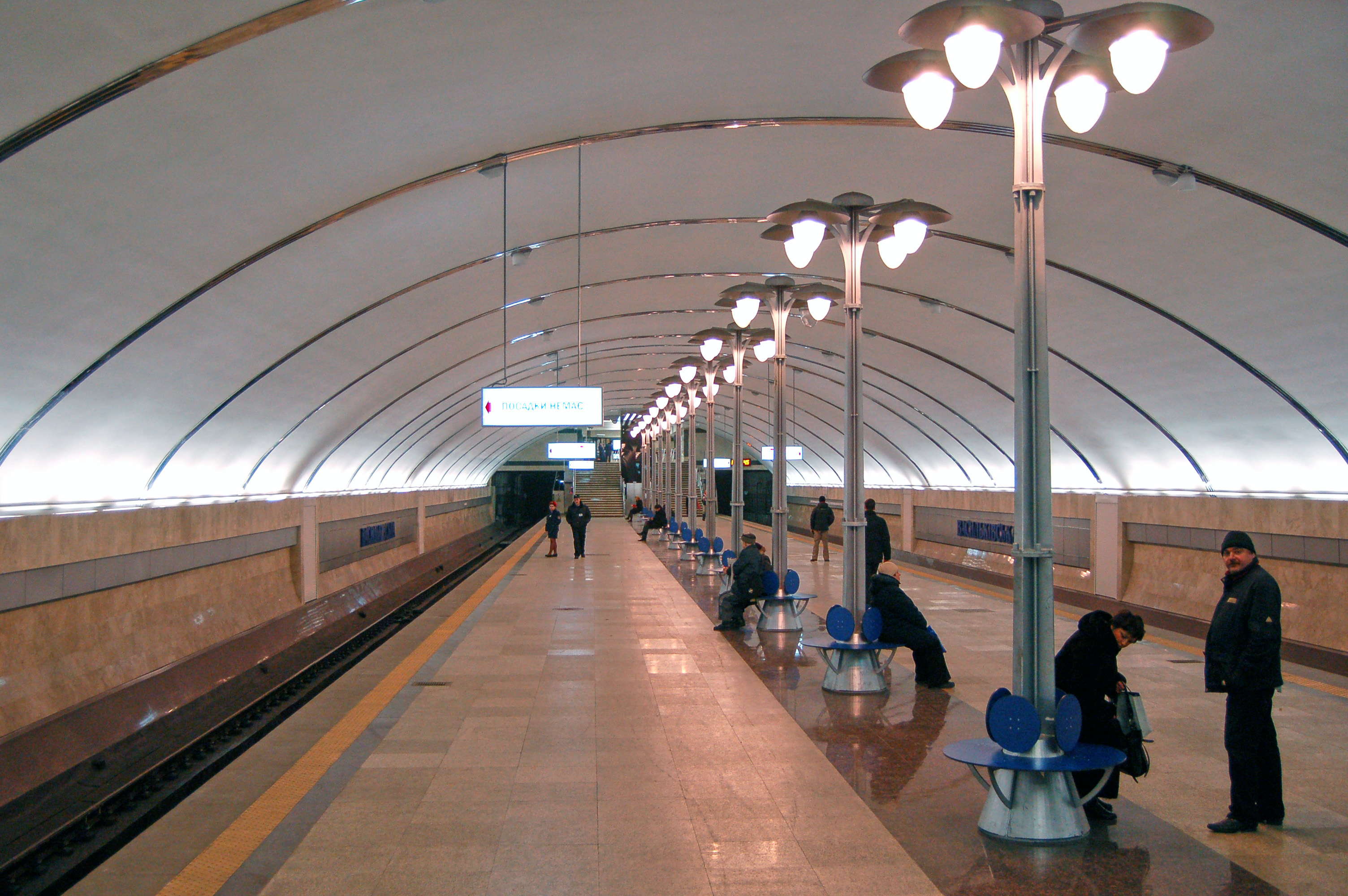
«Васильківська» (2010)
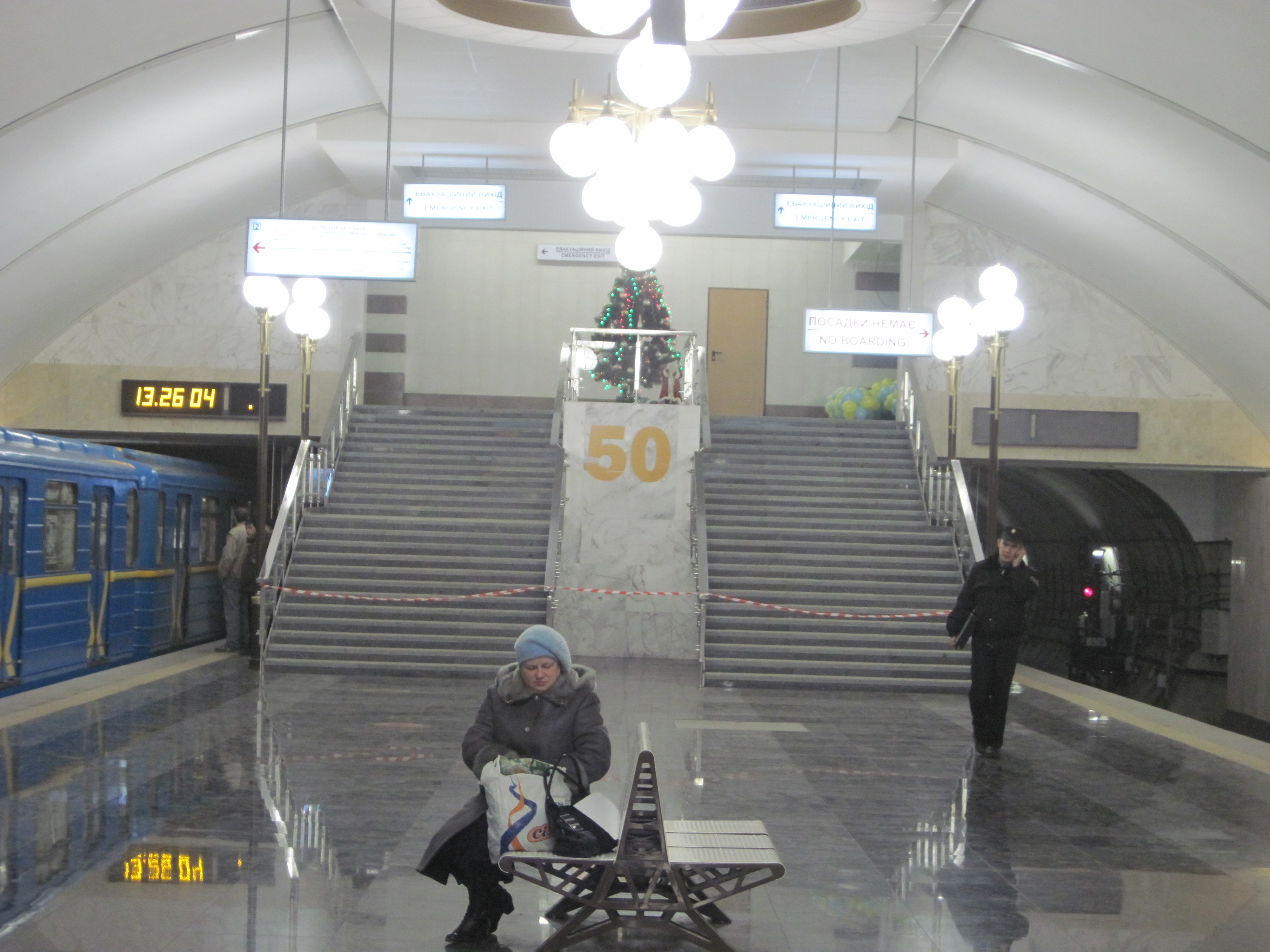
«Виставковий центр» (2011)
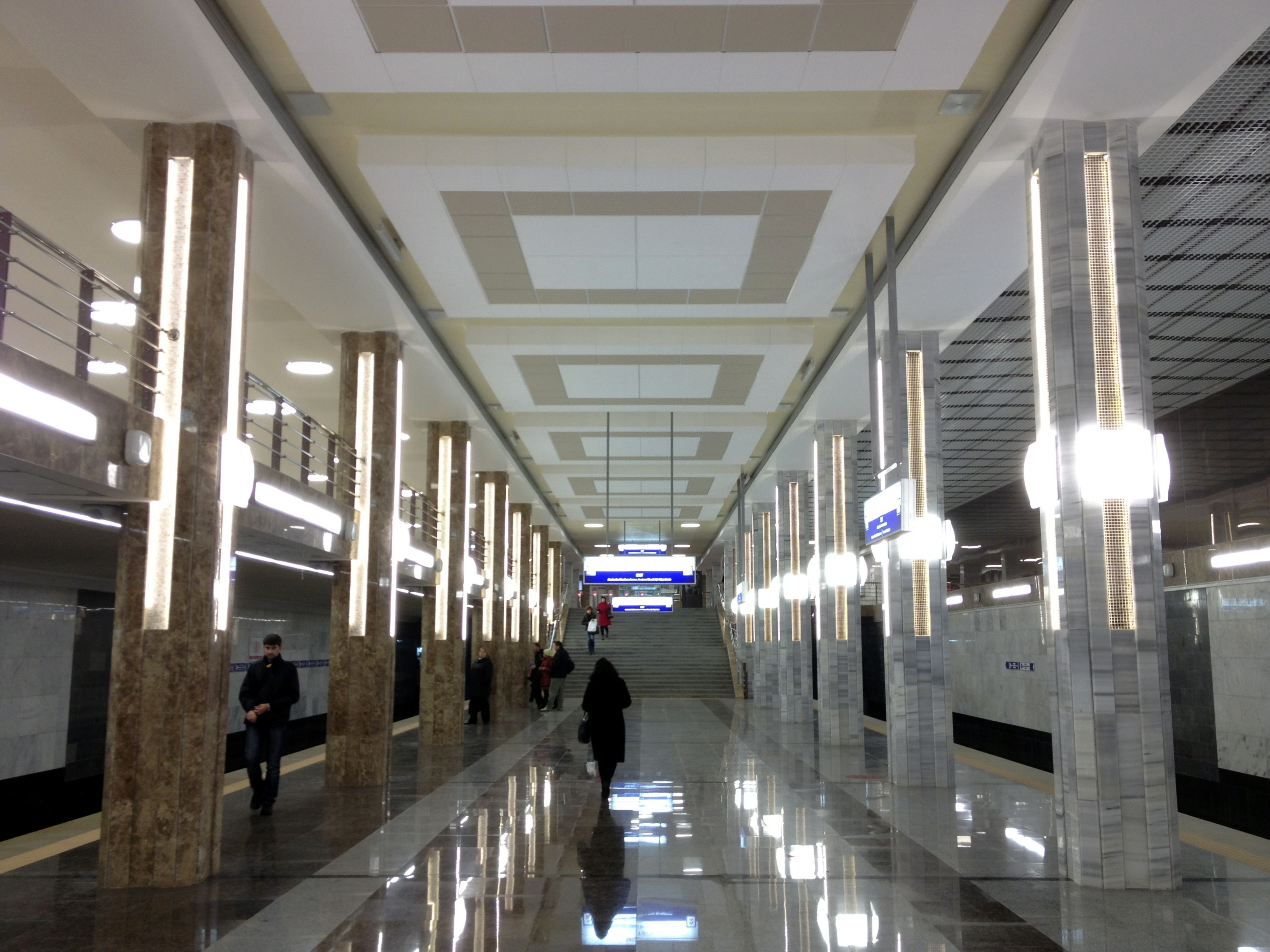
«Іподром» (2012)
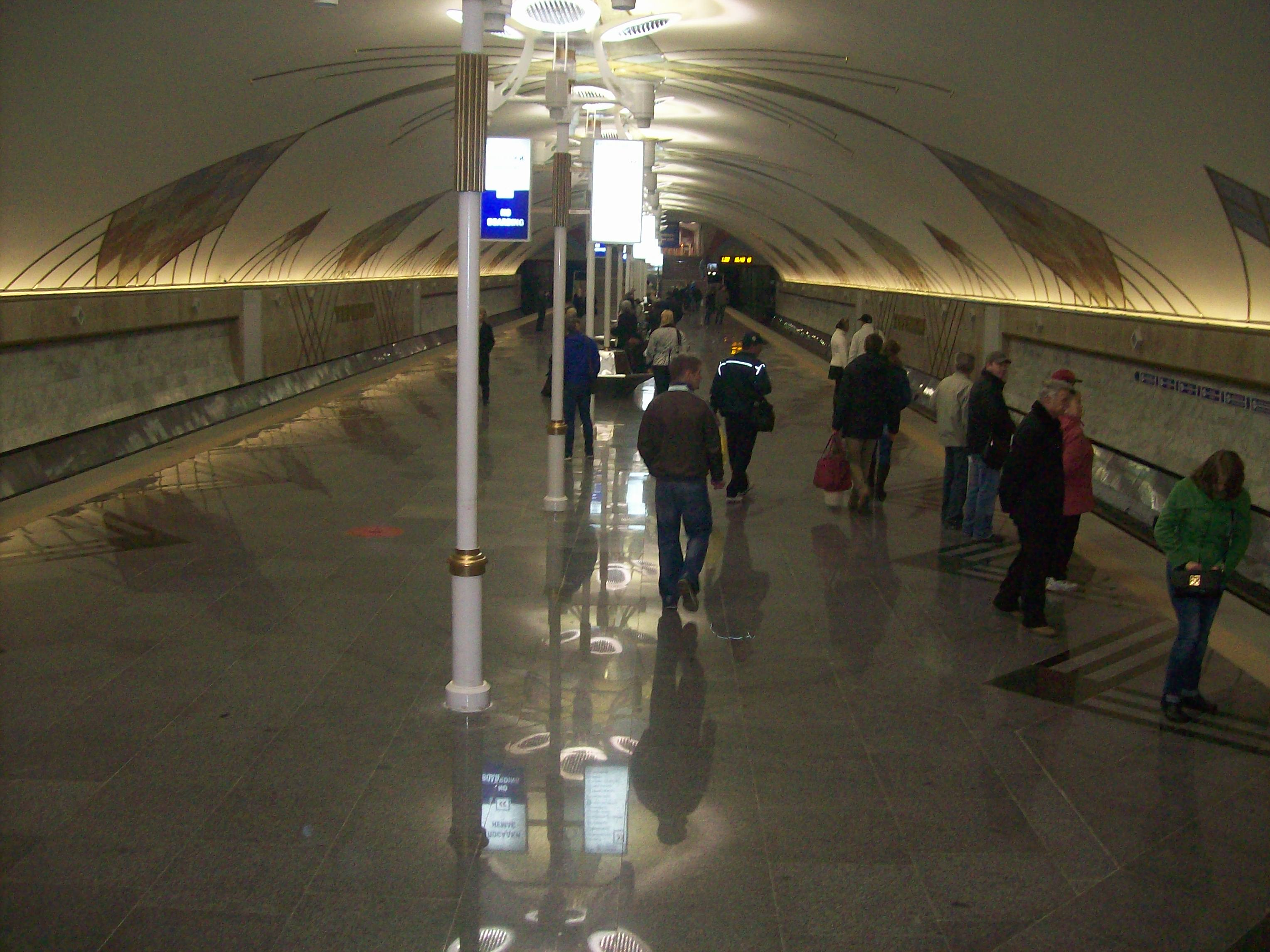
«Теремки» (2013)

### Мережа Wi-Fi
2015 у Київському метрополітені було розпочато роботи із впровадження мережі Wi-Fi. Станом на 2017 Wi-Fi працював на 12 станціях київського метрополітену, а саме:   «Олімпійська»,   «Площа Українських Героїв»,   «Майдан Незалежності»,   «Хрещатик»,   Театральна,   «Університет»,   «Золоті ворота»,   «Кловська»,   «Палац спорту»,   «Арсенальна»,   «Лук'янівська»,   «Дніпро», а також у 7 тунелях і в понад 130 вагонах метрополітену.

### Призупинення роботи
18–20 лютого 2014 року, під час подій Євромайдану вперше за усі роки роботи, метрополітен призупинив роботу за дорученням голови КМДА Володимира Макеєнка під приводом «загрози терористичних актів у місті».
Під час пандемії коронавірусу метрополітен не працював більше двох місяців — з 18 березня 2020 по 25 травня 2020 року. З 5 квітня по 1 травня 2021 користування метрополітеном дозволялось лише власникам спеціальних перепусток.
З початком російського вторгнення метрополітен частково призупиняв роботу, а підземні станції працювали як укриття. Вже 24 лютого на Святошинсько-Броварській лінії поїзди курсували лише до станції «Шулявська». 26 лютого о 17:00 в Києві вперше було оголошено комендантську годину тривалістю півтори доби, під час якої громадський транспорт повністю припинив роботу, а з 28 лютого роботу метрополітену було відновлено лише на ділянках «Шулявська» — «Університет», «Сирець» — «Видубичі» (за винятком станцій «Золоті Ворота», «Палац Спорту» та «Кловська»), «Славутич» — «Червоний Хутір» та «Героїв Дніпра» — «Теремки» (за винятком станцій «Майдан Незалежності» та «Площа Українських Героїв»). Інтервал руху становив близько 60 хвилин. Відтак було унеможливлено сполучення між лівим і правим берегом, а також пересадки між лініями. Лише 4 квітня було відновлено сполучення через Південний міст, а 21 квітня — рух Святошинсько-Броварської гілки метро на лівий берег, проте наземні ділянки метро призупиняють роботу на час повітряної тривоги.
16 грудня 2022 у зв'язку із пошкодженням під час обстрілів енергетичної системи та аварійними відключеннями електроенергії поїзди метрополітену з обіду до кінця дня не курсували.
8 грудня 2023 року було повідомлено про тріщини в тунелі між станціями «Либідська» та «Деміївська», з яких в тунелі потрапляє вода з піском. Закриття спочатку було оголошене з 9 грудня. Пошкодження виявилось настільки критичним, що вже 8 грудня після ранкового піку було ухвалене рішення закрити на ремонт частину Оболонсько-Теремківської лінії на південь від станції «Либідська», орієнтовно на пів року. На час ремонту було запущено автобусний маршрут, який дублює закриту ділянку цієї лінії метрополітену, а також що станції на цій ділянці продовжуватимуть функціонувати як бомбосховища.
13 грудня 2023 року по непошкодженій ділянці між станціями «Теремки» та «Деміївська» було запущено човниковий рух потягів. Вздовж непрацюючої ділянки між «Деміївською» та «Либідською» було додано ще один автобусний маршрут.
17 грудня 2023 року в ЗМІ поширилася інформація, що недалеко від станції метро «Деміївська» наявне просідання ґрунту. За ділянкою, де помітили просідання встановили постійний нагляд.
30 серпня 2024 року між станціями метро «Либідська» та «Деміївська» пройшов перший пробний поїзд для перевірки колій та безпекових систем.

### Хронологія будівництва

Анімована схема розвитку Київського метрополітену

- 1949–1960 — Будівництво Київського метрополітену.
- 1960 — Ділянка «Вокзальна», «Університет», «Хрещатик», «Арсенальна», «Дніпро» (5 станцій)
- 1963 — Ділянка «Вокзальна» — «Шулявська» (2 станції); 2-й вихід на станції «Хрещатик»
- 1965 — Ділянка «Дніпро» — «Дарниця» (3 станції), міст через Дніпро, депо «Дарниця»
- 1968 — Ділянка «Дарниця» — «Чернігівська» (1 станція)
- 1971 — Ділянка «Шулявська» — «Святошин» (3 станції)
- 1976 — Ділянка «Майдан Незалежності» — «Контрактова площа» (3 станції)
- 1979 — Ділянка «Чернігівська» — «Лісова» (1 станція)
- 1980 — Ділянка «Контрактова площа» — «Оболонь» (3 станції)
- 1981 — Ділянка «Майдан Незалежності» — «Олімпійська» (2 станції)
- 1982 — Ділянка «Оболонь» — «Героїв Дніпра» (2 станції)
- 1984 — Ділянка «Олімпійська» — «Либідська» (2 станції)
- 1985 — Завод з ремонту рухомого складу ОМ-2
- 1986 — 2-й перехід «Хрещатик» — «Майдан Незалежності»
- 1986 — Реконструкція колійного розгалуження станції «Дарниця»
- 1987 — 2-й вихід на станції «Гідропарк»
- 1987 — Ділянка «Університет» — «Театральна» — «Хрещатик» (1 станція)
- 1988 — Депо «Оболонь»
- 1989 — Ділянка «Золоті ворота» — «Кловська» (3 станції)
- 1991 — Ділянка «Кловська» — «Видубичі» (2 станції), міст через Дніпро
- 1992 — Ділянка «Видубичі» — «Осокорки»(2 станції)
- 1994 — Ділянка «Осокорки» — «Харківська» (2 станції)
- 1996 — Ділянка «Золоті ворота» — «Лук'янівська» (1 станція)
- 1997 — Станція «Печерська» (1 станція)
- 2000 — Ділянка «Лук'янівська» — «Дорогожичі» (1 станція)
- 2003 — Ділянка «Святошин» — «Академмістечко» (2 станції)
- 2004 — Ділянка «Дорогожичі» — «Сирець» (1 станція)
- 2005 — Ділянка «Харківська» — «Бориспільська» (1 станція), другий вихід на станції «Лісова»
- 2006 — Станція «Вирлиця» (1 станція),  другий вихід на станції «Дарниця»
- 2008 — Ділянка «Бориспільська» — «Червоний хутір» (1 станція), депо «Червоний хутір»
- 2010 — Ділянка «Либідська» — «Васильківська» (3 станції)
- 2011 — Ділянка «Васильківська» — «Виставковий центр» (1 станція)
- 2012 — Ділянка «Виставковий центр» — «Іподром» (1 станція)[83]
- 2013 — Ділянка «Іподром» — «Теремки» (1 станція)

#### Будуються
- 2027 — Ділянка «Сирець» — «Варшавська» (2 станції)

### Мова оголошень
Існує версія, начебто в 1960-х роках Ївга Кузнецова, лаборантка Київського університету, домоглася, аби в столиці України робили оголошення в метро тільки українською мовою.
Але в першій половині 1980-х станції в київському метро вже оголошували тільки російською мовою. Причому, до лютого 1984 року при відправленні потягу замість «Осторожно, двери закрываются» лунала фраза «Двери закрываются», а вигляду «Осторожно, двери закрываются» вона набула лише у лютому 1984 року. По прибутті потягу на кінцеву станцію завершальною була фраза: «Поезд дальше не идёт. Освободите, пожалуйста, вагоны».
Такий мовний режим залишався незмінним по листопад 1987 року. Відтоді й по липень 1990 року, коли було ухвалено Декларацію про суверенітет України (16 липня), оголошення було двомовним: прибуття потягу на станцію оголошували українською мовою, а відправлення — російською. Від серпня 1990 року станції почали оголошувати тільки українською мовою.
З травня 2012 року оголошення станцій у київському метро дублюють англійською мовою.

### Голос оголошень
З 1986 року голосом метро став Микола Петренко.
У 2015 році у київського метрополітену з'явився англійський голос Ентоні Нокс.
З 2017 року по сьогодення оголошує станції українською та англійською Юрій Гребельник. 

#### Часи СРСР
Послугами Київського метрополітену у перший тиждень після відкриття могли скористатися лише ті громадяни, які отримали спеціальні перепустки. Регулярний рух поїздів розпочався 12 листопада 1960 року. З цього дня всі охочі могли проїхати, купивши квиток вартістю 50 копійок. Після грошової реформи 1961 року та десятикратної деномінації з 1 січня 1961 року вартість проїзду стала 5 копійок і такий тариф протримався понад 30 років, аж до 13 квітня 1991 року. Спочатку для оплати проїзду в метро використовувалися талони. Контролери у касовому залі загашували талони шляхом відривання нижньої частини, а іншу частину віддавали пасажирові. Однак така система була недосконалою, у години-пік подекуди з'являлися черги. Перші автоматичні контрольні пункти, які приймали монети 5 копійок, вперше у Києві були введені в експлуатацію на станції «Університет» 12 вересня 1961 року. Талони також лишилися у використанні. 2 квітня 1991 року вартість проїзду зросла в три рази і частина турнікетів була перероблена на приймання 15-копійкової монети, а частина — трьох п'ятаків.
У 1992 році Україна ввела в обіг власну валюту, почалась гіперінфляція, через що ціни на проїзд часто змінювались. Турнікети перестали приймати монети як оплату проїзду і прохід через них тимчасово був закритий. Для одноразових поїздок використовувались паперові квитки. Перші з яких коштували 50 копійок, а останні — 10 000 карбованців. 

#### Оплата за допомогою жетонів
1 жовтня 1992 року в обіг були введені металеві жетони. Відтоді вже не було потреби кардинально переробляти турнікети при зміні тарифу, просто жетони продавали за новою ціною. Однак оскільки пасажири завбачливо запасалися жетонами, щоб використовувати їх за нового тарифу, в метрополітені вирішили міняти і жетони. Так 5 червня 1993 року були введені металеві жетони меншого розміру, а 20 квітня 1994 року їх замінили пластмасовими блакитного кольору, що мали нижчу собівартість.
На місяць продавався проїзний на пред'явника, для студентів проїзних не було. З листопада 1993 року був введений проїзний з магнітною картонною карткою на один місяць, тому частина турнікетів стали працювати з магнітними картками. З червня 1995 року картонну картку замінили пластиковою. За 1993 рік тариф виріс з 5 до 100 карбованців, за 1994 рік — зі 100 до 1500 карбованців, за 1995 рік — з 1500 до 10 000 карбованців.
У 1996 році вартість проїзду піднялася до 20 000 карбованців. Після грошової реформи 1996 року вартість проїзду склала 0,20 ₴. У грудні 1996 року тариф на проїзд підняли до 30 копійок, він протримався до 2000 року. З жовтня 1997 року почали випускатись студентські проїзні квитки на метро, вартістю вдвічі нижчою від звичайного.
19 березня 2000 року ціна на проїзд була збільшена до 0,50 ₴ і введені нові пластмасові жетони зеленого кольору. З 1 липня 2000 року випущений учнівський проїзний на метро вартістю 7,00 ₴. Проїзний являв собою пластикову картку без магнітної смужки і пред'являвся на контрольному пункті.
4 листопада 2008 року вартість проїзду збільшена до 2,00 ₴, а зелені жетони замінено блакитними, які діяли до 2000 року. З лютого 2009 року тариф на проїзд було знижено до 1 гривні 70 копійок, а з 6 вересня 2010 року — знову 2,00 ₴, але блакитні жетони, що були куплені до подорожчання, продовжували використовуватись. 7 лютого 2015 року вартість проїзду була збільшена до 4,00 ₴ за одну поїздку, в обіг було повернено зелені жетони. 15 липня 2017 року вартість була збільшена до 5,00 ₴
14 липня 2018 року вартість проїзду піднято до 8,00 ₴. Це рішення зібрало під стінами КМДА протестний мітинг чисельністю близько 500 осіб.

#### Перехід до електронних засобів оплати
Починаючи з 2017 року КП «Київський метрополітен» почало готуватися до скасування жетонів. Остаточно ця ідея була втілена 1 липня 2020 року, коли київський метрополітен припинив приймати жетони як засіб оплати. Натомість для сплати проїзду було впроваджено картки Київ Цифровий (раніше відома під назвою Kyiv Smart Card), можливість сплачувати мобілками чи банківськими картками, що підтримують PayPass, мобільний додаток Київ Цифровий та одноразові квитки з QR-кодом. В впровадження електронного квитка містом було інвестовано 440 млн ₴.
Відмова від жетонів викликала незадоволення киян: було створено декілька петицій на сайті Київради. Причиною незадоволення стало повільне зчитування валідаторами метро інформації з карти, а також періодичні збої в роботі електронної системи, внаслідок чого біля входу до станцій метро утворюються великі черги пасажирів. Проблеми погіршились після встановлення на деяких станціях нових турнікетів, які зчитують транспортну карту з великою затримкою.
Із 1 квітня 2020 року громадський транспорт Києва, в тому числі й метрополітен, перейшов на електронний квиток. Аби здійснити разову поїздку в метро, автобусі, трамваї, тролейбусі, фунікулері або міській електричці, необхідно придбати QR-квиток. Термін дії QR-квитка — 15 діб. Одноразовий QR-квиток можна використовувати у роздрукованому вигляді або в електронному (на екрані смартфону).
З 1 липня 2020 QR-квитки можна було придбати в касах метрополітену, а в лютому 2022 року Київський метрополітен перейшов на автоматизовану систему оплати проїзду.
Із 24 лютого 2022, від початку повномасштабного вторгнення Росії, до 16 травня громадський транспорт у Києві, в тому числі метрополітен, працював безоплатно. 16 травня у Києві відновили електронну оплату за проїзд у комунальному громадському транспорті: як у метро, так і у наземному. Сплачувати за проїзд пасажири можуть транспортними картками, через платіжні додатки та мобільний додаток «Київ цифровий».
У вересні 2022 в метро в тестовому режимі запрацювала система оплати проїзду банківськими картками, а з 15 жовтня вона запрацювала в усіх видах громадського транспорту.

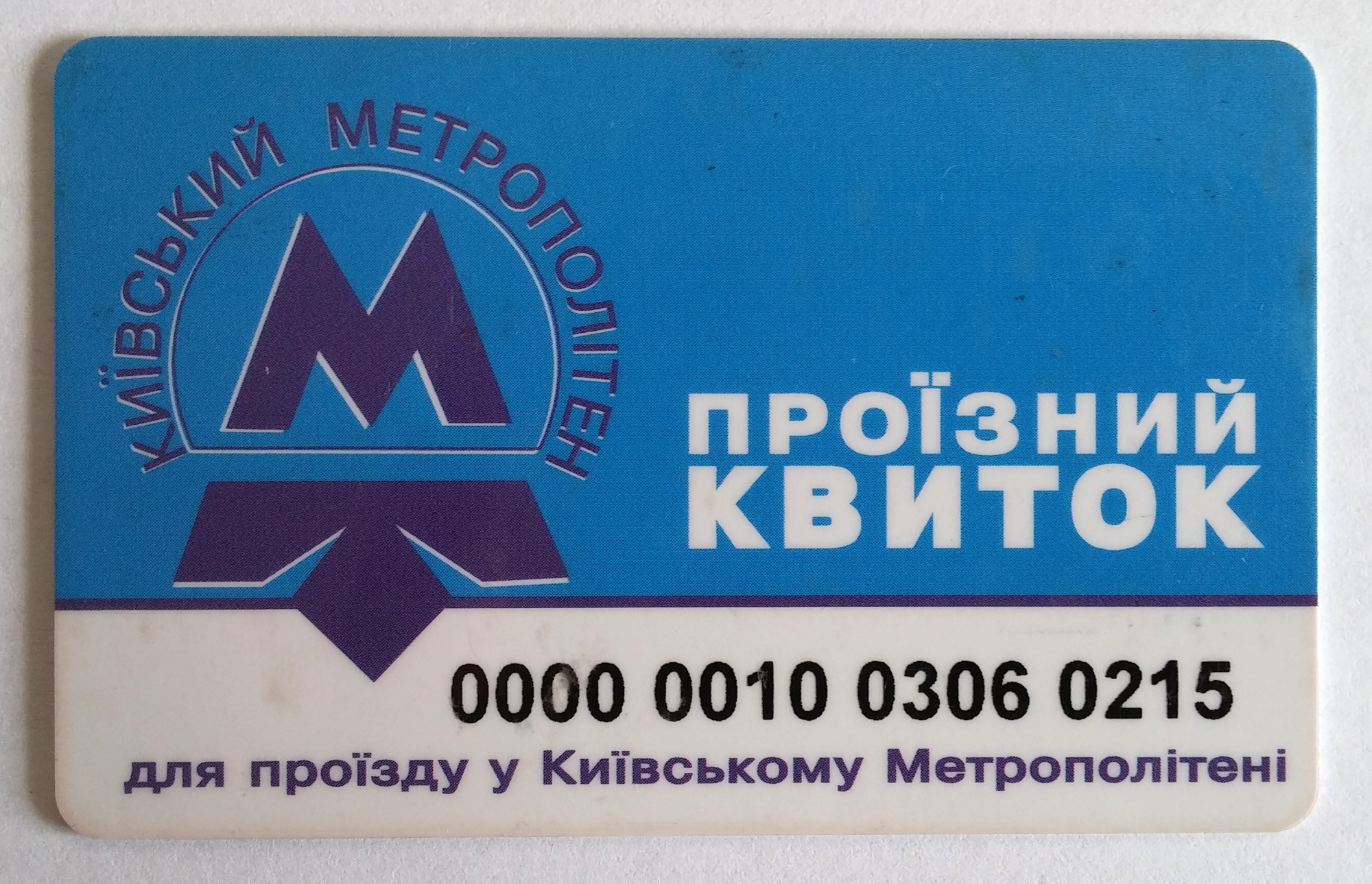
Безконтактна картка, введена 1 грудня 2005 року
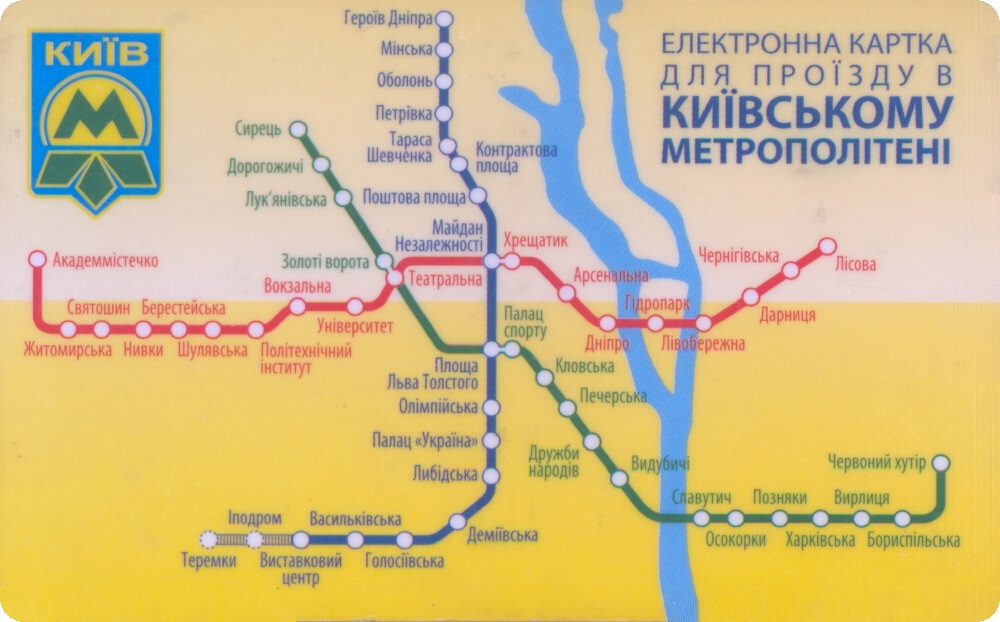
Картка для оплати проїзду 2012 року
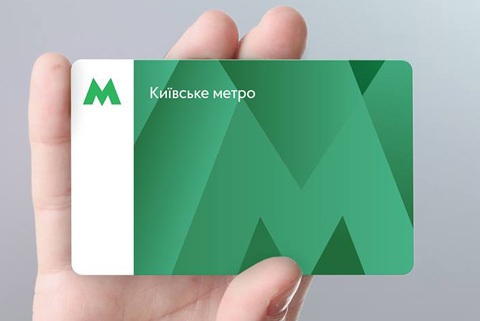
Безконтактна картка київського метро з 2015 року
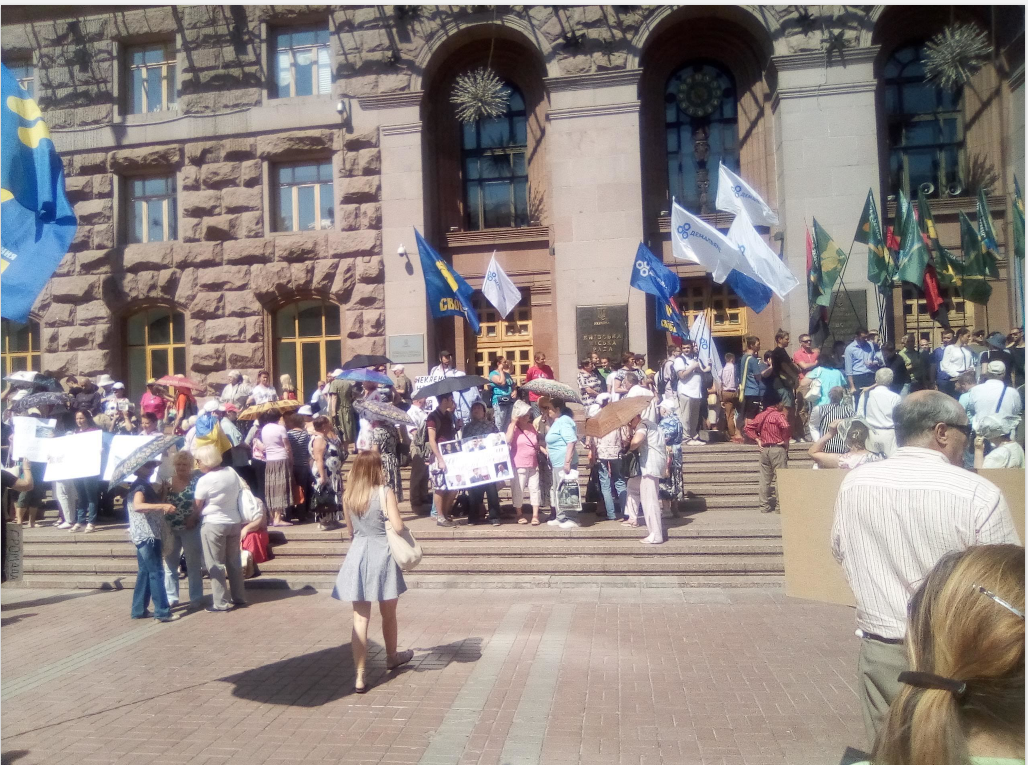
Мітинг проти підвищення вартості проїзду, Київ, 12 липня 2018
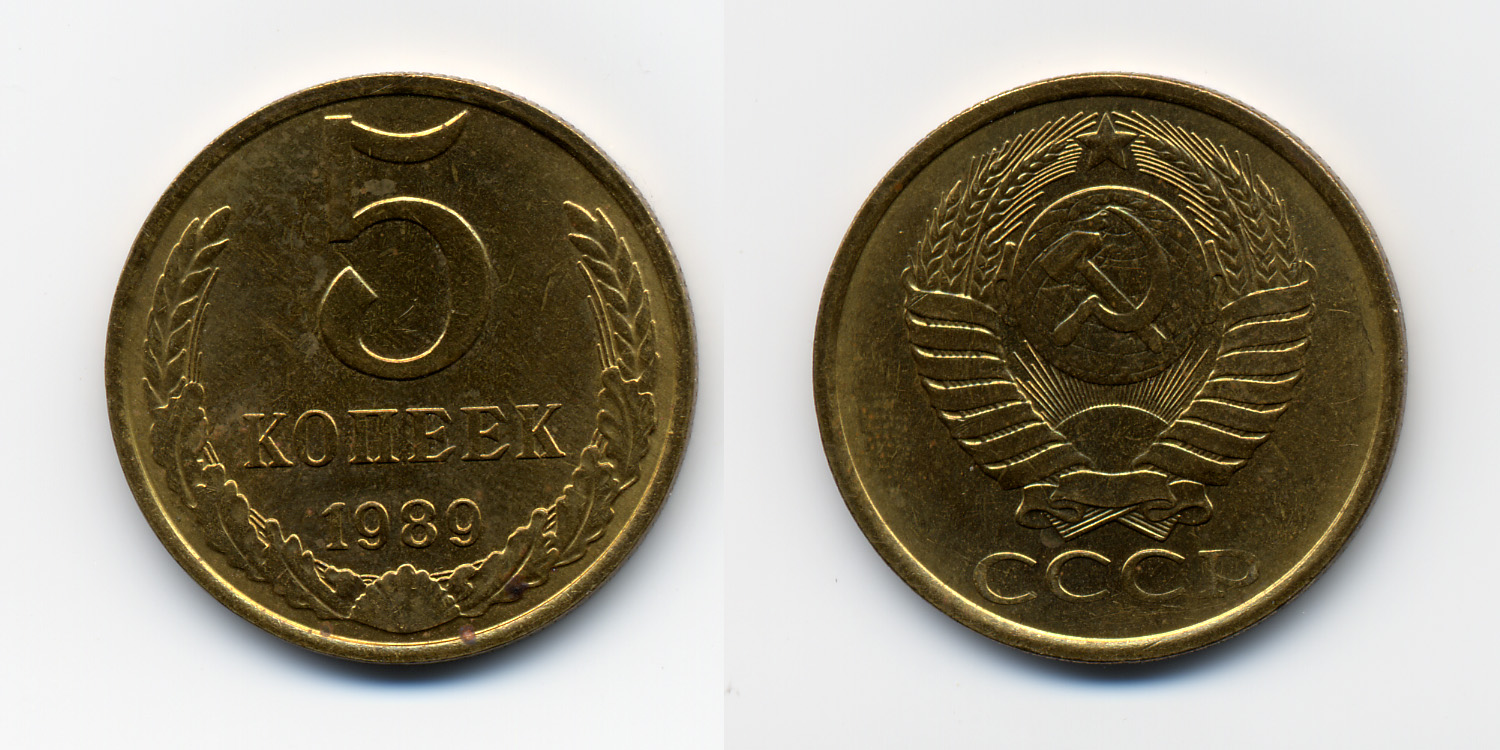
Радянські 5 копійок, що використовувались замість жетонів з 12 вересня 1961 по 14 квітня 1991 року
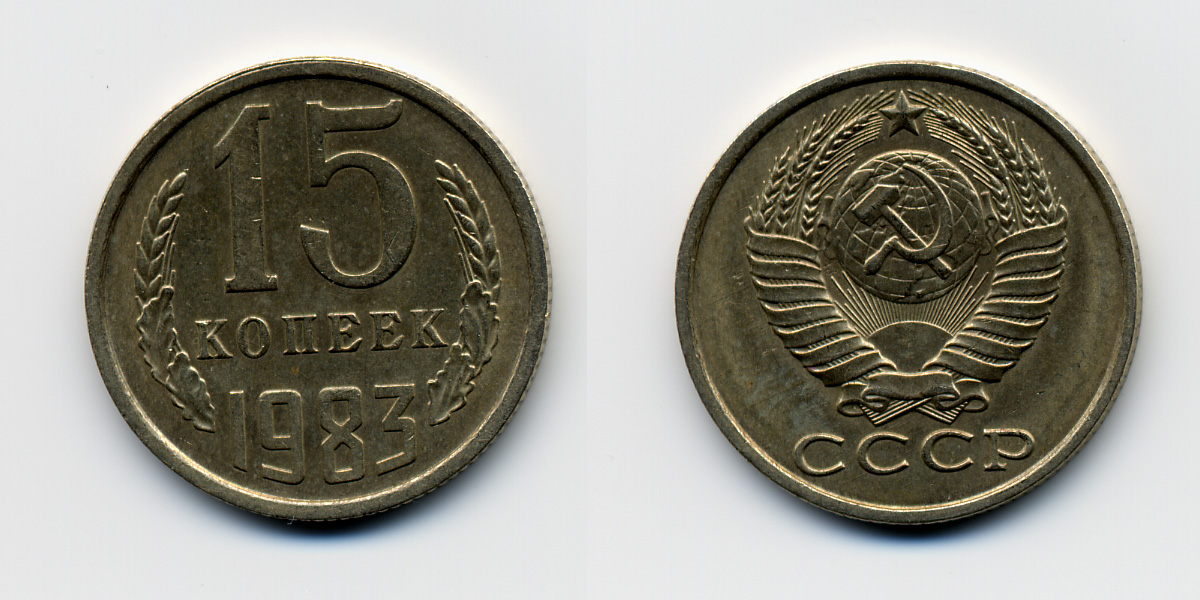
Радянські 15 копійок, що використовувались замість жетонів з 14 квітня 1991 по 1 січня 1992 року
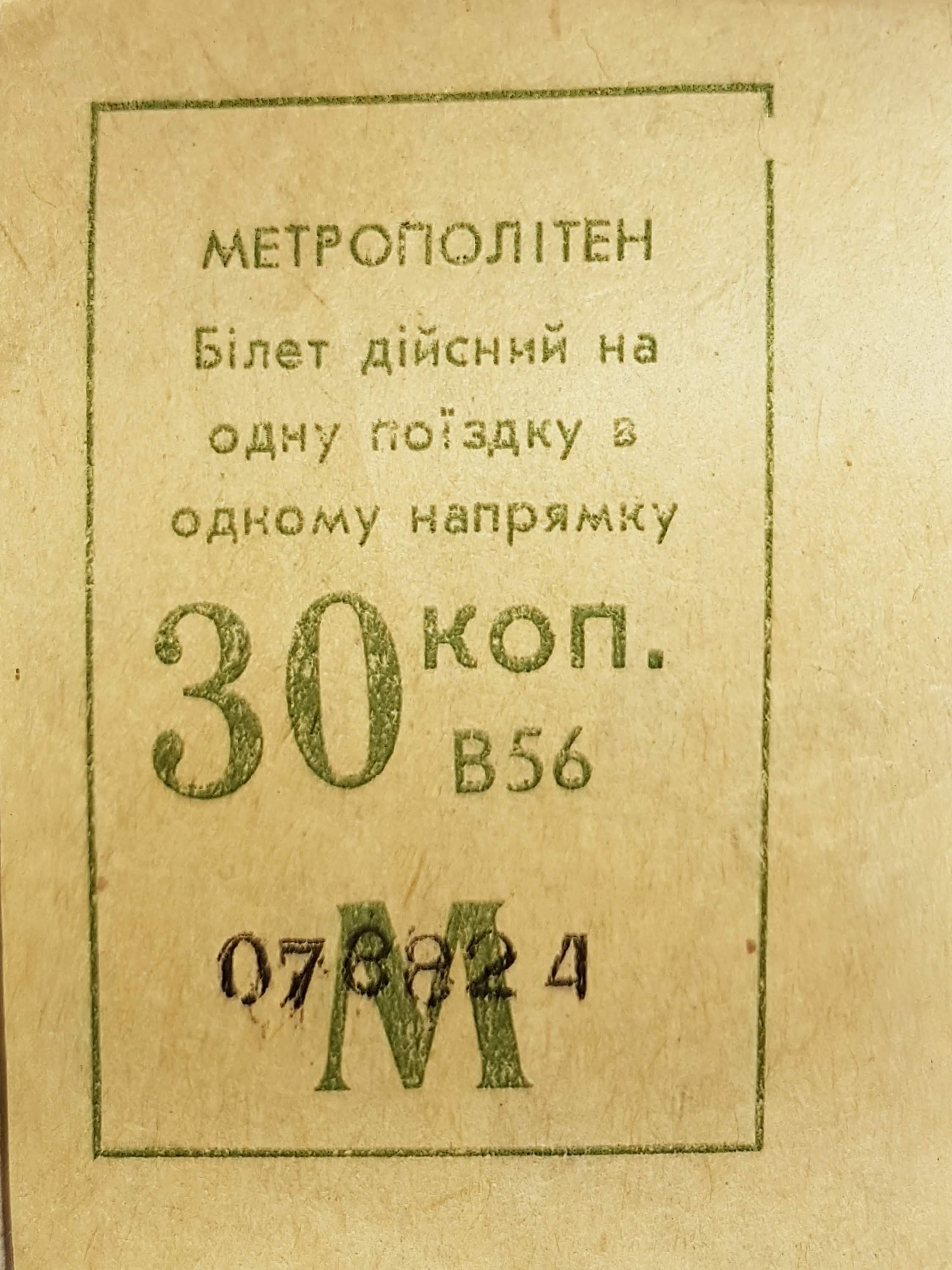
Квиток на проїзд, лютий 1992 року
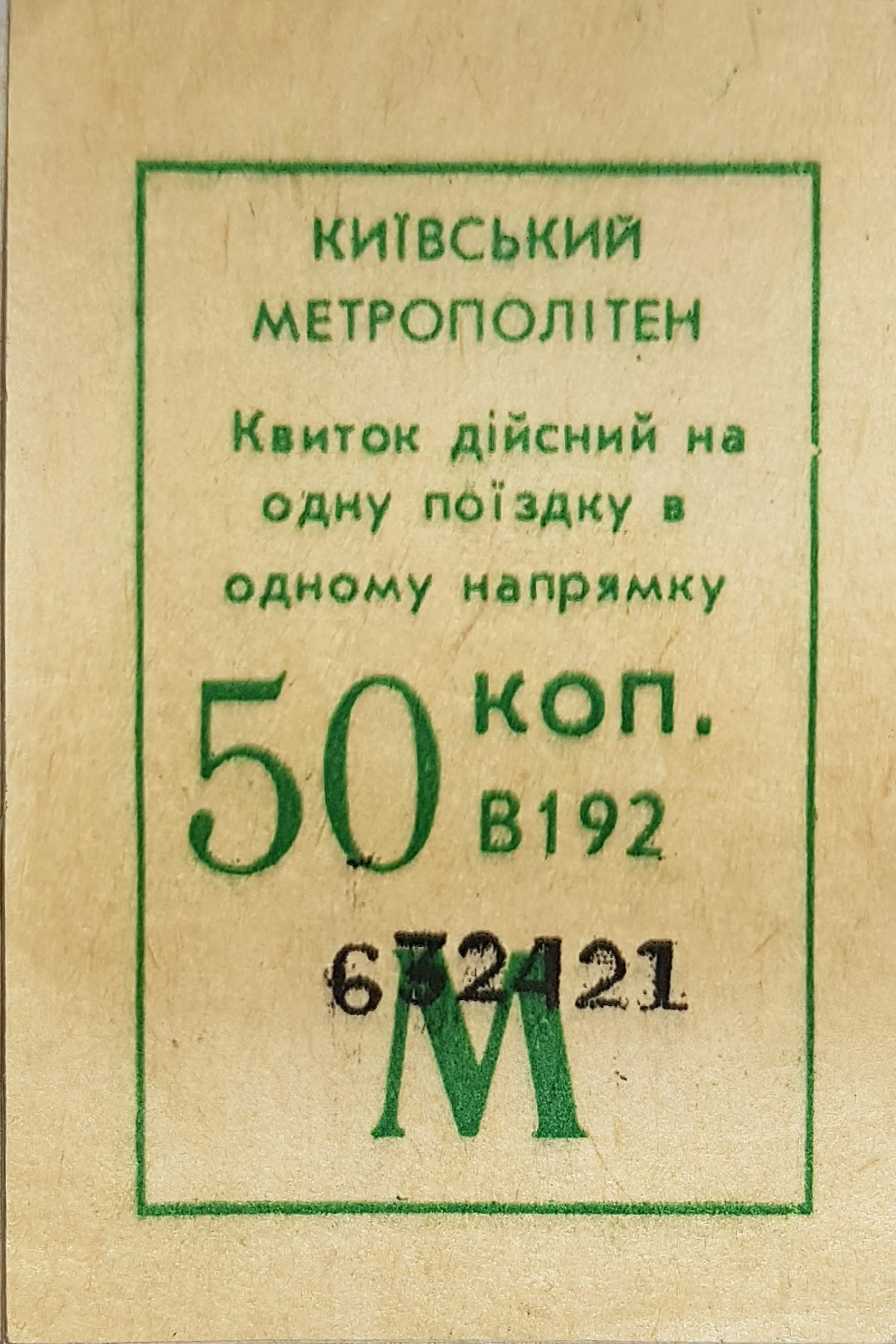
Квиток на проїзд, травень 1992 року
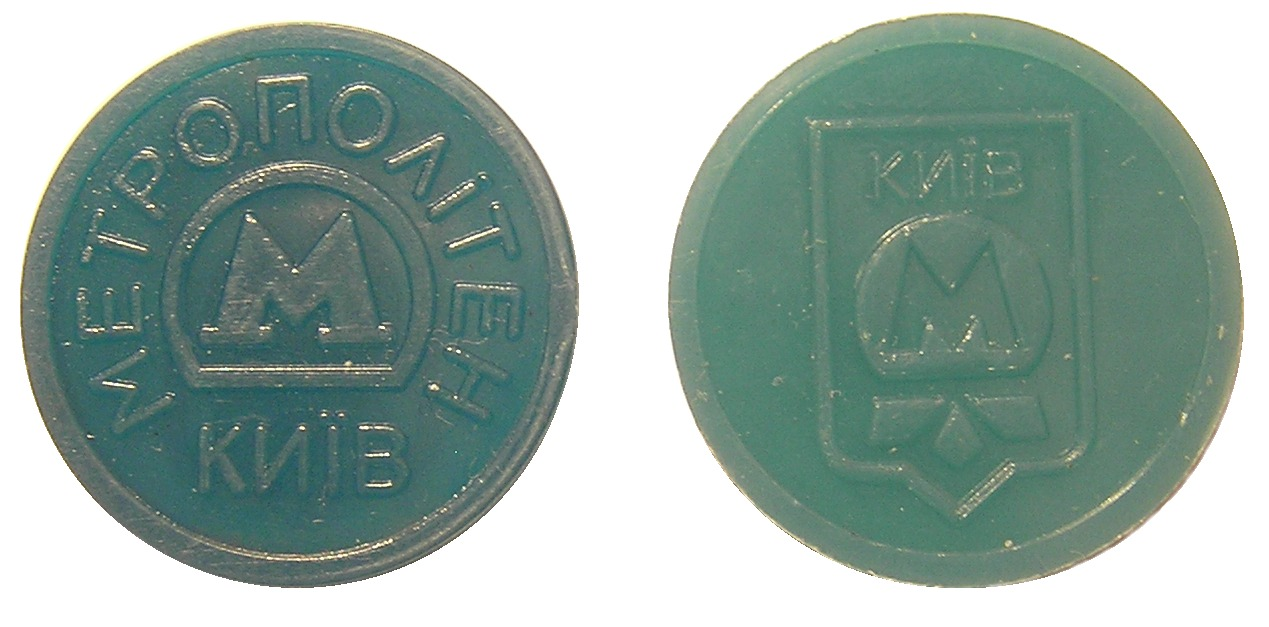
Зелені пластикові жетони
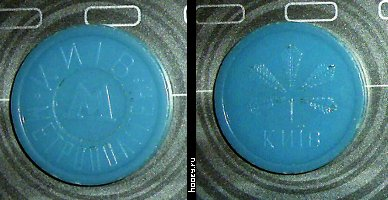
Блакитні пластикові жетони
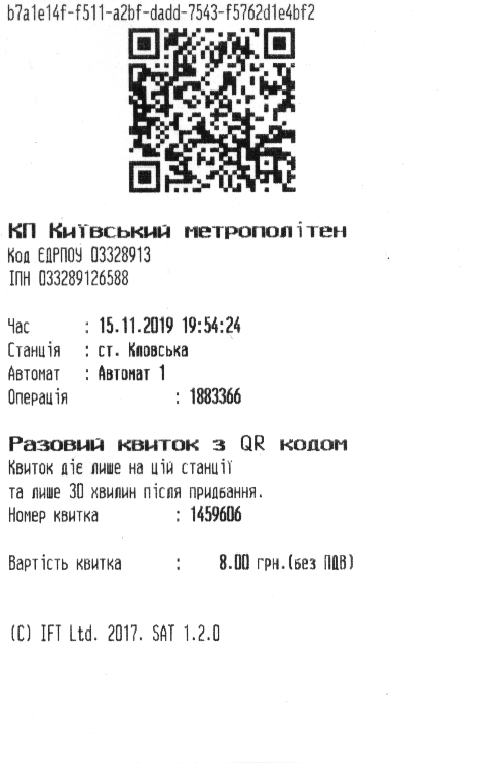
Разовий паперовий квиток (наразі продається лише на Кловській)
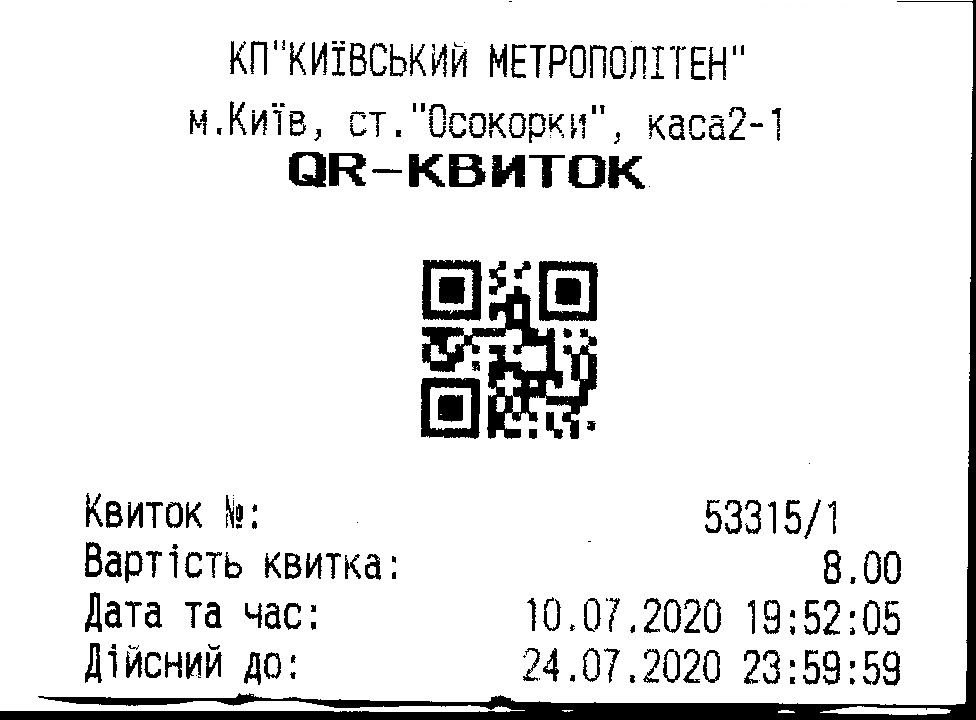
Разовий паперовий квиток, запроваджений з 1 липня 2020 на всіх станціях Київського метрополітену

## Оператор
Оператором київського метрополітену є комунальне підприємство «Київський метрополітен», яке належить громаді міста в особі Київської міської державної адміністрації зі статутним капіталом понад 20 млрд. грн.

## Начальники Київського метрополітену
- 1959—1975: Микола Орлов (1913–1990)
- 1975—1985: Степан Капитанюк (1922–2004)
- 1985—2003: Микола Балацький (нар. 1936)
- 2003—2006: Микола Шавловський (нар. 1949)
- 2006—2007: Володимир Федоренко (нар. 1954, в.о. начальника)
- 2007—2010: Петро Мірошников (нар. 1957)
- 2010—2014: Володимир Федоренко (нар. 1954)[128]
- 2014—2024 Віктор Брагінський (нар. 1983)[129].
- 2024 до т.ч.: Віктор Вигівський[130]

## Лінії та станції

### Станції

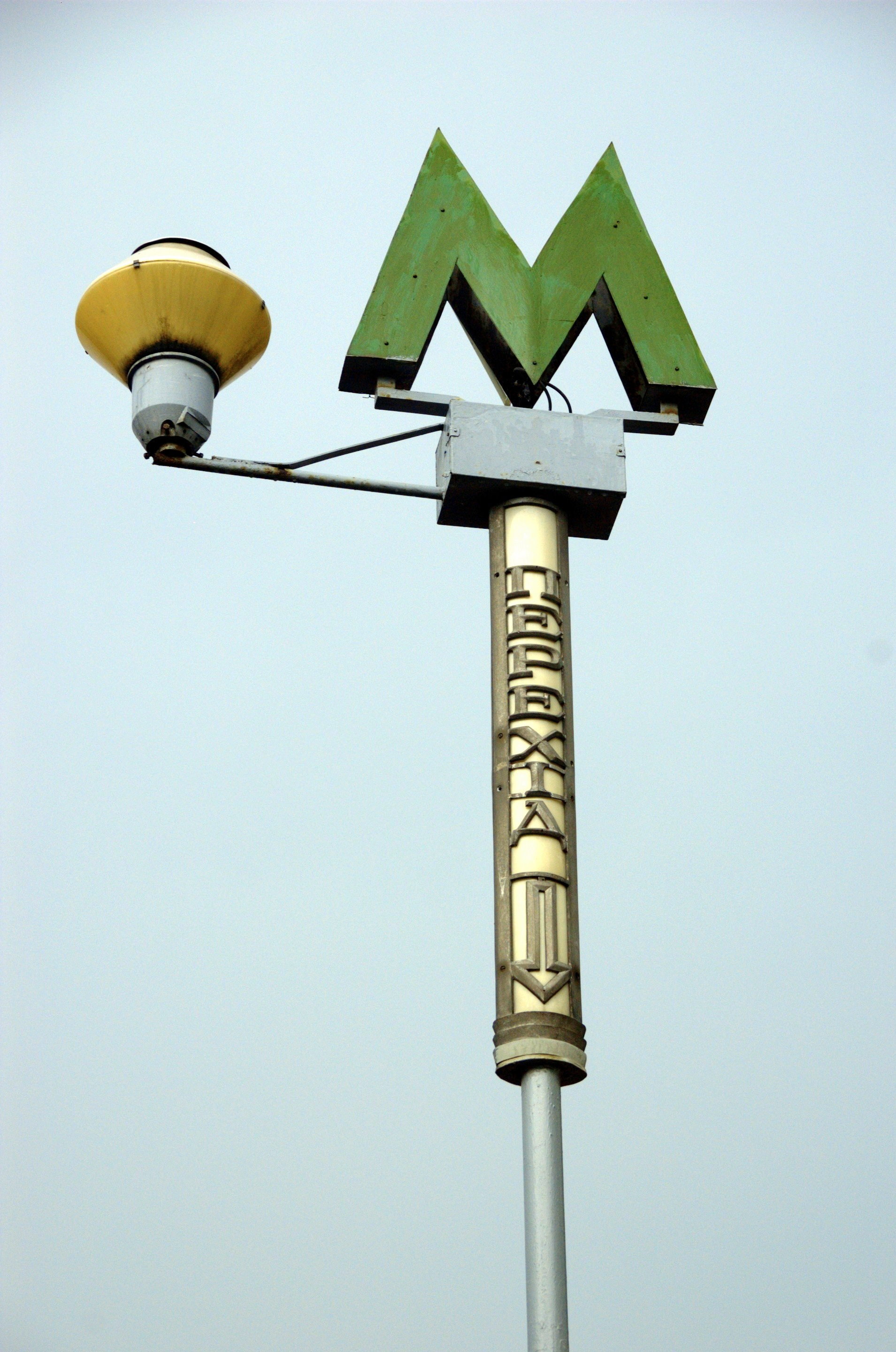
Знак Київського метрополітену біля входу в підземний перехід станції

Станом на 2016 рік в Київському метрополітені 52 станції з трьома підземними пересідними вузлами в центрі міста. Більшість станцій Київського метрополітену — підземні, але є й 6 станцій на поверхні. З них 4 станції  — наземні, 2 — естакадні. З підземних станцій 20 — глибокого закладення і 26 — мілкого. Станції глибокого закладення в Київському метрополітені в основному пілонні, проте є 3 станції колонного типу, а також одна станція «лондонського типу» (без центрального вестибюля) — «Арсенальна». Станції мілкого закладення за конструкцією поділяються на колонні (13 станцій) і односклепінні (8 станцій). Серед колонних станцій мілкого закладення можна виділити три двоперегінні станції: «Позняки», «Вирлиця» та «Червоний хутір» та три станції з високим склепінням центрального залу — «Академмістечко», «Деміївська» та «Іподром». Три станції мають бічні платформи, дві з них (обидві на третій лінії) — «Вирлиця» та «Червоний хутір» — станції мілкого закладення, і наземна станція «Дніпро». Інші станції мають острівні платформи.
Станція «Арсенальна» Святошинсько-Броварської лінії є найглибшою станцією метрополітену у світі й розташовується на глибині 105,5 метрів (відстань від поверхні землі до платформи), а наступна станція «Дніпро» є надземною, тому цей перегін є ще й світовим рекордсменом з перепаду глибин.
На третій лінії є дві невідкриті станції — «Теличка» і «Львівська брама», вони не мають виходів на поверхню, проте самі станції побудовані в конструкціях і готові на 30-70 %; а також напрацювання під станцію «Герцена» («Загорівська»).
Найбільш завантаженими станціями на 2011 рік є «Вокзальна» (68,3 тис. осіб/добу), «Лісова» (66,9 тис. осіб/добу), «Почайна» (53,3 тис. осіб/добу), «Лівобережна» (52,6 тис. осіб/добу), «Дарниця» (51,8 тис. осіб/добу) та «Мінська» (50,8 тис. осіб/добу). Найменш завантаженими станціями є «Дніпро» (3,0 тис. осіб/добу), «Червоний хутір» (5,0 тис. осіб/добу), «Славутич» (6,3 тис. осіб/добу), «Гідропарк» (6,9 тис. осіб/добу) та «Вирлиця» (7,4 тис. осіб/добу).
У 2018 році найбільш завантаженою була станція «Лісова». За 2019 рік найбільш завантаженою стала станція «Академмістечко», якою скористалося понад 21,3 млн пасажирів, найменший пасажиропотік зафіксовано на станції «Дніпро», яка прийняла 938,6 тисячі пасажирів. Загалом Святошинсько-Броварська лінія з 18 станцій перевезла 203 млн 176 тис. пасажирів. Другою за завантаженістю стала Оболонсько-Теремківська лінія, якою скористалося 173,2 млн пасажирів. Максимальний пасажиропотік на цій лінії зафіксовано на станції «Мінська» (понад 17 млн осіб/рік), мінімальний — «Поштова площа» (4,9 млн пасажирів). Сирецько-Печерською лінією за 2019 рік скористалися майже 118,8 млн пасажирів. Найбільші пасажиропотоки на зеленій лінії зафіксовано на станціях «Лук'янівська» (14 млн осіб/рік) та «Позняки» (14,8 млн осіб/рік), найменше на цій лінії користувалися станцією «Червоний хутір» (1,8 млн осіб/рік). Всього за 2019 рік «Київський метрополітен» перевіз 495 млн 300 тис. пасажирів, що на 700 тисяч менше, ніж 2018 року.
Лінії метрополітену поєднані між собою технологічною гілкою між станціями «Кловська», «Майдан Незалежності» та «Хрещатик».
Пасажирів метрополітену обслуговують 122 ескалатори, що діють на 25 станціях. Енергетична система метрополітену включає розвинену кабельну мережу, 52 суміщені тягово-понижувальні підстанції, 2 тягові підстанції, 14 трансформаторних підстанцій. Керування ними здійснюється з автоматизованих диспетчерських пунктів. Всі лінії оснащені системою автоматичного регулювання швидкості.
Крім того, станції «Вокзальна» і «Політехнічний інститут» Святошинсько-Броварської лінії мають вихід до правобережного швидкісного трамвая, а станції «Лівобережна», «Видубичі», «Вокзальна», «Берестейська», «Сирець», «Почайна» — до платформ міської електрички.

### Перейменування станцій
У зв'язку з російським вторгненням в Україну 24 лютого 2022 року, виникла потреба щодо перейменування станцій київського метрополітену. Відбір пропозицій тривав до 1 травня 2022 року. Після цього, впродовж тижня проходило рейтингування п'яти найпопулярніших варіантів.
9 травня 2022 року в Києві завершилося онлайн опитування мешканців столиці про перейменування п'яти станцій столичного метрополітену. На думку громадськості, свою позицію висловили 170 646 користувачів, станція «Берестейська» має мати назву «Бучанська», станція «Площа Льва Толстого» повинна бути перейменована на честь Василя Стуса, «Героїв Дніпра» має стати «Героїв України». «Мінська» — «Варшавською», а «Дружби народів» — «Ботанічною».
Затвердити нові назви заплановано найближчим часом, в ході якого мають підготувати проєкт рішення для розгляду на засіданні Київської міської ради. Після узгодження всіх рішень, 18 травня 2023 станцію «Дружби народів» було перейменовано на «Звіринецьку». А станцію «площа Льва Толстого» на «Площа Українських Героїв»

### Кінцеві станції
|         | Станція               | Кінцева з        | Кінцева по                           | Примітки                          |
| ------- | --------------------- | ---------------- | ------------------------------------ | --------------------------------- |
| Лінія 1 | «Вокзальна»           | 6 листопада 1960 | 5 листопада 1963                     |                                   |
| Лінія 1 | «Арсенальна»          | 24 лютого 2022   | сьогодні, під час повітряної тривоги | тільки під час повітряної тривоги |
| Лінія 1 | «Дніпро»              | 6 листопада 1960 | 5 листопада 1965                     |                                   |
| Лінія 1 | «Шулявська»           | 5 листопада 1963 | 5 листопада 1971                     |                                   |
| Лінія 1 | «Дарниця»             | 5 листопада 1965 | 4 жовтня 1968                        |                                   |
| Лінія 1 | «Чернігівська»        | 4 жовтня 1968    | 4 грудня 1979                        |                                   |
| Лінія 1 | «Святошин»            | 5 листопада 1971 | 24 травня 2003                       |                                   |
| Лінія 2 | «Контрактова площа»   | 17 грудня 1976   | 19 грудня 1980                       |                                   |
| Лінія 2 | «Майдан Незалежності» | 17 грудня 1976   | 19 грудня 1981                       |                                   |
| Лінія 1 | «Лісова»              | 4 грудня 1979    | Наш час                              |                                   |
| Лінія 2 | «Оболонь»             | 19 грудня 1980   | 6 листопада 1982                     |                                   |
| Лінія 2 | «Олімпійська»         | 19 грудня 1981   | 30 грудня 1984                       |                                   |
| Лінія 2 | «Героїв Дніпра»       | 6 листопада 1982 | Наш час                              |                                   |
| Лінія 2 | «Либідська»           | 30 грудня 1984   | 15 грудня 2010                       |                                   |
| Лінія 2 | «Либідська»           | 9 грудня 2023    | 12 вересня 2024                      | На час ремонту тунелів            |
| Лінія 1 | «Хрещатик»            | 31 березня 1987  | 1 жовтня 1987                        | Під час розриву лінії             |
| Лінія 1 | «Університет»         | 31 березня 1987  | 1 жовтня 1987                        | Під час розриву лінії             |

|         | Станція             | Кінцева з        | Кінцева по       | Примітки |
| ------- | ------------------- | ---------------- | ---------------- | -------- |
| Лінія 3 | «Кловська»          | 31 грудня 1989   | 29 грудня 1991   |          |
| Лінія 3 | «Золоті ворота»     | 31 грудня 1989   | 30 грудня 1996   |          |
| Лінія 3 | «Видубичі»          | 29 грудня 1991   | 30 грудня 1992   |          |
| Лінія 3 | «Осокорки»          | 30 грудня 1992   | 28 грудня 1994   |          |
| Лінія 3 | «Харківська»        | 28 грудня 1994   | 23 серпня 2005   |          |
| Лінія 3 | «Лук'янівська»      | 30 грудня 1996   | 30 березня 2000  |          |
| Лінія 3 | «Дорогожичі»        | 30 березня 2000  | 14 жовтня 2004   |          |
| Лінія 1 | «Академмістечко»    | 24 травня 2003   | Наш час          |          |
| Лінія 3 | «Сирець»            | 14 жовтня 2004   | Наш час          |          |
| Лінія 3 | «Бориспільська»     | 23 серпня 2005   | 23 травня 2008   |          |
| Лінія 3 | «Червоний Хутір»    | 23 травня 2008   | Наш час          |          |
| Лінія 2 | «Васильківська»     | 15 грудня 2010   | 27 грудня 2011   |          |
| Лінія 2 | «Виставковий центр» | 27 грудня 2011   | 25 жовтня 2012   |          |
| Лінія 2 | «Іподром»           | 25 жовтня 2012   | 6 листопада 2013 |          |
| Лінія 2 | «Теремки»           | 6 листопада 2013 | Наш час          |          |

### Лінії
Сьогодні Київський метрополітен має три лінії, експлуатаційна довжина яких становить 67,6 км. Лінії метрополітену перетинають всі 10 районів міста, проте кількість станцій нерівномірна: в Шевченківському та Печерському районах — по 10, в Голосіївському — 8, у Дарницькому — 7, в Оболонському та Дніпровському — по 4, в Подільському та Святошинському — по 3, в Солом'янському — 2, а у Деснянському лише одна.
| №       | Назва                   | Кінцеві станції                            | Колір        | Введена в дію                      | Кількість станцій | Довжина, км |
| ------- | ----------------------- | ------------------------------------------ | ------------ | ---------------------------------- | ----------------- | ----------- |
| 1       | Святошинсько-Броварська | Академмістечко — Лісова                    | Червоний     | 6.11.1960                          | 18                | 22,75       |
| 2       | Оболонсько-Теремківська | Героїв Дніпра — Теремки                    | Синій        | 17.12.1976                         | 18                | 20,95       |
| 3       | Сирецько-Печерська      | Сирець — Червоний Хутір                    | Зелений      | 31.12.1989                         | 16                | 23,9        |
| 4       | Подільсько-Вигурівська  | Кільцева дорога — Братиславська            | Жовтогарячий | Проєктується та частково будується | ~18               | ~16         |
| 5       | Лівобережна             | Вулиця Милославська — Броварський проспект | Блакитний    | Проєктувалася до 2020              | ~12               | ~11,5       |
| Всього: | Всього:                 | Всього:                                    | Всього:      | Всього:                            | 52                | 67,6        |

- Перша лінія, Святошинсько-Броварська, історія якої починається з 6 листопада 1960 року, має довжину 22,75 км (із яких 6,7 км — наземна ділянка) і 18 станцій. Наземна ділянка має 2 мостових переходи (Міст Метро і Русанівський метроміст) та 2 шляхопроводи.
- Друга лінія, Оболонсько-Теремківська, перша ділянка якої була введена в експлуатацію 16 грудня 1976 року, має довжину 20,95 км і 18 станцій.
- Третя лінія, Сирецько-Печерська, перша ділянка якої була введена в експлуатацію 31 грудня 1989 року, має довжину 23,9 км, містить 16 станцій та 1 мостовий перехід (Південний міст).

## Рухомий склад

### Пасажирський склад
Загальний парк київського метрополітену станом на 1 грудня 2023 року становить 838 вагонів, з них в експлуатації — 806.
Усі станції розраховані на використання 5-вагонних поїздів. Станція «Дніпро», довжина якої 124 метри, дозволяє їй приймати 6-вагонні потяги. Перша, друга та третя лінії метрополітену оснащені вагонами 81-717/81-714 (та їх модифікаціями), перша майже повністю — Е/Еж/Ем.
Станом на 2018 рік проводиться заміна вагонів разом з японськими партнерами. До кінця 2019 на першій лінії мали б курсувати повністю нові або модернізовані вагони.
Окрім вказаних поїздів, друга лінія експлуатувала також експериментальний поїзд 81-553.1/554.1/555.1 «Славутич» спільного виробництва — Škoda (Чехія), ЗАТ «Вагонмаш» (Росія) та КП «Київський метрополітен». Станом на 2019 поїзд не працює з технічних причин і законсервований.
З 2009 року на третій лінії експлуатуються поїзди з вагонів типу 81-7021/7022 виробництва Крюківського вагонобудівного заводу.
На четвертій та п'ятій лінії у перспективі планується експлуатувати 6-вагонні поїзди.
У 2019 році місто планувало придбати близько 50 вагонів, але закупівля не відбулася.
Керівництво столичного метрополітену 18 червня 2021 року повідомило, що приберуть таблички зі згадуванням РФ як виробника вагонів, через незадоволення киян тим, що в вагонах вказана інформація про країну-агресора. Найчастіше невдоволення висловлюють у вигляді нецензурних слів на табличках. 
Проблема в тому, що наявність табличок передбачена правилами експлуатації метрополітену, які затверджені Міністерством транспорту України. Тому підприємство розглядає варіант про переміщення табличок в більш приховані місця. 

#### Оновлення
- Впродовж 2014—2017 років на Святошинсько-Броварській лінії модернізацію пройшли 135 вагонів на Крюківському вагонобудівному заводі за рахунок коштів отриманих в рамках Кіотського протоколу від Японії. Вагони отримали назву Е-КМ та оснащені сучасними тяговим електроприводом фірми Mitsubishi Electric з асинхронними двигунами[141].
- З 2018 року на всьому рухомому складі почали замінювати старі фари, на нові світлодіодні, а також було змінено освітлення салону. Також на модернізованих рухомих складах почали демонтувати зайві прожектори і встановлювати замість них логотип київського метрополітену.
- У електродепо «Оболонь» у 2019—2020 роках проходив модернізацію вагон 81-717/714, в ході модернізації змінений зовнішній вигляд корпусу та салону, подібний Е-КМ. Вагони отримали позначення 81-717КМ/714КМ.
- КП «Київський метрополітен» планує замінити вагони російського виробництва. Міжнародна асоціація громадського транспорту, членом якої стало підприємство, обіцяє в цьому допомогу. Загалом на лініях київського метрополітену станом на травень 2022 року експлуатувався 821 вагон, 726 з них у різні роки були виготовлені на російських заводах[142].
- У серпні 2023 було оголошено переможця, КВБЗ, в тендері, що тривав з кінця 2020. Він мав поставити 10 вагонів із наскрізним проходом загальною вартістю 79,2 мільйона євро[143]. Однак 14 листопада Київський метрополітен розірвав договір на поставки вагонів, зазначивши, що виробник не виконав вимог, що поставлені тендерною документацію. Зі свого боку виробник заперечую це і подав з цього приводу позов до Господарського суду міста Києва, щоб поновити контракт[144].

### Спеціальний рухомий склад
У Київському метрополітені діє спеціальний рухомий склад:
- 2 контактно-акумуляторних електротяги на базі вагонів типів Д і Еж
- вагон-колієвимірювач на базі вагона типу Д
- снігоочисники на базі автомобіля ЗІЛ-157
- звідні крани на базі автомобіля МАЗ
- машини для миття тунелів
- вантажні вагони на базі вагонів типу Е

## Турнікети та оплата проїзду

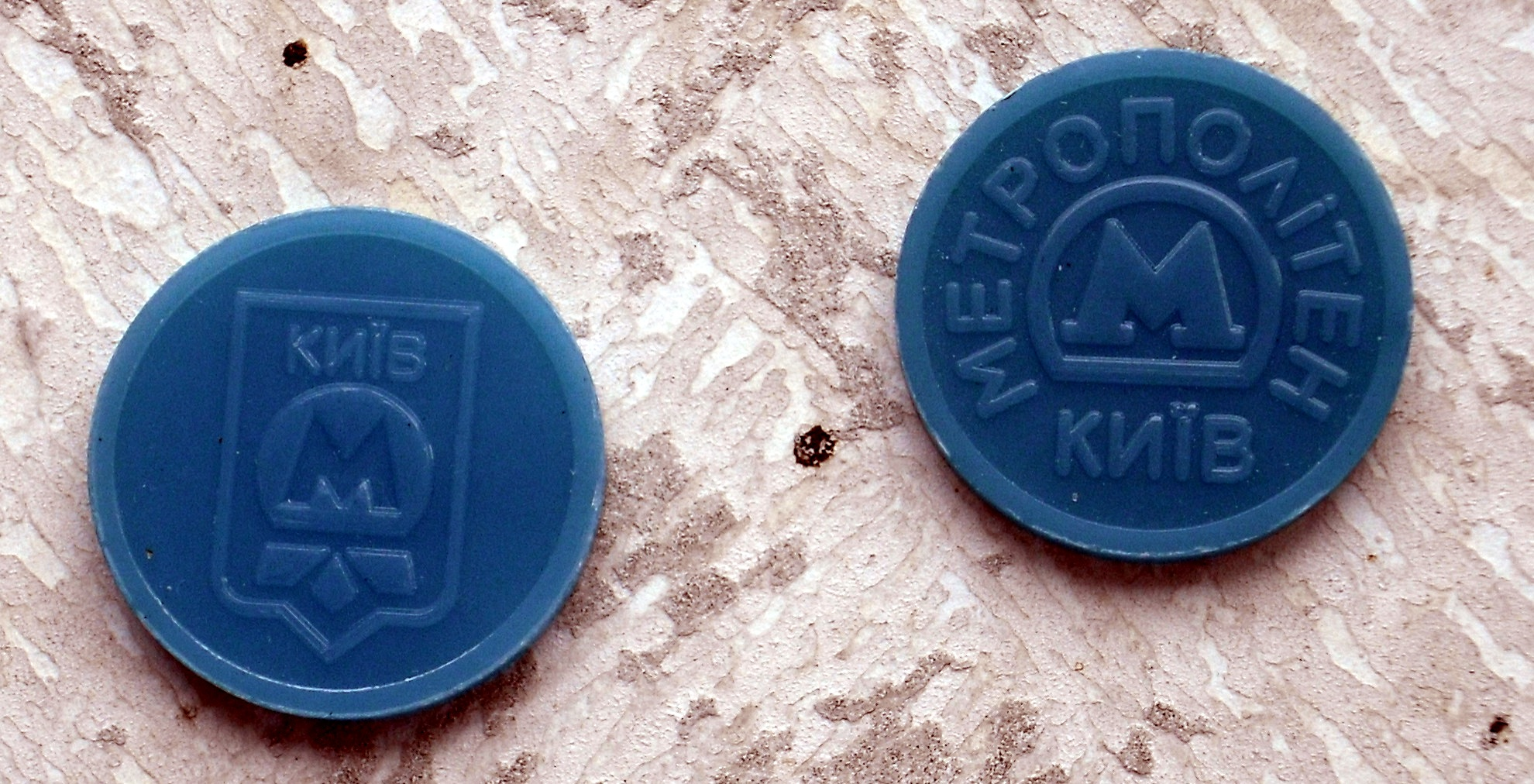
Жетон Київського метрополітену, який використовувався з 1996 року до березня 2000 року, і введений знову в дію з листопада 2008 року. Використовувався до лютого 2015 року, проте був знову запроваджений у липні 2017 року

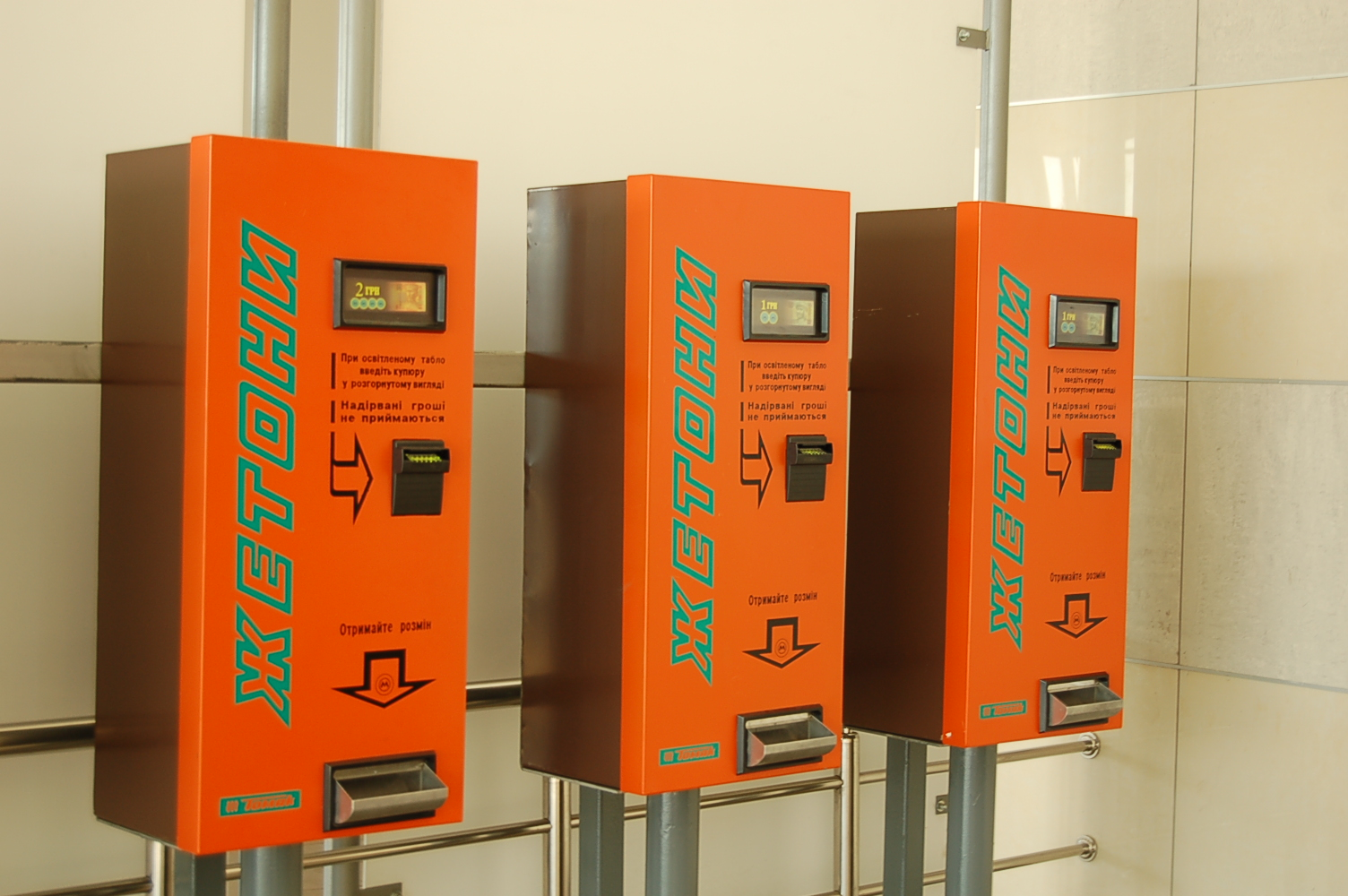
Автомати для продажу жетонів

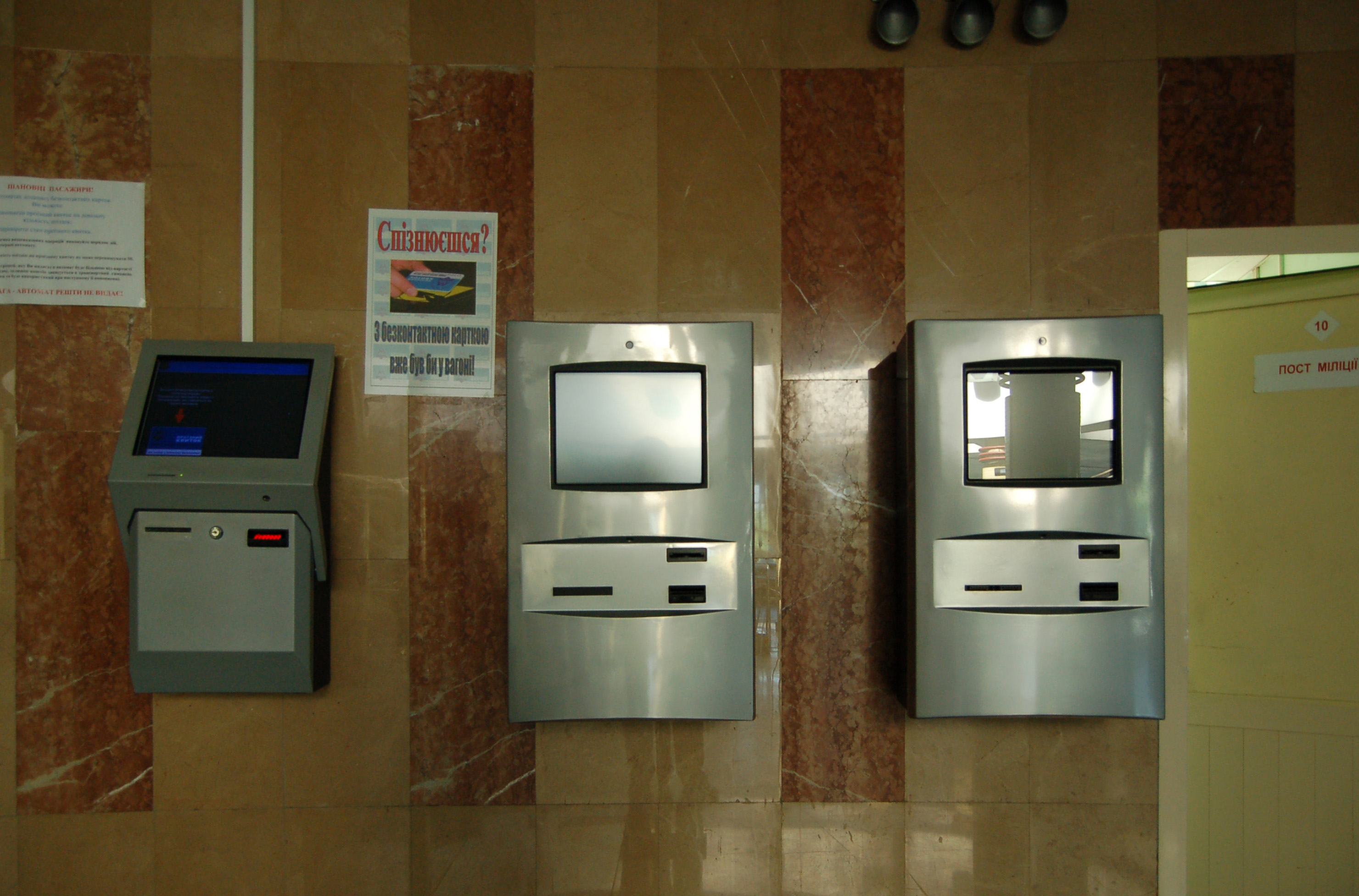
Автомати поповнення та видачі безконтактних карток

Турнікети метрополітену, встановлені на вхід, бувають двох видів: загороджувальні та поворотні. Більшість турнікетів в минулому були обладнані валідаторами для жетонів, транспортних карток та місячних магнітних квитків, а також сигналами проходу. Прохід через турнікет дозволяється при зеленому індикаторі. Рама поворотного турнікета повертається вручну. Також є так звані «жовті турнікети» — вони додатково обладнані валідаторами для безконтактної оплати проїзду (за допомогою безконтактних карт MasterCard, VISA та ПРОСТІР.
Турнікети на вихід планувалося оснастити валідаторами транспортних карток для розрахунку вартості поїздки в залежності від відстані. Такі турнікети можна побачити на виході станцій «Лісова», «Вирлиця», «Червоний хутір» та в західному вестибюлі станції «Дарниця».

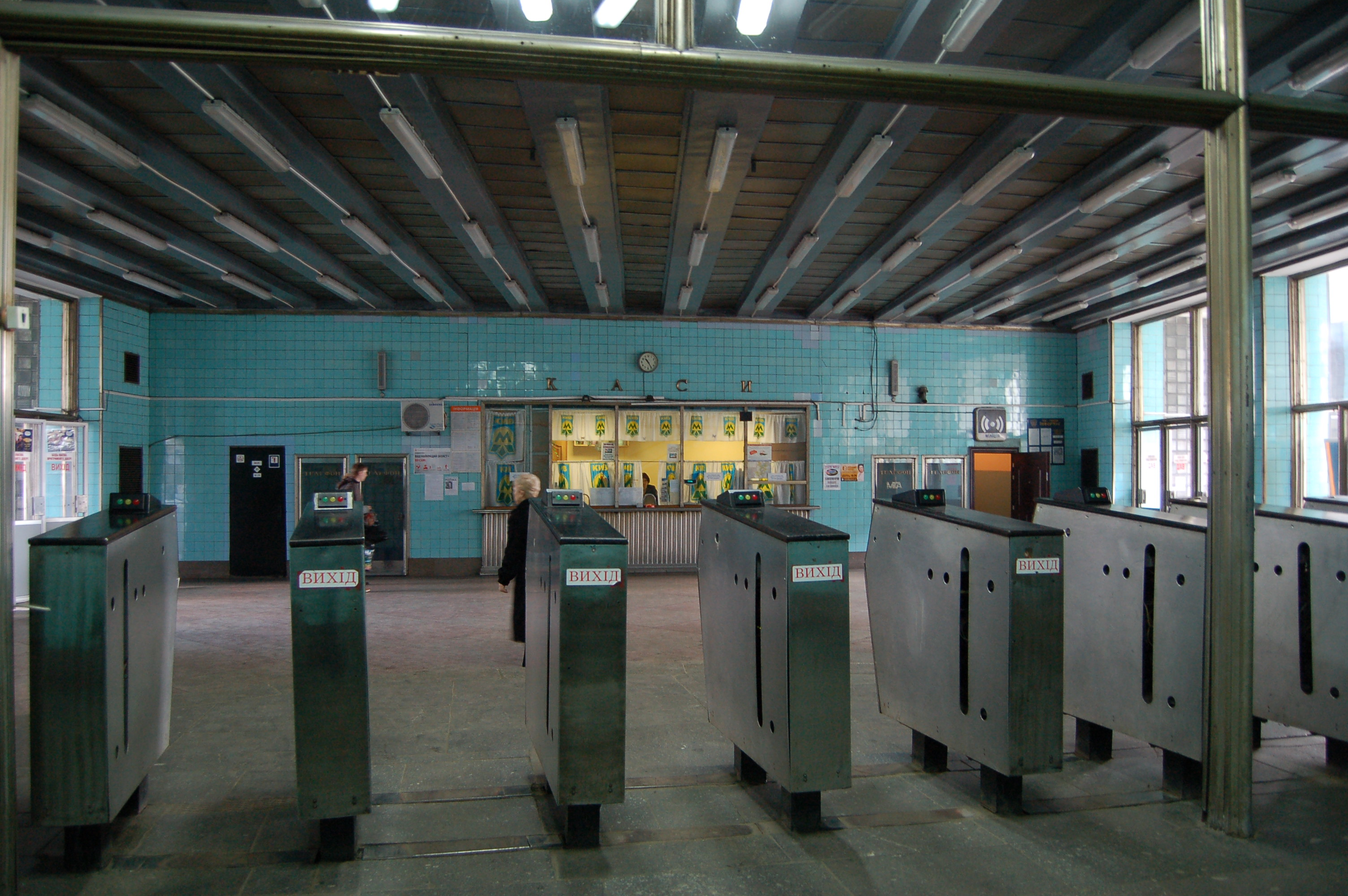
Загороджувальні турнікети на станції «Дніпро»
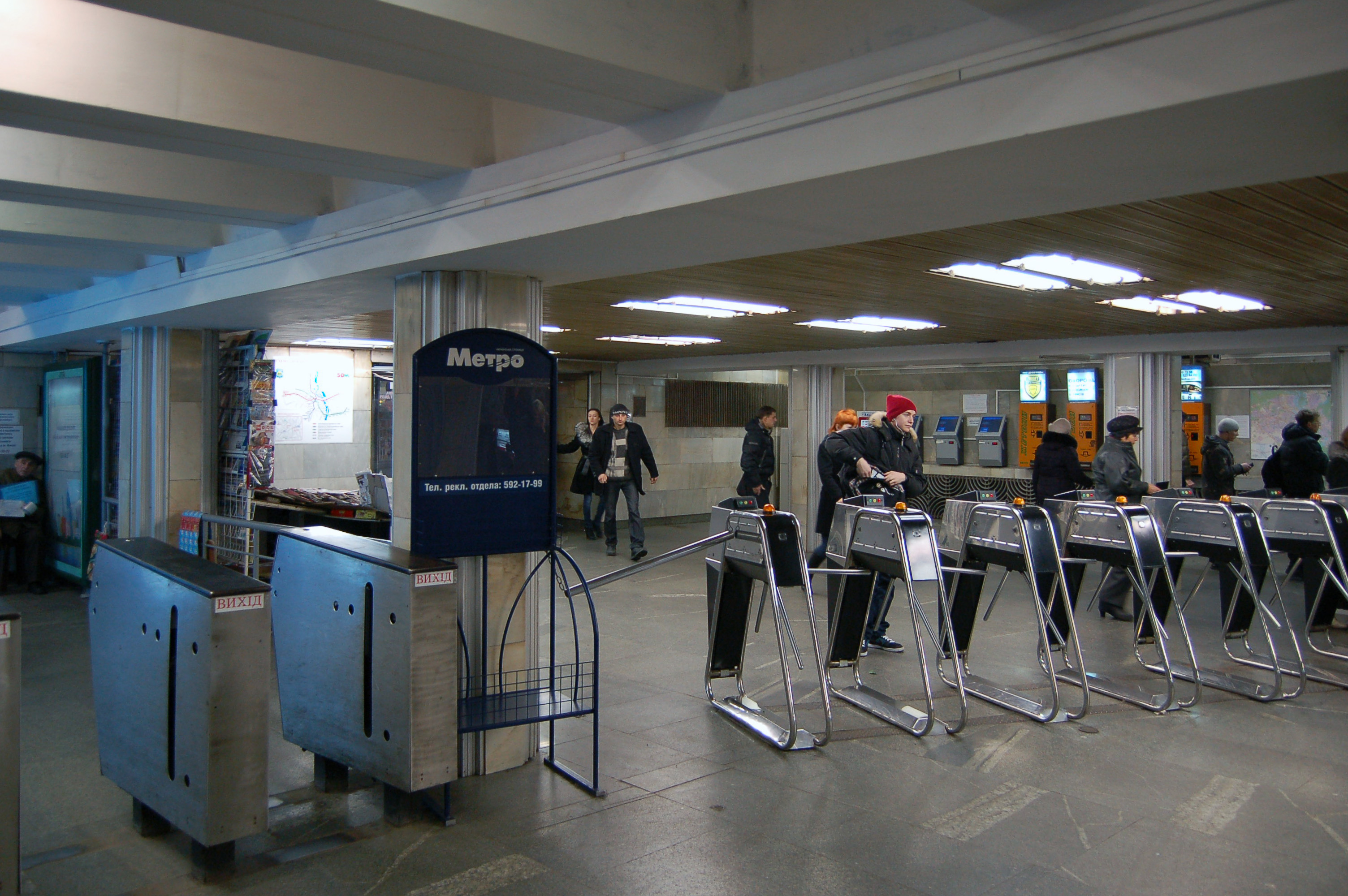
Поворотні турнікети (праворуч) на станції «Мінська»
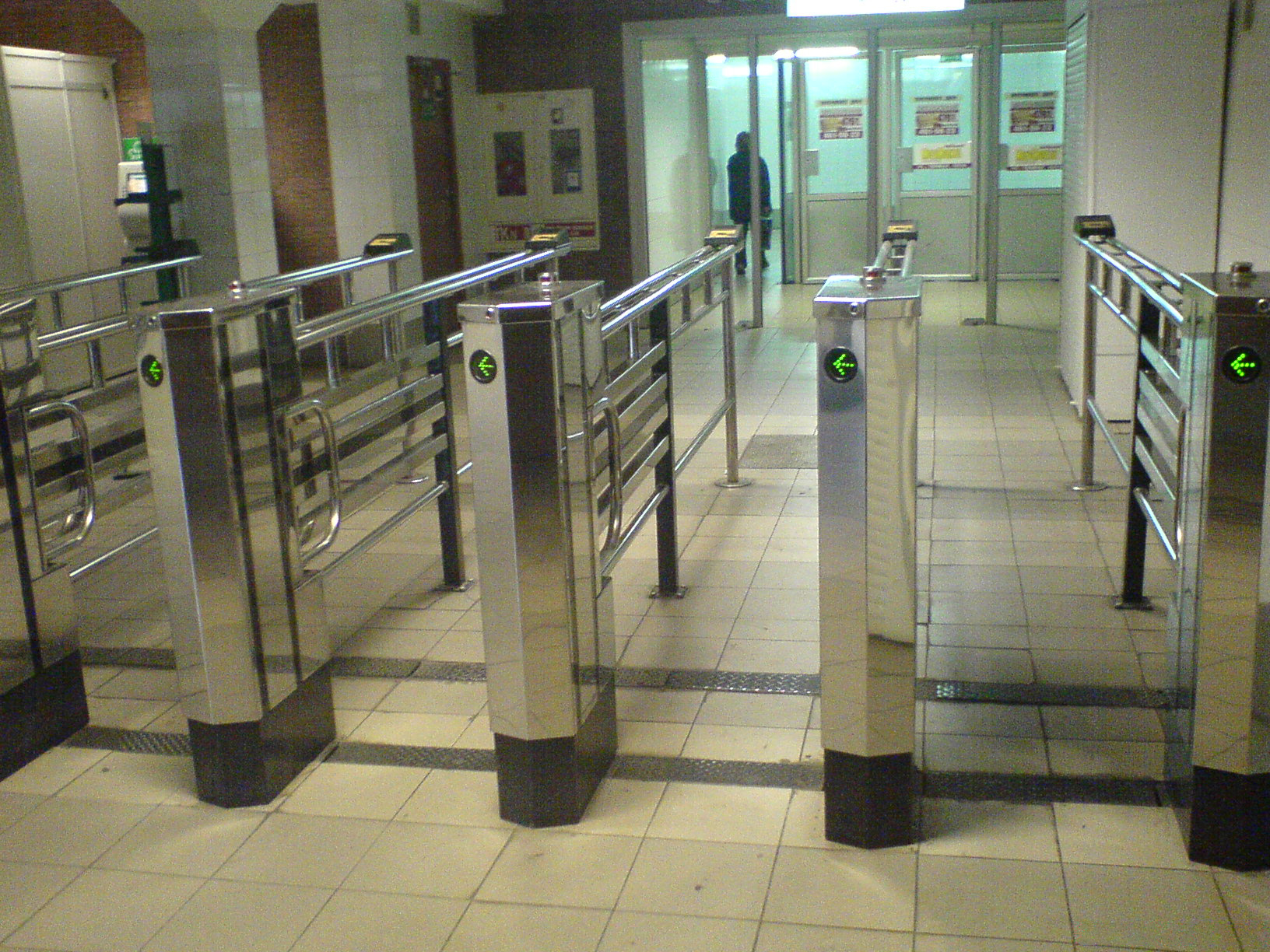
Турнікети на вихід з валідаторами транспортних карток на станції «Лісова»

Оплатити проїзд можна такими методами:
- Банківськими безконтактними картками MasterCard PayPass, Visa PayWave та ПРОСТІР. З 19 червня 2015 року для того, аби сплатити за проїзд, можна просто піднести свою безконтактну банківську картку до турнікета. З картки автоматично буде знята сума, що відповідає вартості проїзду[148]. З середини грудня 2015 року такими турнікетами обладнані усі станції метрополітену[149][150]. Аналогічно картці, оплату можна зробити за допомогою Google Pay, Apple Pay та Garmin Pay.
- Електронним квитком Київ Цифровий. Картку Київ Цифровий можна придбати у Т-кіосках у місті та автоматах на деяких станціях.
- Одноразовим квитком з QR-кодом. Одноразові квитки продаються у касах або терміналах самообслуговування[151].

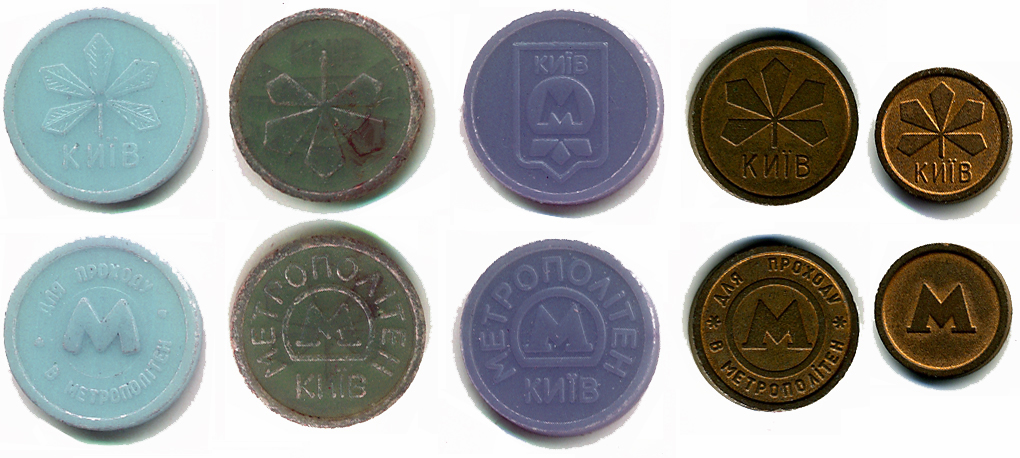
Жетони Київського метрополітену різних років
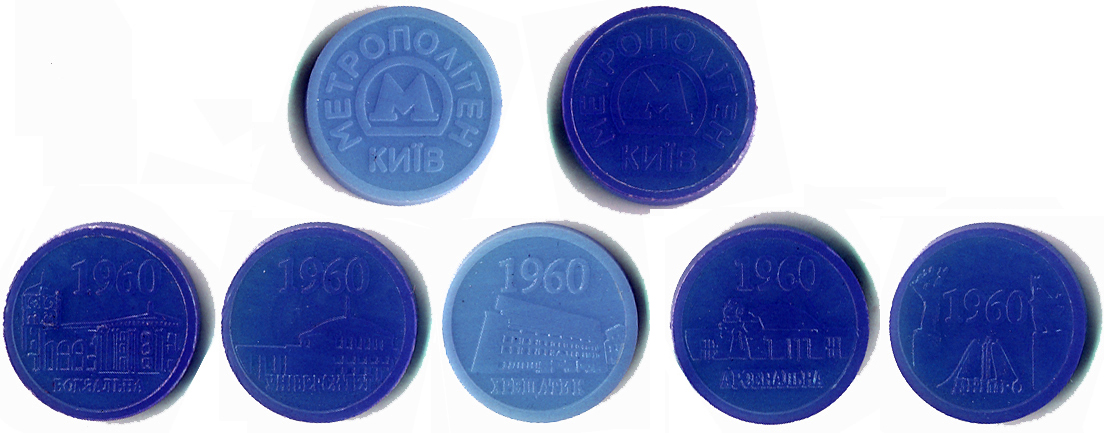
Ювілейні жетони, випущені до 50-річчя метрополітену

## Дизайн
З 2014 року до розробки дизайну системи навігації метрополітену активно долучилися «Агенти змін». Вони створюють для метрополітену дизайни карток, схем метро, анімації для моніторів у вагонах, а також інформаційних банерів.
У 2019 році в 500 з 822 наявних на той час вагонах метро з'явилися надземні зображення вулиць, які пасажири проїжджають під землею. Зображення будуть виводити на телевізори, розміщені у вагонах. На екрани будуть виводити не лише вулиці, а й зупинки громадського транспорту, входи та виходи з метро, туристичні пам'ятки поблизу. Пасажири бачитимуть не синхронне знімання, а трансляцію завантажених зображень до системи. Для такої послуги зняли 52 ролики за допомогою безпілотників.

## Архітектура

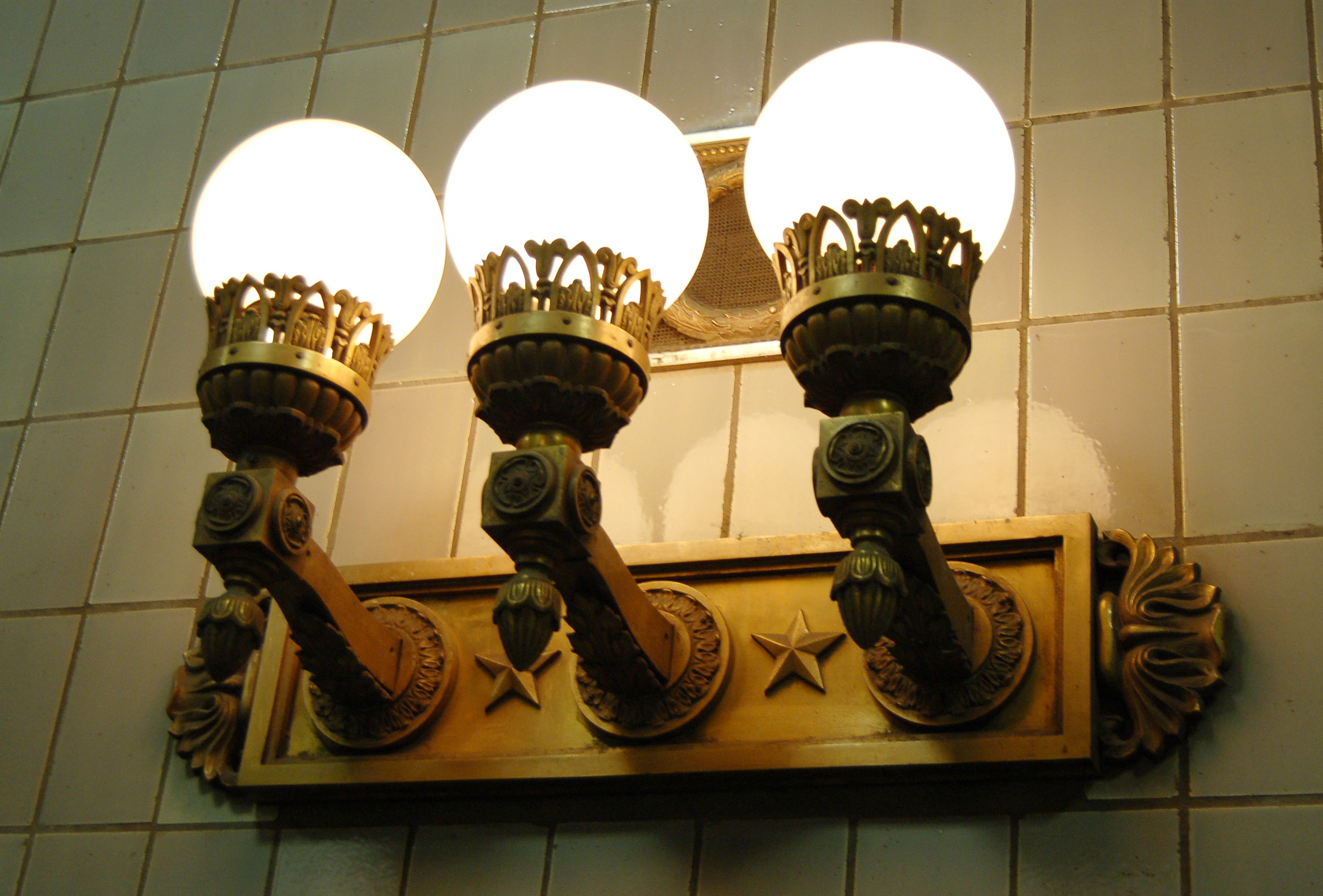
Світильники на станції «Вокзальна»

Київський метрополітен є унікальним архітектурним ансамблем.
Перша черга метрополітену, що почала будуватись у 1949 році, мала стати одним з символів перемоги та тріумфу Радянського Союзу. Саме тому вона спроєктована у стилі сталінського ампіру, який характерний для архітектури Москви, але, відкрившись у 1960 році, не зберегла більшої частини із запланованого оздоблення. Найбільш збережено цей стиль на станції «Університет», на якій через ідеологічні зміни на початку 1990-х років було демонтовано мармурову статую Леніна.
Станції першої лінії досі справляють враження старого метрополітену, тут збереглися бронзові люстри-бра, плетені вентиляційні решітки та візерунки на підлозі. Оздоблення станцій «Хрещатик», «Арсенальна», «Університет» та «Вокзальна» є найстаршими, а їх вестибюлі органічно вписались в архітектурний ансамбль міста.
Друга лінія стала пам'ятником економії, тому тут домінують спрощені архітектурні прийоми колонних станцій і використані довговічні оздоблювальні матеріали. Попри це, кожна її станція містить певні архітектурні особливості. Зокрема станція «Площа Українських Героїв» побудована у храмовому стилі[джерело?], а склепіння на станції «Мінська» оформлено фресковим поліхромним розписом.
Третя лінія основними критеріями має корисність та емоційність впливу. Беручи початок зі станції «Золоті ворота», яка являє собою зразок архітектури князівських часів і вкрита мозаїкою, кожна наступна станція має оригінальний дизайн. Зокрема, станція «Звіринецька» має пілонну конструкцію з цегляною кладкою пілонів, характерною для давньоруських храмів. Станції «Бориспільська», «Вирлиця» та «Славутич» — зразки хайтек-дизайну, а «Печерська» нагадує станції підземки Західної Європи[джерело?].

### Вестибюлі
Більшість станцій Київського метрополітену мають підземні вестибюлі, сполучені з підземними переходами. З них на станціях «Оболонь», «Почайна», «Тараса Шевченка», «Святошин», «Дарниця» (східний вихід), «Лісова», «Палац спорту», «Бориспільська», «Вирлиця», «Червоний хутір», «Деміївська», «Голосіївська», «Васильківська», «Виставковий центр», «Іподром» виходи з переходів улаштовані у вигляді критого скляного павільйону («скляшки»). А на станціях «Контрактова площа» та «Площа Українських Героїв» найближчі до станції виходи з підземного переходу влаштовані в будівлях, причому на «Площі Українських Героїв» — в будівлю інженерного корпусу метрополітену, проте самі вестибюлі знаходяться під землею. Частина станцій має власні надземні вестибюлі, в яких розміщуються каси та службові приміщення.
| Станція                  | Фото вестибюля | Дата відкриття вестибюля | Адреса                            | Примітка |
| ------------------------ | -------------- | ------------------------ | --------------------------------- | --- |
| «Вокзальна»              |                | 6 листопада 1960         | Вокзальна площа, 1                | |
| «Університет»            |                | 17 грудня 2007           | бул. Тараса Шевченка              | |
| «Хрещатик»               |                | 6 листопада 1960         | вул. Хрещатик, 19-А               | |
| «Хрещатик»               |                | 4 вересня 1965           | вул. Інститутська, 6              | |
| «Хрещатик»               |                | травень 1970             | вул. Архітектора Городецького, 13 | Вестибюль вбудований в будинок                                                                                                   |
| «Арсенальна»             |                | 6 листопада 1960         | Арсенальна площа                  | |
| «Дніпро»                 |                | 6 листопада 1960         | Набережне шосе                    | Вестибюль знаходиться під станцією, що розташована на естакаді.                                                                  |
| «Політехнічний інститут» |                | 5 листопада 1963         | просп. Берестейський, 35          | Вестибюль вбудований в будівлю Управління метрополітену.                                                                         |
| «Шулявська»              |                | 5 листопада 1963         | просп. Берестейський, 48          | На другому поверсі будівлі розташоване кафе.                                                                                     |
| «Чернігівська»           |                | 4 листопада 1968         | Броварський проспект              | Два вестибюлі, облицьовані склом.                                                                                                |
| «Лівобережна»            |                | 1976                     | вул. Євгена Сверстюка             | Два вестибюлі-портали розташовані на схилі насипу, по якому колії підходять до станції. Збудовані під час реконструкції станції. |
| «Гідропарк»              |                | 1987                     | Броварський проспект              | Східний вихід. Побудований під час реконструкції станції.                                                                        |
| «Золоті ворота»          |                | 30 квітня 1990           | вул. Володимирська, 44            | Вестибюль вбудований в будівлю.                                                                                                  |
| «Лук'янівська»           |                | 30 грудня 1996           | вул. Юрія Іллєнка, 3              | |
| «Дорогожичі»             |                | 30 березня 2000          | вул. Олени Теліги                 | Вестибюль являє собою будинок-платформу, вихід з якого влаштований в підземному переході.                                        |
| «Сирець»                 |                | 14 жовтня 2004           | вул. Щусєва                       | |
| «Дарниця»                |                | 27 листопада 2006        | Броварський проспект              | Західний вихід. Побудований під час реконструкції станції.                                                                       |

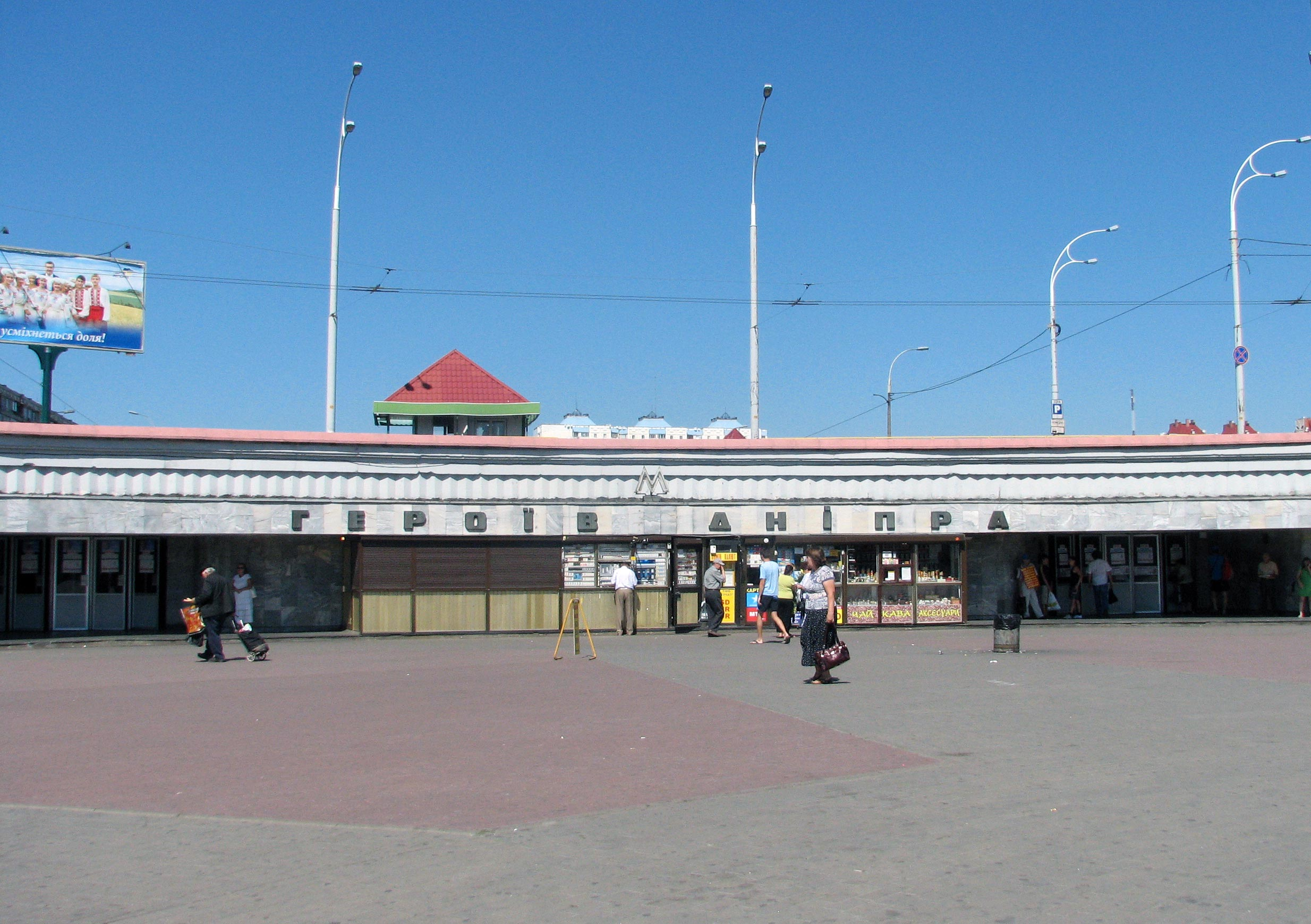
Два підземних вестибюлі станції «Героїв Дніпра» вбудовані в автодорожню розв'язку, вихід здійснюється на круглу площу всередині розв'язки. Станом на 2019 рік було зведено трц. Вперше в Україні метро буде пов‘язане з трц.
Вхід у підземний перехід, сполучений з підземним вестибюлем станції «Площа Українських Героїв», вбудований у споруду інженерного корпусу Київського метрополітену
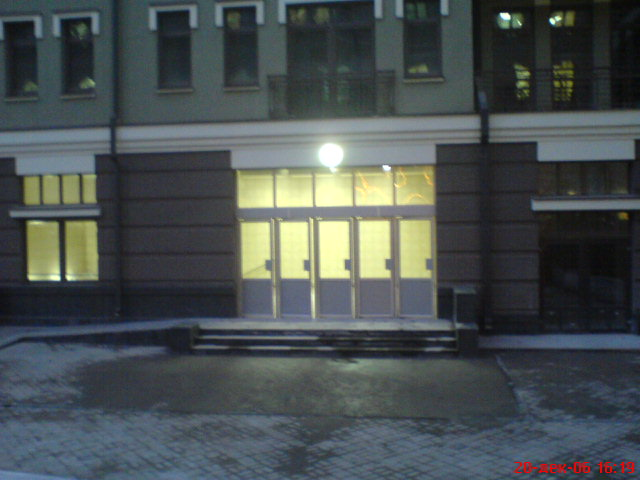
Вхід у підземний перехід, сполучений з підземним вестибюлем станції «Контрактова площа», що вбудований у будівлю
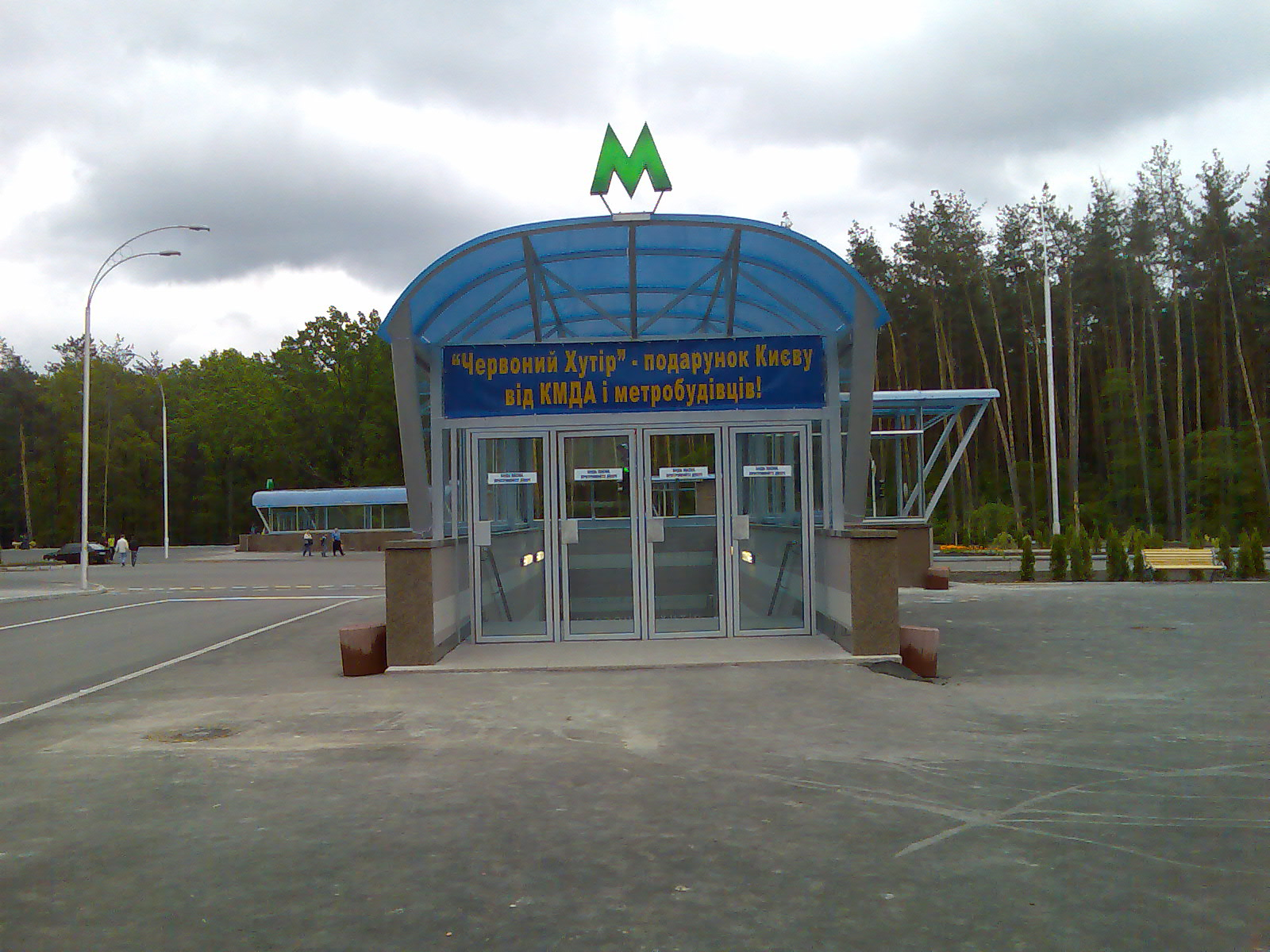
Вхід-«скляшка» до підземного переходу, сполученого з підземним вестибюлем станції «Червоний хутір»
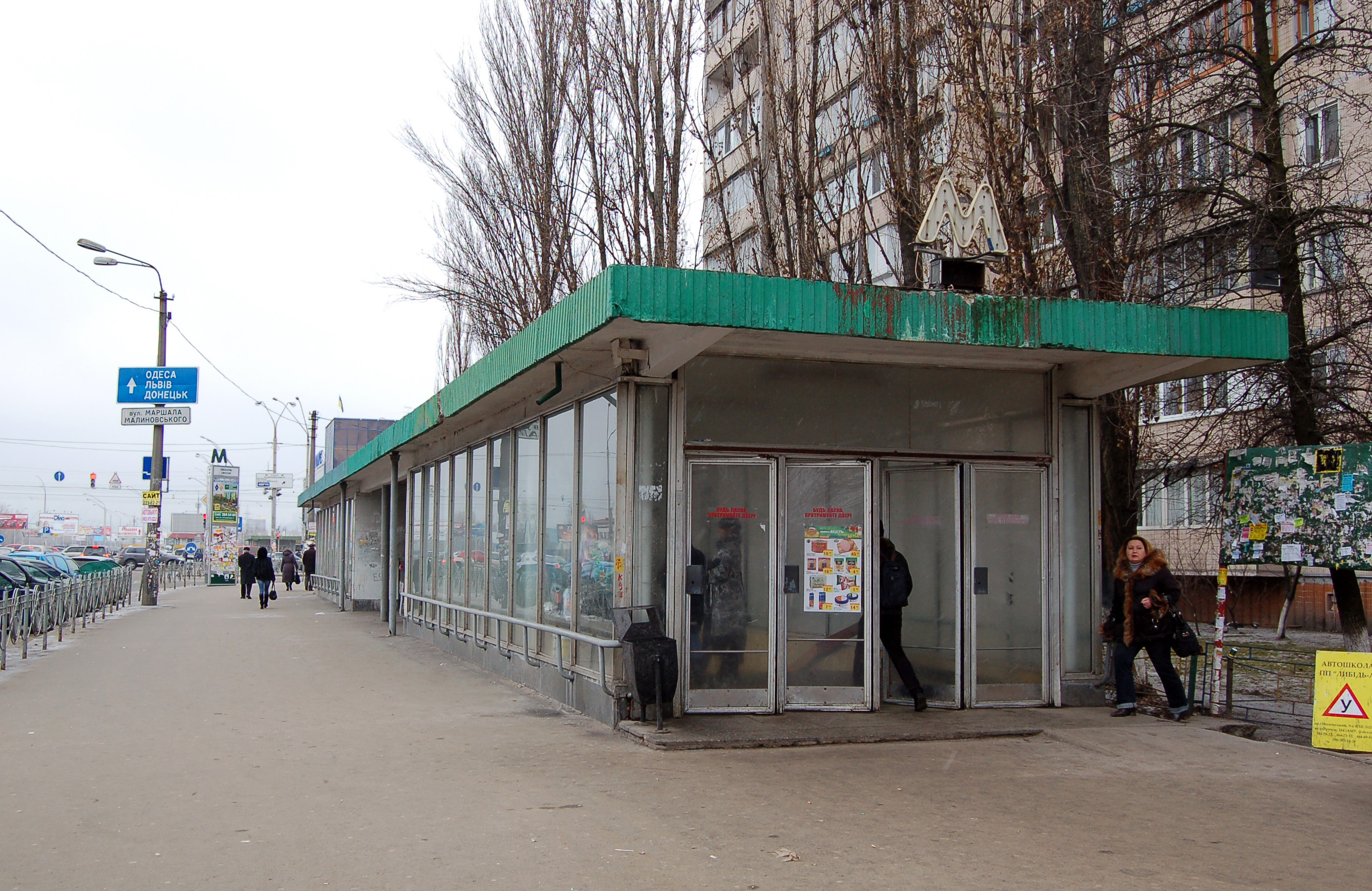
Вхід-«скляшка» до підземного переходу, сполученого з підземним вестибюлем станції «Оболонь»
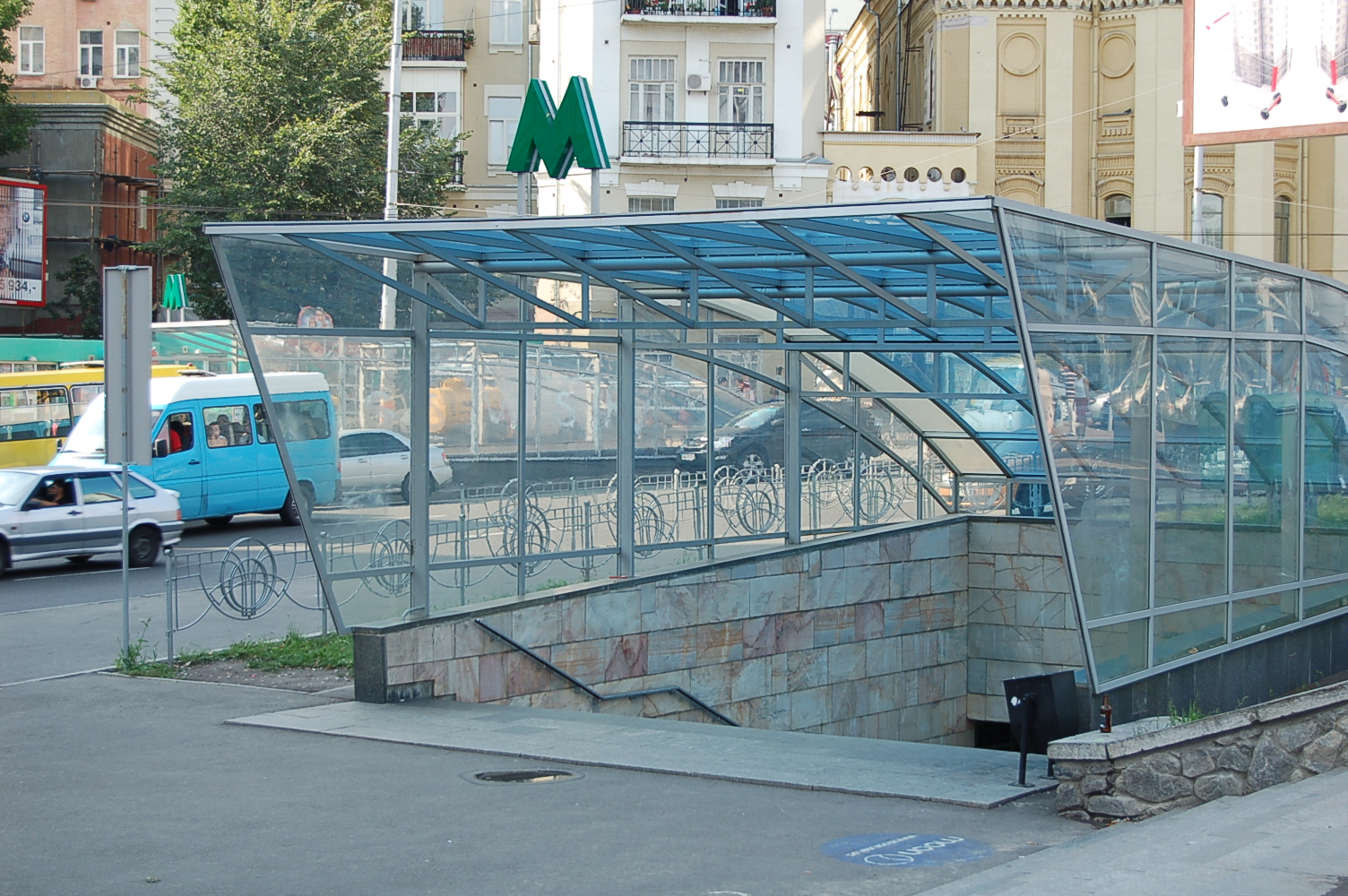
Вхід-«скляшка» без дверей до підземного переходу, сполученого з підземним вестибюлем станції «Палац спорту»
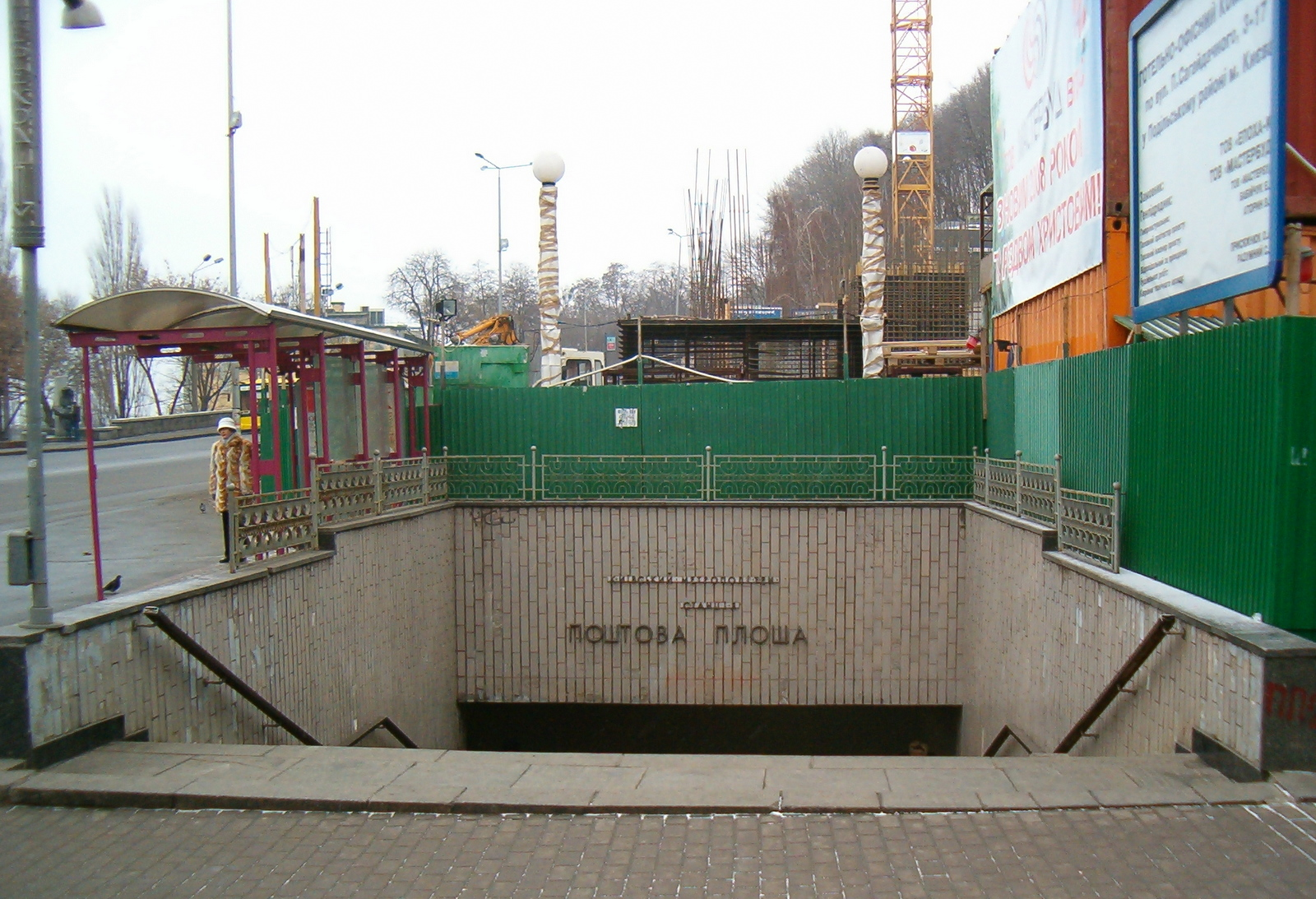
Некритий вхід до підземного переходу, сполученого з підземним вестибюлем станції «Поштова площа»
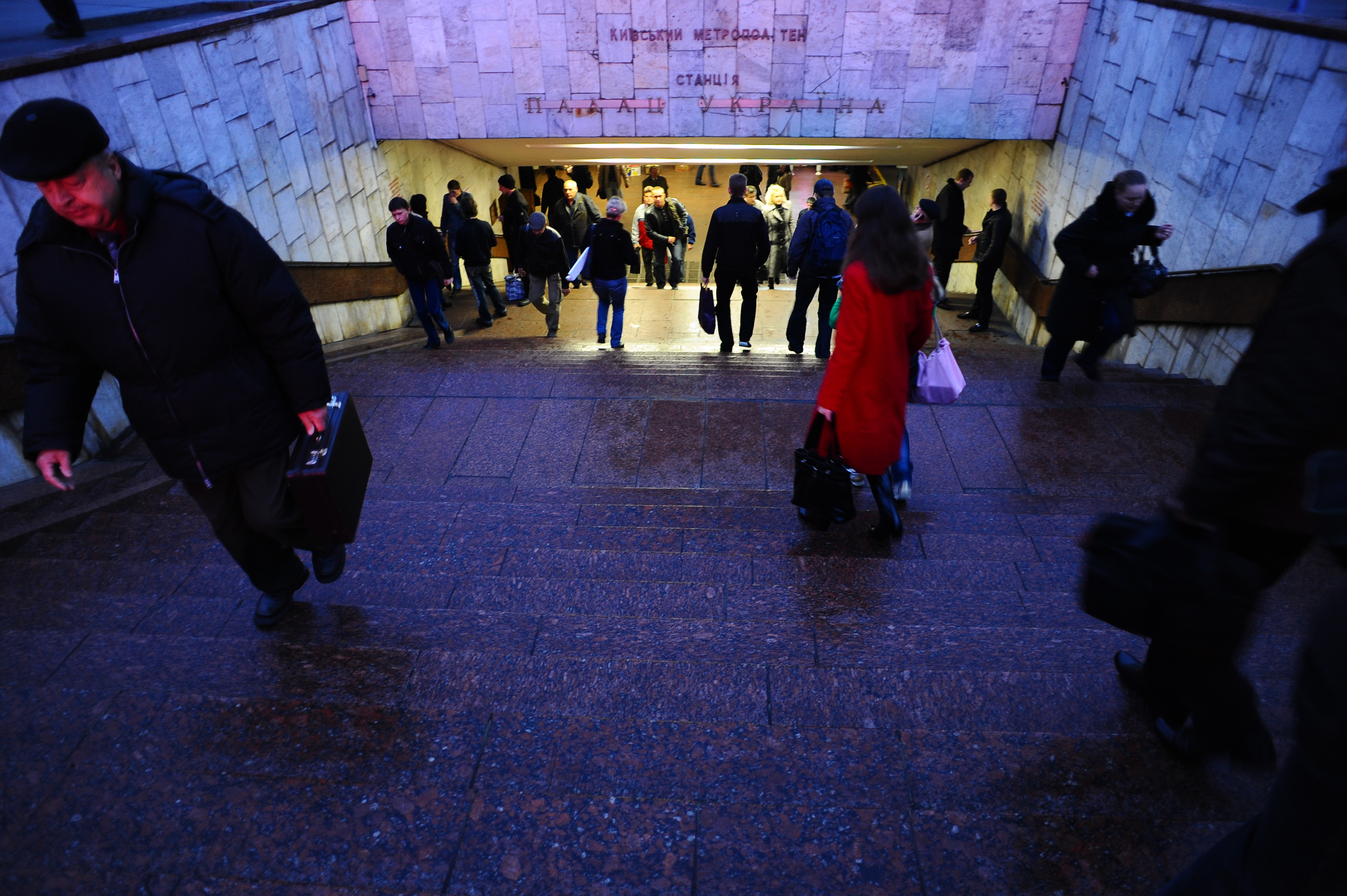
Некритий вхід до підземного переходу, сполученого з підземним вестибюлем станції «Палац «Україна»
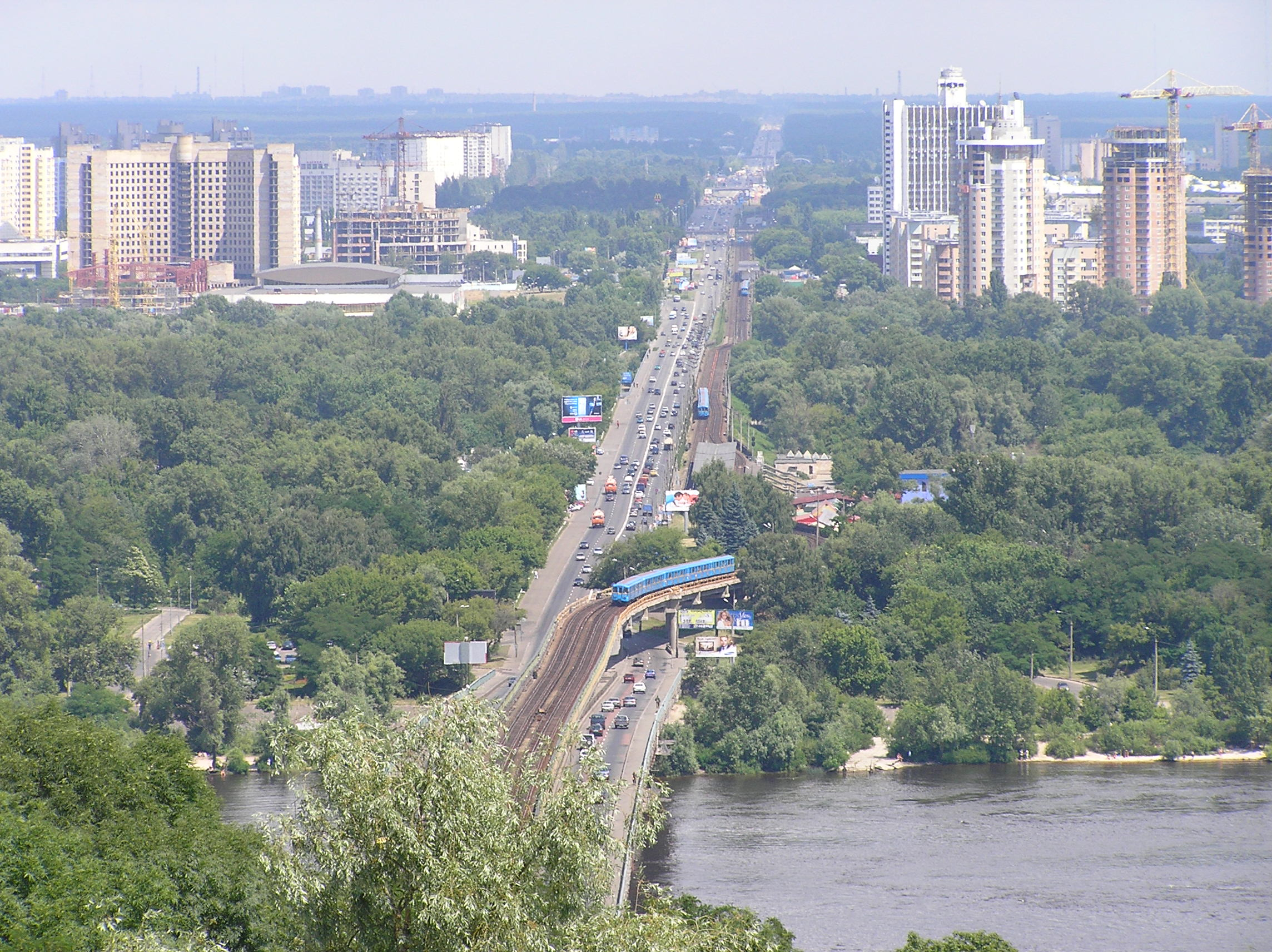
Наземна ділянка Святошинсько-Броварської лінії на лівому березі Дніпра

### Доступність станцій для маломобільних груп населення
Починаючи з 2005 року при будівництві та реконструкції станції метрополітену стали приділяти увагу доступності інфраструктури для маломобільних груп населення: встановлюються ліфти, підіймачі.
Станом на 2020 рік доступні 10 з 52 станцій, та жодного пересадного вузла:
- Святошин;
- Теремки, Іподром, Виставковий центр, Васильківська, Голосіївська, Деміївська;
- Вирлиця, Бориспільська, Червоний Хутір.

Для забезпечення доступу до станцій не пристосованих для людей у візках, метрополітен залучає працівників, що супроводжують людину з інвалідністю від входу в метро до виходу та допомагають долати перешкоди, але при цьому метрополітен утискає права громадян з інвалідністю, не пропускаючи їх самих та вимушуючи довго чекати на супровід, що призводить до конфліктів.

## Інтернет
5 березня 2020 оператори мобільного зв'язку Київстар, Vodafone, Lifecell почали надавати послуги 4G зв'язку з використанням частот у діапазоні 1800 МГц на станції метро «Академмістечко» у Києві і в тунелі до станції «Житомирська». Із 3 липня 2020 послуги швидкісного інтернету були розширені, з використанням частот у діапазонах 1800 МГц та 2600 МГц, ще на вісім станцій Київського метрополітену і в тунелях між ними. Це станції Житомирська, Святошин, Героїв Дніпра, Мінська, Оболонь, Сирець, Дорогожичі та Лук'янівська. З 14 грудня 2020 4G-зв'язок доступний на усіх станціях метрополітену.

## Перспективи розвитку
За проєктом Генерального плану розвитку Києва до 2025 року, розробленим КО «Інститут Генерального плану м. Києва» в 2011 році, а також проєктом розвитку, розробленим Київським метрополітеном, планується будівництво низки нових об'єктів:

### Святошинсько-Броварська лінія

Проєкт розвитку Київського метрополітену, створений 2012 року

На першій лінії в планах є будівництво другого виходу зі станції «Вокзальна», оскільки наразі єдиний вихід не справляється з пасажиропотоком через обмеженість корисного простору вестибюля та передескалаторного залу для проходу пасажирів, що створює суттєві незручності в обслуговуванні пасажирів. Завдяки другому виходу пропускна спроможність станції збільшиться, як мінімум, у 2 рази. Крім того, планується за станцією «Академмістечко» побудувати ще станцію «Новобіличі» поряд з зупинним пунктом «Новобіличі», а також депо «Новобіличі».
У квітні 2023 року в КМДА створена робоча група з представників Кабінету Міністрів України, міністерств та Київської міської державної адміністрації, яка має на меті напрацювати можливі варіанти транспортного сполучення з меморіальним військовим кладовищем у Биківні. Зокрема, розглядається організація автобусного маршруту, продовження будівництва метрополітену та трамвайної лінії у зазначеному напрямку.

### Оболонсько-Теремківська лінія
Перспективним планом розвитку синьої лінії передбачено будівництво станції «Одеська» з депо «Теремки» та відгалуженням лінії за станцією «Іподром», на якій будуть споруджені станції «Автовокзал „Теремки“» та «Вулиця Крейсера „Аврора“».

### Сирецько-Печерська лінія
На зеленій лінії в планах є будівництво ще двох станцій в північній частині міста після  «Мостицька» та «Варшавська» —  «Виноградар» та «Маршала Гречка», а також будівництва депо «Виноградар». Крім того, планується спорудження ескалаторного нахилу та виходу зі станції «Львівська брама», що є необхідним для введення в експлуатацію цієї станції та будівництва додаткового пасажирського переходу між станціями «Театральна» та «Золоті ворота» з метою поліпшення безпеки та культури обслуговування пасажирів.

### Подільсько-Вигурівська лінія
Спорудження четвертої лінії є важливим з точки зору з'єднання великих житлових масивів Лівого берега: Лісового, Воскресенки, Райдужного та майбутньої житлової забудови Русанівських садів з мережею метрополітену. Найімовірніше, перша черга будівництва лінії матиме шість станцій: починатиметься зі станції «Глибочицька», що матиме перехід на станцію «Лук'янівська» Сирецько-Печерської лінії, «Подільська», яка матиме пересадку на станцію мілкого залягання «Тараса Шевченка» Оболонсько-Теремківської лінії, три станції на естакаді Подільського мостового переходу через Дніпро — «Суднобудівна», «Труханів острів» та «Затока Десенка», та станція мілкого залягання «Райдужна» на місці нинішніх Русанівських садів.Наразі підземні роботи не ведуться, але у конструкціях частково споруджені три станції на мостовому переході. Надалі лінію буде продовжено в одну сторону до Воскресенки з кінцевою станцією «Братиславська» та депо «Воскресенське», а в іншу — до Жулян з кінцевою станцією «Кільцева дорога» та депо «Гатне». За деякими даними можливе будівництво відгалуження лінії на Вигурівщину-Троєщину з депо «Троєщина», яке в майбутньому стане частиною Лівобережної лінії.

### Проєкти
Першою чергою Лівобережної лінії стане ділянка від станції «Вулиця Милославська» до станції «Проспект Ватутіна» з депо «Троєщина», що стане відгалуженням Подільсько-Вигурівської лінії. В майбутньому п'ята лінія стане самостійною і пройде вздовж залізниці до Броварського проспекту з пересадкою зі станції «Броварський проспект» на станцію «Лівобережна» Святошинсько-Броварської лінії. Третьою чергою будівництва лінії стане її продовження до житлового масиву Осокорки, де п'ята лінія матиме пересадку зі станції «Проспект Бажана» на станцію «Позняки». У майбутньому вона може стати частиною кільцевої лінії Київського метрополітену.
Згідно з проєктом Генерального плану розвитку Києва до 2025 року в проєктний період будівництво лінії не передбачено. Замість неї, в найближчі 20 років планується подовження Лівобережного швидкісного трамвая до масиву Осокорки-Центральні.
У проєкті Генерального плану розвитку Києва до 2025 року в перспективі також передбачено спорудження Вишгородсько-Дарницької лінії. Вона може пройти від площі Шевченка до Дарницького залізничного вокзалу і зв'яже Мінський масив, Вітряні гори, Пріорку, Куренівку, Караваєві дачі, Чоколівку, Олександрівську слобідку та Позняки. Строк початку проєктування та будівництва лінії наразі невідомий.
Міністерство регіонального розвитку, будівництва та житлово-комунального господарства України розглядає можливість облаштування громадських туалетів на станціях метрополітену.
Дати реалізації жодного з проєктів наразі не відомі, а самі проєкти можуть змінитись.

## Пасажиропотік
| Рік  | Кількість станцій станом на | Кількість станцій станом на | Кількість станцій станом на | Пасажиропотік, тис. осіб | Динаміка | Джерело |
| Рік  | початок року                | кінець року                 | динаміка                    | Пасажиропотік, тис. осіб | Динаміка | Джерело |
| ---- | --------------------------- | --------------------------- | --------------------------- | ------------------------ | -------- | ------- |
| 1995 | 37                          | 37                          | ▬                           | 285 102,4                |          | [ 173 ] |
| 1996 | 37                          | 38                          | ▲                           | 268 199,2                | ▼        | [ 173 ] |
| 1997 | 38                          | 39                          | ▲                           | 262 646,3                | ▼        | [ 173 ] |
| 1998 | 39                          | 39                          | ▬                           | 434 034,7                | ▲        | [ 173 ] |
| 1999 | 39                          | 39                          | ▬                           | 479 104,8                | ▲        | [ 173 ] |
| 2000 | 39                          | 40                          | ▲                           | 505 544,6                | ▲        | [ 173 ] |
| 2001 | 40                          | 40                          | ▬                           | 544 271,8                | ▲        | [ 173 ] |
| 2002 | 40                          | 40                          | ▬                           | 572 511,0                | ▲        | [ 173 ] |
| 2003 | 40                          | 42                          | ▲                           | 597 815,0                | ▲        | [ 173 ] |
| 2004 | 42                          | 43                          | ▲                           | 558 623,9                | ▼        | [ 173 ] |
| 2005 | 43                          | 44                          | ▲                           | 584 851,9                | ▲        | [ 173 ] |
| 2006 | 44                          | 45                          | ▲                           | 612 349,2                | ▲        | [ 173 ] |
| 2007 | 45                          | 45                          | ▬                           | 641 794,9                | ▼        | [ 173 ] |
| 2008 | 45                          | 46                          | ▲                           | 663 900,0                | ▲        | [ 173 ] |
| 2009 | 46                          | 46                          | ▬                           | 502 900,0                | ▼        | [ 173 ] |
| 2010 | 46                          | 49                          | ▲                           | 504 300,0                | ▲        | [ 173 ] |
| 2011 | 49                          | 50                          | ▲                           | 519 000,0                | ▲        | [ 173 ] |
| 2012 | 50                          | 51                          | ▲                           | 556 700,0                | ▲        | [ 173 ] |
| 2013 | 51                          | 52                          | ▲                           | 536 177,0                | ▼        | [ 173 ] |
| 2014 | 52                          | 52                          | ▬                           | 503 922,8                | ▼        | [ 173 ] |
| 2015 | 52                          | 52                          | ▬                           | 485 685,8                | ▼        | [ 173 ] |
| 2016 | 52                          | 52                          | ▬                           | 484 583,3                | ▼        | [ 174 ] |
| 2017 | 52                          | 52                          | ▬                           | 498 465,9                | ▲        | [ 175 ] |
| 2018 | 52                          | 52                          | ▬                           | 496 071,8                | ▲        | [ 176 ] |
| 2019 | 52                          | 52                          | ▬                           | 495 300,0                | ▼        | [ 177 ] |
| 2020 | 52                          | 52                          | ▬                           | 279 484,0                | ▼        | [ 177 ] |
| 2021 | 52                          | 52                          | ▬                           | 319 300,0                | ▼        | [ 177 ] |
| 2022 | 52                          | 52                          | ▬                           | 162 170,3                | ▼        | [ 178 ] |
| 2023 | 52                          | 52                          |                             | 232 562                  |          | [ 179 ] |

## Скандали
В жовтні 2024 Адміністрація Київського метрополітену переплатила 160 млн грн за перевезення вагонів, які як гуманітарну допомогу столиці передала Варшава. Про це повідомила Державна аудиторська служба.

## Нагороди
- 2 серпня 1977 року — Київському метрополітену було присвоєне ім'я В. І. Леніна[182].
- 3 квітня 1981 року — Київський метрополітен був нагороджений орденом Трудового Червоного Прапора[183].

## Київський метрополітен у культурі
До 50-річчя метрополітену Укрпоштою був випущений блок поштових марок «50 років Київському метрополітену», який складається з чотирьох марок:

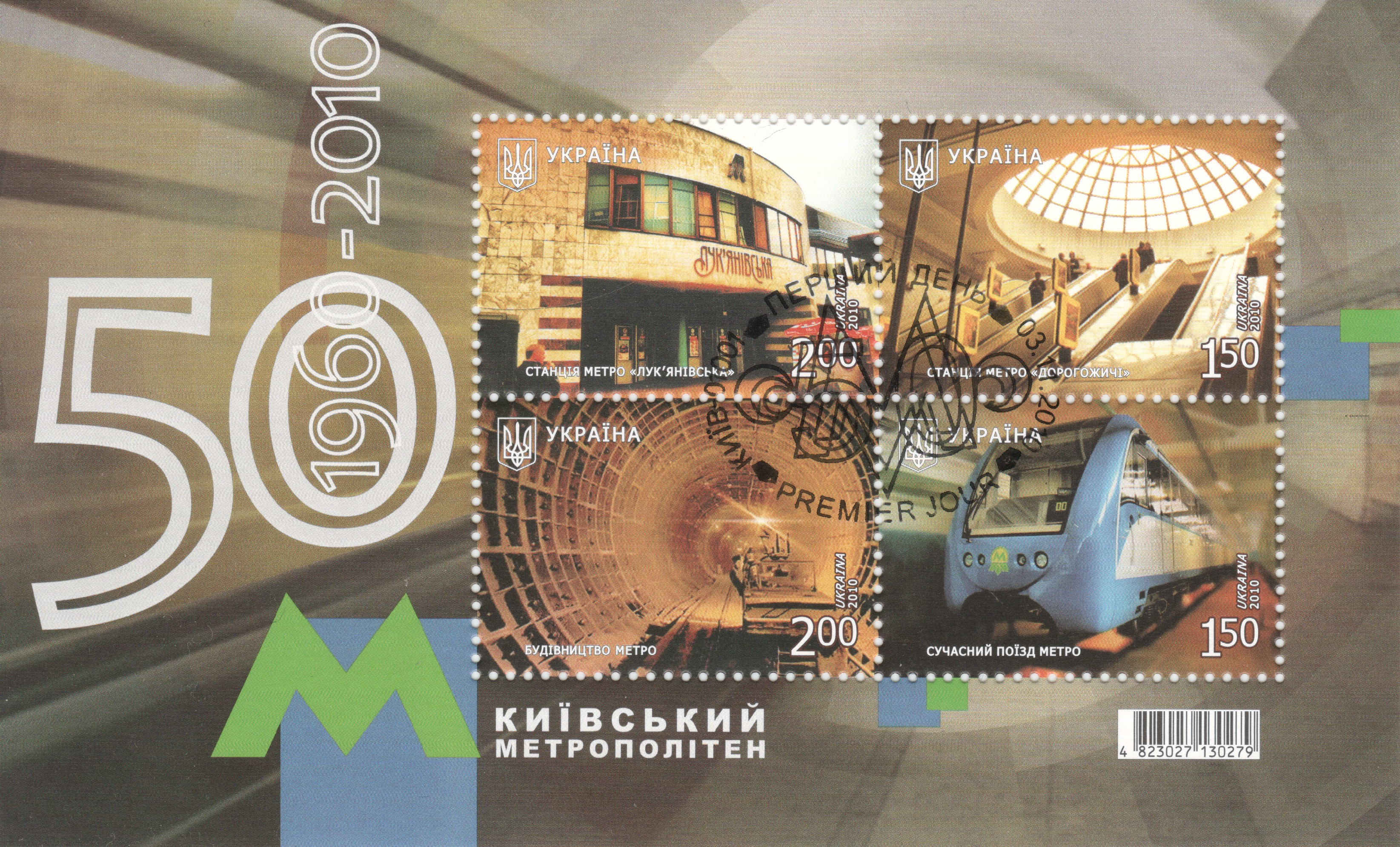
Марка видана до 50-річчя Київського метро

- № 1082 «Станція метро „Лук'янівська“»,
- № 1083 «Станція метро „Дорогожичі“»,
- № 1084 «Будівництво метро»,
- № 1085 «Сучасний поїзд метро».[184]